# Führerhaus
Das Führerhaus ist der Teil des Aufbaus von Lastkraftwagen, der den Raum für den Fahrzeugführer und die Begleitpersonen bildet. Ebenfalls gebräuchlich ist der Begriff Fahrerhaus oder Fahrerkabine.

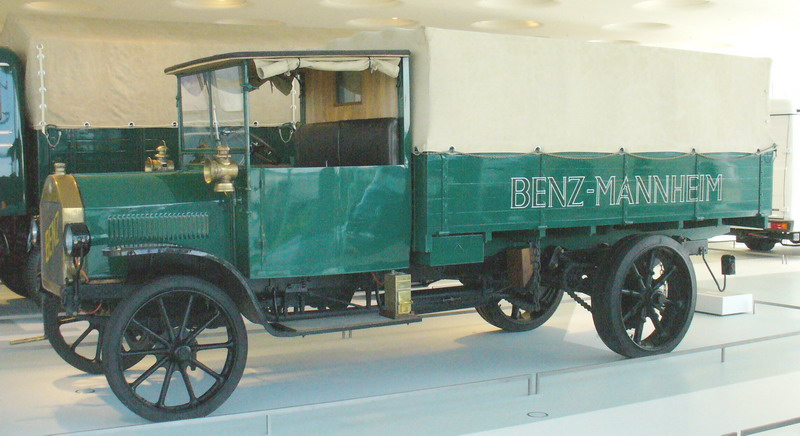
Lkw-Fahrerhaus von 1912

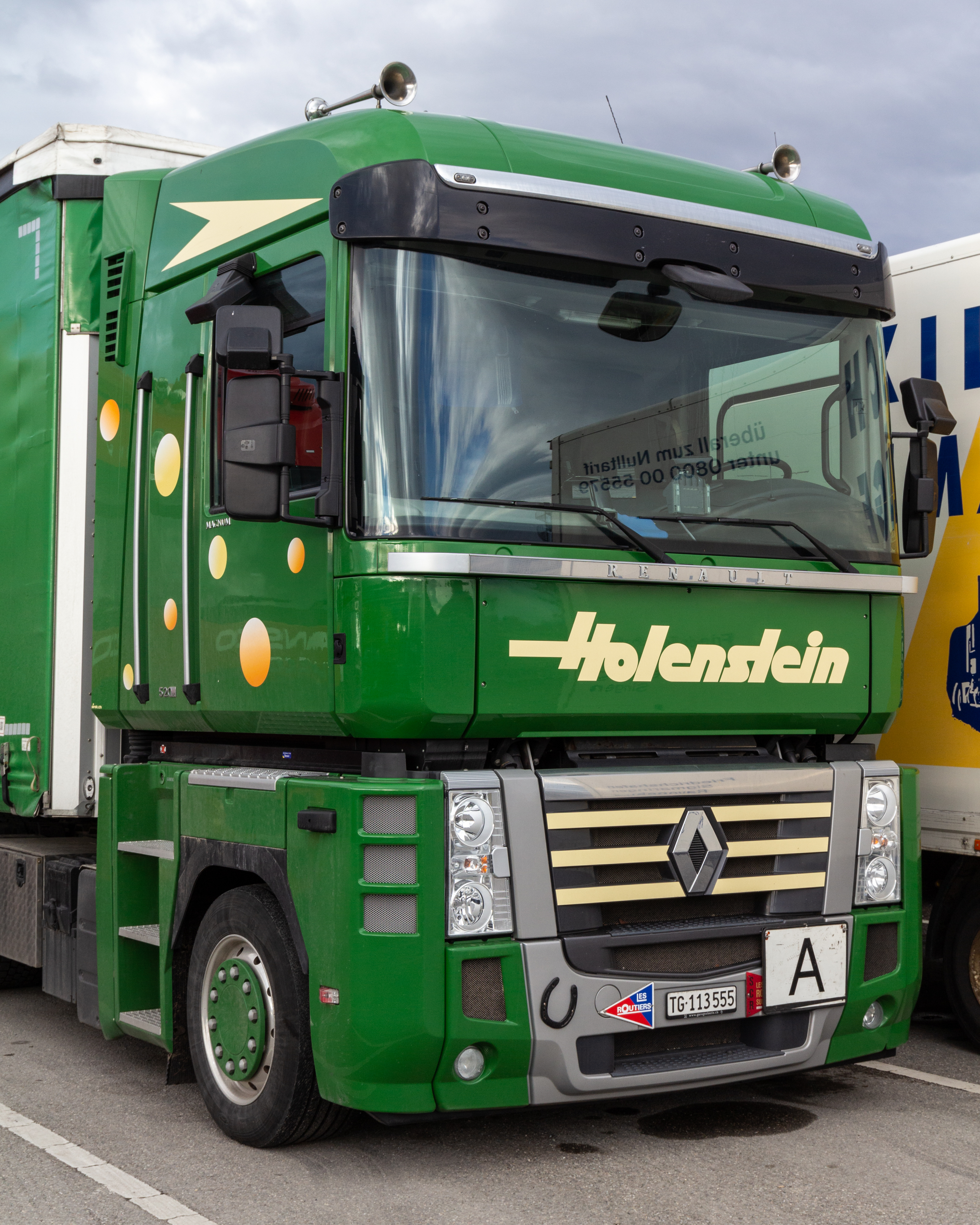
„Großraum“-Fahrerhaus eines Renault Magnum (2010–2013)

## Das Fahrerhaus für den Lkw

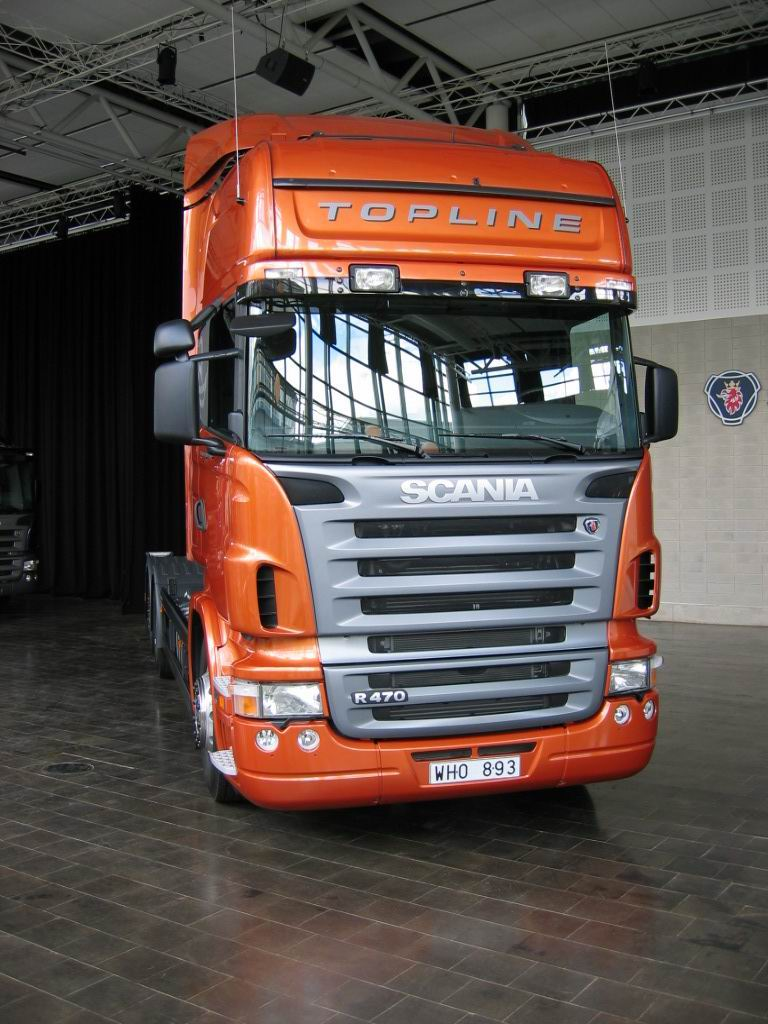
Scania Topline als modernes hohes Fahrerhaus ab 2004

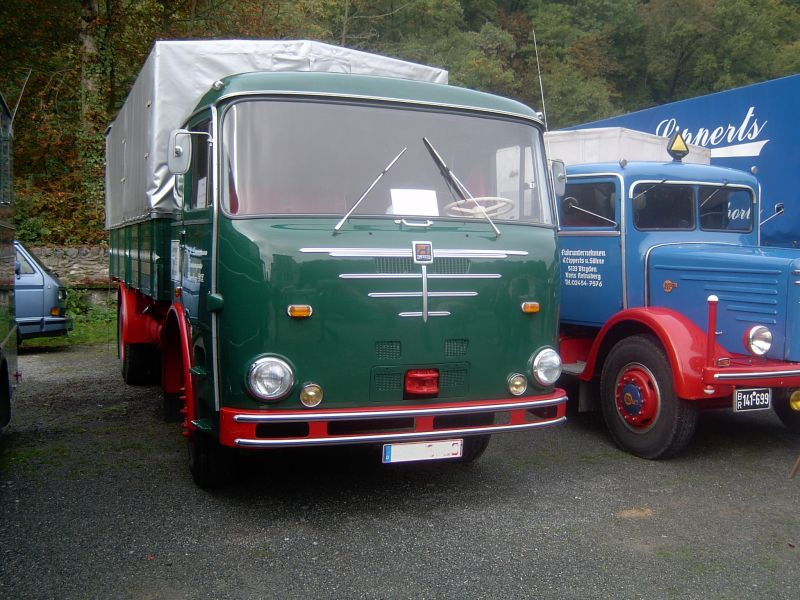
Büssing Commodore Unterflur 1963 mit Büssing-&-Sohn-Fahrerhaus

Das Fahrerhaus ist in der Regel geschlossen und beheizbar. Es hat in erster Linie die Funktion, dem Fahrer ein sicheres Führen des Fahrzeugs zu ermöglichen. Daneben sind vielfach Einrichtungen vorhanden, die der Fahrer während seiner Erholungspausen oder Ruhezeiten nutzen kann, wie zum Beispiel eine Ruheliege.
Von allen Lkw-Produzenten, Fachzeitschriften und Büchern über Nutzfahrzeuge wird das Führerhaus des Lkw als Fahrerhaus bezeichnet. Abhängig davon, wofür das Fahrzeug eingesetzt wird, ist die Nutzung des Fahrerhauses unterschiedlich. Bei Baustellenfahrzeugen oder Fahrzeugen im Güter-Nahverkehr benutzt der Kraftfahrer das Fahrerhaus fast nur zum Fahren. Dagegen ist der Lkw bei mehrtägigen Touren des Fernfahrers Arbeitsplatz und Wohnraum zugleich. Die Vorschriften der Arbeitsstättenverordnung für Arbeits- und Pausenräume gelten jedoch nicht für Fahrerhäuser. Es gibt ein Regelwerk der Berufsgenossenschaft zu „Liegeplätzen in Führerhäusern und Ruheräumen von Fahrzeugen sowie Dachschlafkabinen“ (BGR 136). Die einschlägigen Unfallverhütungsvorschriften enthalten unter anderem Regeln zur Sicherheit, zur Lüftung des Fahrerhauses und zur Sicht des Fahrzeugführers. Im Jahr 1966 wurden erstmals „Führerhausrichtlinien“ aufgrund § 30 StVZO erlassen und seitdem mehrere Male novelliert.

### Frühe Vorbilder
Pionier im Bau des guten großen Fahrerhauses war Büssing:

„Der Dienst des Fahrpersonals ist verantwortungsvoll und anstrengend, besonders bei Fahrten über längere Zeiträume. Deshalb ist es aus vielen Gründen zwingend erforderlich, für das Fahr- und Begleitpersonal die bestmöglichen Arbeitsbedingungen im Fahrerhaus, oft für lange Zeit ihre Wohnung, zu sichern.“

Dieser selbstgestellte Auftrag wurde in die Tat umgesetzt und deshalb schwärmen heute noch alte bzw. ausgediente Fernfahrer vom Büssing Commodore Unterflur mit seinem großen hohen Büssing-&-Sohn-Holz-Fahrerhaus. Von diesem Büssing-Lkw-Konzept, mit seinem vom Fahrerhaus entfernten Unterflurmotor, kann man behaupten, dass es bis in die heutige Zeit für Lkw-Produzenten ein Vorbild für Lärmfreiheit, Bequemlichkeit und ergonomische Gestaltung gewesen sei.

### Gesetzliche europäische Vorschriften
Das Fahrerhaus ist ein „Funktionsraum“ einer Lkw-Kabine für den Fahrer von Lastkraftwagen bis zu insg. 2,35 m Tiefe in der Außenmaßlänge. Seit dem 1. Mai 1965 wurden innerhalb der EWG vom EG-Verkehrsministerrat Richtlinien, wie zum Beispiel die Richtlinie 85/3/EWG für Lkw – Längen, Maße und Gewichte vereinbart. Diese mussten jeweils in die nationale Gesetzgebung, wie z. B. in Deutschland in die Straßenverkehrszulassungsordnung § 32 Abs. 4 Satz 1 Nr. 4 StVZO umgesetzt werden. Nun war es den Transportunternehmern bzw. den Speditionen sowie den Fahrzeugherstellern möglich gemacht worden, innerhalb der Lkw-Gesamtlänge, die Laderaumlänge ständig zu vergrößern. Das führte zur Verkürzung des Fahrerhauses und hatte damit negative Konsequenzen für den Komfort und die Sicherheit des Fahrers.
Es wurde deshalb ab 1989 in der EU angestrebt, die Richtlinie dahingehend zu ändern, wie lang ein Lastzug sein darf, um ein gesundes, jederzeit befriedigendes Verhältnis von belegter Verkehrsfläche und wirtschaftlich optimaler Transportraum-Nutzung herzustellen. Ein annehmbarer Kompromiss wurde erzielt, indem nur die Ladefläche und die Gesamtlänge des Lkw sowie die Deichsellänge festgelegt wurden. In der EG-Richtlinie 91/60 vom 4. Februar 1991 wurde beschlossen, dass ab Hinterkante Fahrerhaus nur 16 Meter nutzbare Gesamtlänge vorhanden sein darf. Die zulässige höchste Lkw-Länge wurde von 18 auf 18,35 m verlängert, wobei die Länge der Ladeflächen bis zu 15,65 m betragen durfte. Diese kurzgekoppelten Lkw dürfen sich (bis heute) während des Kurvenverlaufs aus Sicherheitsgründen etwas verlängern, jedoch ohne Zutun des Fahrzeugführers oder anderer Personen.
Jetzt war es dem Transportunternehmer überlassen, wie groß das Fahrerhaus für das Fahrpersonal der möglichen 2,35 m Tiefe bemessen wird. Diese Verordnung war am 31. Dezember 1991 in Kraft getreten und für alte Lkw wurde eine Übergangsfrist bis zum 31. Dezember 1998 für die größeren Ladeflächen innerhalb der Lkw-Gesamtlänge festgelegt.
Am 29. September 1995 beschloss der EU-Verkehrsministerrat eine Abänderung der Richtlinie 91/60 als Teil-Harmonisierung für „Abmessungen und Gesamtgewicht von Fahrzeugkombinationen“ im innerstaatlichen Verkehr der Europäischen Gemeinschaft. Die zulässige Lkw-Gesamtlänge, d. h. die Ladefläche und das Fahrerhaus, wurde von 18,35 m auf 18,75 m heraufgesetzt. Der lichte Abstand zwischen den Aufbauten, als Deichsellänge, beträgt nun 0,75 m. Für das Fahrerhaus blieb alles beim alten bzw. der 2,35 m Fahrerhaustiefe, wobei 10 cm für die ISO-Norm 1726 (Kippvorrichtung, Auspuff, Luftansaugung, Luft- und Stromanschlüsse) abgezogen werden müssen, sofern dies bauartbedingt nicht anders gelöst wurde.

### Die Fahrerhaus-Konstruktion

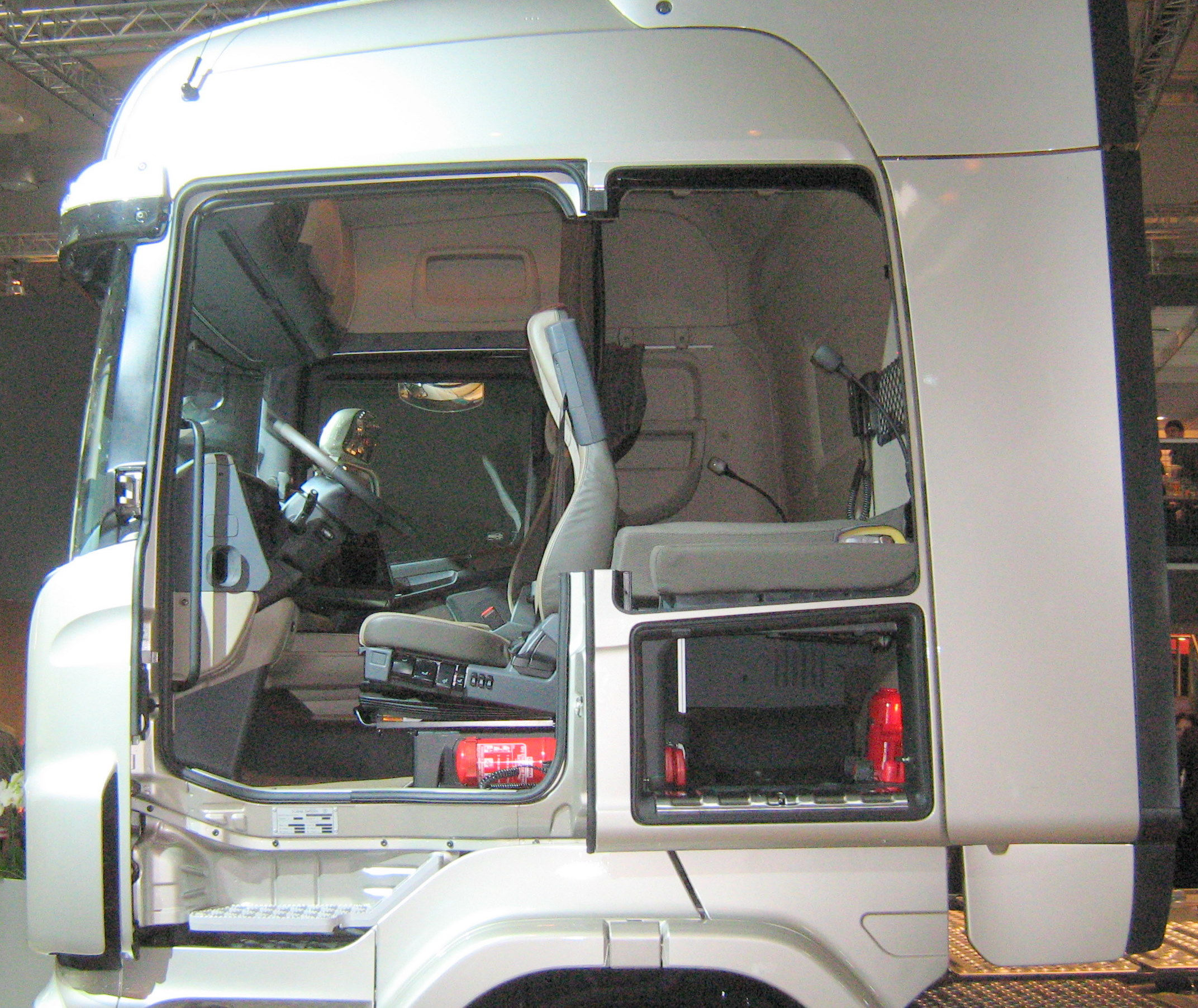
Fahrerhaus-Konstruktion Typ Scania
(Liege heruntergeklappt, Sitzlehne etwas nach vorne, rechts nur Windabweiser)

Bei der Konstruktion und Ausstattung des Fahrerhauses sind ökonomisch rationelle Überlegungen in den Vordergrund zu stellen, um eine optimale Nutzung des zur Verfügung stehenden Raumes für die Ladefläche zu realisieren. Die Bauart richtet sich nach dem Einsatz und den speziellen Bedürfnissen des Unternehmers. Fahrerhäuser werden selbsttragend in Einschalenbauweise gebaut, wobei ein Pressstahlgerippe mit beidseitig verzinkten geformten Stahlblechen verkleidet wird. Viele ehemalige Blech- oder Stahlverkleidungsteile des Fahrerhauses werden aus Kunststoff hergestellt, um unter anderem Gewicht einzusparen. Unter dem Boden des Fahrerhauses befinden sich die zwei Längsträger des Fahrgestells, wo sich die Vierpunktaufhängungen mit Luft- oder Gummi-Metall befinden. Der Einfluss des Kraftstoffverbrauchs wird durch die neuesten Erkenntnisse, die im Windkanal bei der Aerodynamik getestet werden, in die Konstruktion eingebracht. Die Fahrerhäuser haben meistens einen Dach- und Seiten-Spoiler, wobei etwas schmalere und niedrigere Fahrerhausmaße auch in Serie produziert werden, die dann etwas billiger sind. Bei der technischen Konstruktion des COE-Fahrerhauses ist eine Kipp-Vorrichtung wichtig, um an die Aggregate zu gelangen, so dass die Wartungs- und Reparaturarbeiten durchgeführt werden können, wobei regelmäßige Kontrollen von außen möglich sein sollen.
Der Konstrukteur muss sich im Rahmen von äußeren möglichen Maßen: (L × B × H) 2,35 m × 2,50 m × 4,00 m befinden, wo dann zum Beispiel beim MAN-TGX-XXL-Fahrerhaus nur 2,28 m × 2,44 m × 2,46 m außen bei der Kabine übrig gelassen werden. Im Innenmaß bleiben nur noch 2,12 m (Frontscheibe – Rückwand) und von einem zum anderen Türfenster bleiben 2,33 m, sowie in der Innenhöhe sind wegen des 0,11 m hohen Motortunnels nur 2,00 m an Raum für den Fahrer übrig. Bei schweren Lkw-Typen haben große Fahrerhäuser den Vorteil, dass der Wiederverkauf des gebrauchten Lkws in die Überlegung eingebracht wird. Entscheidend ist, ob der Lkw für den Nahverkehr mit kurzem Fahrerhaus ohne Ruheliege oder für den Güterfernverkehr mit langer Kabine mit Ruheliege gebraucht wird.
Bei allen Arten des Fahrerhauses sind neueste arbeitsmedizinischen Erkenntnisse zu berücksichtigen. Ergonomie, Sicherheit und Komfort spielen eine große Rolle, zudem sind ein bequemer Ein- und Ausstieg inklusive zweier gut erreichbarer Haltegriffe wichtig. Eine gute Sicht auf das Verkehrsgeschehen darf nicht beeinträchtigt werden. Aus der Sicht des Arbeitnehmerschutzes ist es notwendig, die hohen psychischen und physischen Belastungen des Fahrers zu minimieren, die durch Hitze und Kälte, eingeschränkte Bewegungsfreiheit, hohe Verantwortung des Fahrers, Zeitdruck und hohes Verkehrsaufkommen entstehen können. Das Fahrerhaus sollte daher für den Fahrer einen angenehmen, geräumigen und sicheren Arbeitsplatz bieten.
Modernisierungen bei den Konstruktionen finden ca. alle 4 Jahre im Facelift bei allen Lkw-Baureihen durch zahlreiche Detailverbesserungen an der Fahrzeugfront statt, was von der breiten Öffentlichkeit am Kühlergrill, an Sonnenblenden und an den Scheinwerfern wahrgenommen wird. Aerodynamische Optimierungen ermöglichen eine Verbesserung des {\displaystyle c_{\mathrm {w} }}-Wertes, zudem wird eine Absenkung des Innengeräuschpegels erreicht. Je nach Typ wird bei neuen Baureihen eine Gewichtsreduzierung erzielt. Alle diese Verbesserungen ermöglichen einen geringeren Kraftstoffverbrauch.

### Sicherheit
Kritiker bemängeln beim Fahrerhaus die geringe Sicherheit bei Auffahrunfällen. Die Stahlkonstruktion allein bürge laut Unfallforschung nicht für ausreichenden Schutz. Schon im Sommer 1989 wurde im Auftrag der Forschungsvereinigung Automobiltechnik (FAG) in München eine Studie erstellt und es wurde festgestellt, dass die Festigkeitstests für Fahrerhäuser dringend überarbeitet werden müssten. Bis heute halten sich die Konstrukteure der Lastkraftfahrzeuge bzw. der Fahrerhäuser immer noch an die ECE-R29 (Economic Commission for Europe). Diese Tests wurden 1998 eingeführt und sind seit dem Jahr 2000 gültig. Es wird bei der Frontalaufprallprüfung mit einer Pendelmasse 1.500 kg ± 250 kg die Aufschlagenergie bis zu 45.000 Nm getestet. Die Festigkeit des Daches muss eine statische Belastung mit bis zu 10 t aushalten und die Festigkeit der Rückwand hat eine statische Belastung mit 2.000 N/m² auszuhalten.
Da bei den Coe-Kabinen weiterhin ein Sicherheitsrisiko bei den Fahrerhaustüren und Fensterholmen besteht und der sogenannte Schwedentest für alle europäischen Fahrerhäuser eingeführt werden müsste, läge die Knautschzone dann im hinteren Teil des Fahrerhauses im Bereich der Ruheliegen. Beim Schweden-Test muss das Fahrerhaus Stöße mit einem Gewicht von 1 t an einem 3 m langen Pendel aus allen Richtungen (z. B. Fensterholm) ohne große Verformungen überstehen. Das Fahrerhausdach muss dem Druck von oben mit 15 t ohne große Deformation standhalten. Eine verstärkte Frontpartie sowie ein Flankenschutz in den Türen sind vorgeschrieben; die Türen dürfen sich nicht von allein öffnen. Eine energieverzehrende Lenkradbefestigung gehört dazu. Bei dem Test muss gewährleistet sein, dass die Fahrer genügend Überlebensraum zur Verfügung haben. Durch die modernen Abstandswarner und Bremsautomaten ist es möglich, dass ein Auffahrunfall gemindert wird oder zum Teil auch ganz ausgeschlossen werden kann.

### Das Großraum-Fahrerhaus und die Schlafkabine
Seit 1991 bauen alle europäischen Lkw-Produzenten ein großes Fahrerhaus, wie zum Beispiel: IVECO „Stralis-AS“, Renault „Magnum AE“, Volvo FH „Globetrotter XL“, MAN „TGX-XXL“, Mercedes-Benz Actros (bewährt)-„Megaspace LS“, Mercedes-Benz Actros (neu)-„Gigaspace“, Scania R-„Topline“ und DAF XF 105-„Super-Space-Cab“.
Der schwedische Lkw-Produzent Scania brachte 2002 für sein „Topline“-Fahrerhaus eine um 1,3 m verlängerte „eXc“-Großraum-Kabine auf den europäischen Markt und schuf damit einen wesentlich größeren Raum für den Fahrer als in herkömmlichen Fahrerhäusern, einschließlich einer großen Schlafkabine. Das größere Führerhaus hat jedoch zur Folge, dass weniger Ladefläche zur Verfügung steht, was einen wirtschaftlichen Nachteil darstellt.

### Die Zwei-Fahrer-Besatzung
Durch die Vorschriften der Lenk- und Ruhezeiten sowie des Arbeitszeitgesetzes (ArbZG) und zum Vorbeugen gegen Lkw-Diebstähle ist es vielfach nötig, die Lkw mit einer Zwei-Fahrer-Besatzung einzusetzen. Die lange gemeinsame tägliche Anwesenheit im Fahrerhaus erfordert ein hohes Maß an gegenseitiger Toleranz. Um die Rahmenbedingungen für zwei Personen zu optimieren, versuchen die Hersteller, die Fahrerhaus-Kabine ausreichend zu bemessen und auszustatten. Dieses ist bei einer Doppelbesatzung ein wichtiger Aspekt, wenn zwei Fernfahrer auf einem relativ engen Arbeitsplatz, ca. 15 bis 24 Stunden zusammen sind, und das zum Teil zusammenhängend fünf Tage lang.

### Ausstattung
Ein umsichtiger Fuhrparkleiter tut gut daran, die Rahmenbedingungen zu optimieren und beispielsweise die Fernverkehrs-Fahrerkabine ausreichend groß zu kaufen. Eine Kaffeemaschine, Standheizung, Klimaanlage, Standklimaanlage, Kühlschrank mit Gefrierfach, digitales Radio mit DVD-Wechsel, Fernseher mit DVD-Video, CB-Funkgerät, sowie zusätzliche Staukästen im und am Lkw sind Standard und tragen erheblich zur Motivation bei, um im Güterkraftverkehr als Fernfahrer tätig zu sein. Die Dacherhöhung oberhalb der Windschutzscheibe bei den Fernverkehrs-Fahrerhäusern sollte genutzt werden, um dort dementsprechend Stauschränke mit Fächern auszustatten, wo ein Mikrowellenherd bei mehrtägigen Touren vorhanden sein sollte.
Aufgrund § 35b Abs. 2 StVZO inkl. der Führerhausrichtlinie ist es verboten, in das freie Sichtfeld des Fahrers irgendetwas hinzustellen oder hineinzuhängen, zumal dann die Zulassung erlischt. Alle Kontrollinstrumente müssen blendfrei und gut einsehbar sein (was der Trend zu Kombiinstrumenten erleichtert, der bei PKWs begonnen hat), und die Bedienelemente wie Schalter usw. müssen vom Fahrer ohne Körperverlagerung erreichbar sein. Am und im Fahrerhaus wird vielfach die finanzielle oder soziale Einstellung des Transportunternehmers erkennbar, der z. B. für den Fernverkehr eine schmale Fahrerhaus-Sparausführung ohne Extras in der Innenausstattung als einfachste Serienproduktion bestellt. Vielfach ist dann der Sitz des Beifahrers ohne Luftfederung sowie ohne zusätzliche Rückenpolster und Armlehnen ausgeführt. Transportunternehmen, die keine Vollausstattung mit einem großen Fahrerhaus zur Verfügung stellen, haben es dann schwer, geeignete Berufskraftfahrer zu finden. Bei der Bestellung eines neuen Lkw ist es für den Unternehmer vorteilhaft, wenn er den Fernfahrern ein Mitspracherecht einräumt.

## Geschichtliche Entwicklung

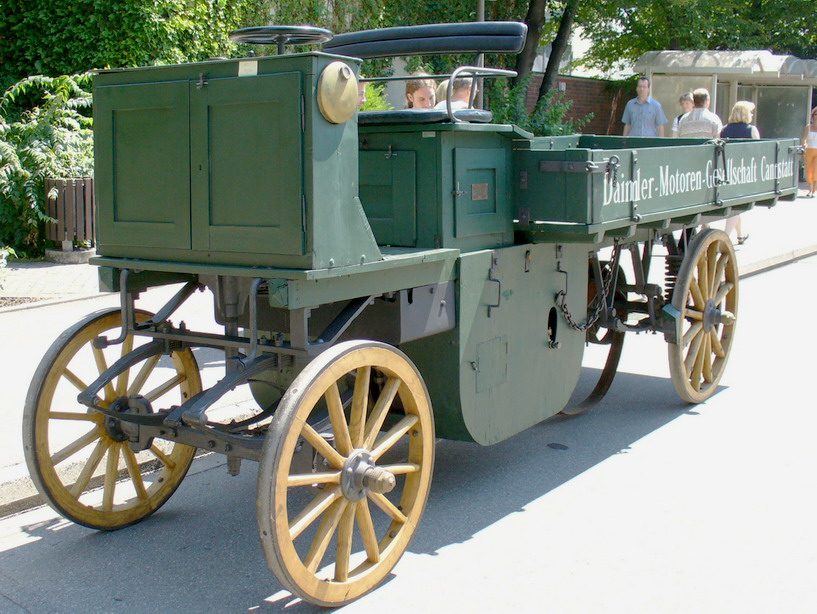
Ein Lkw von Daimler 1896

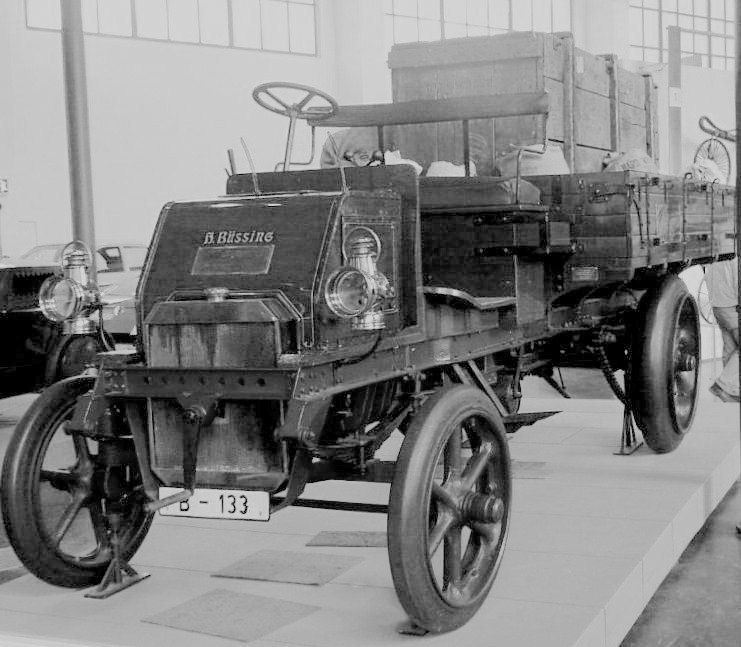
Erster Büssing-Lkw 1903

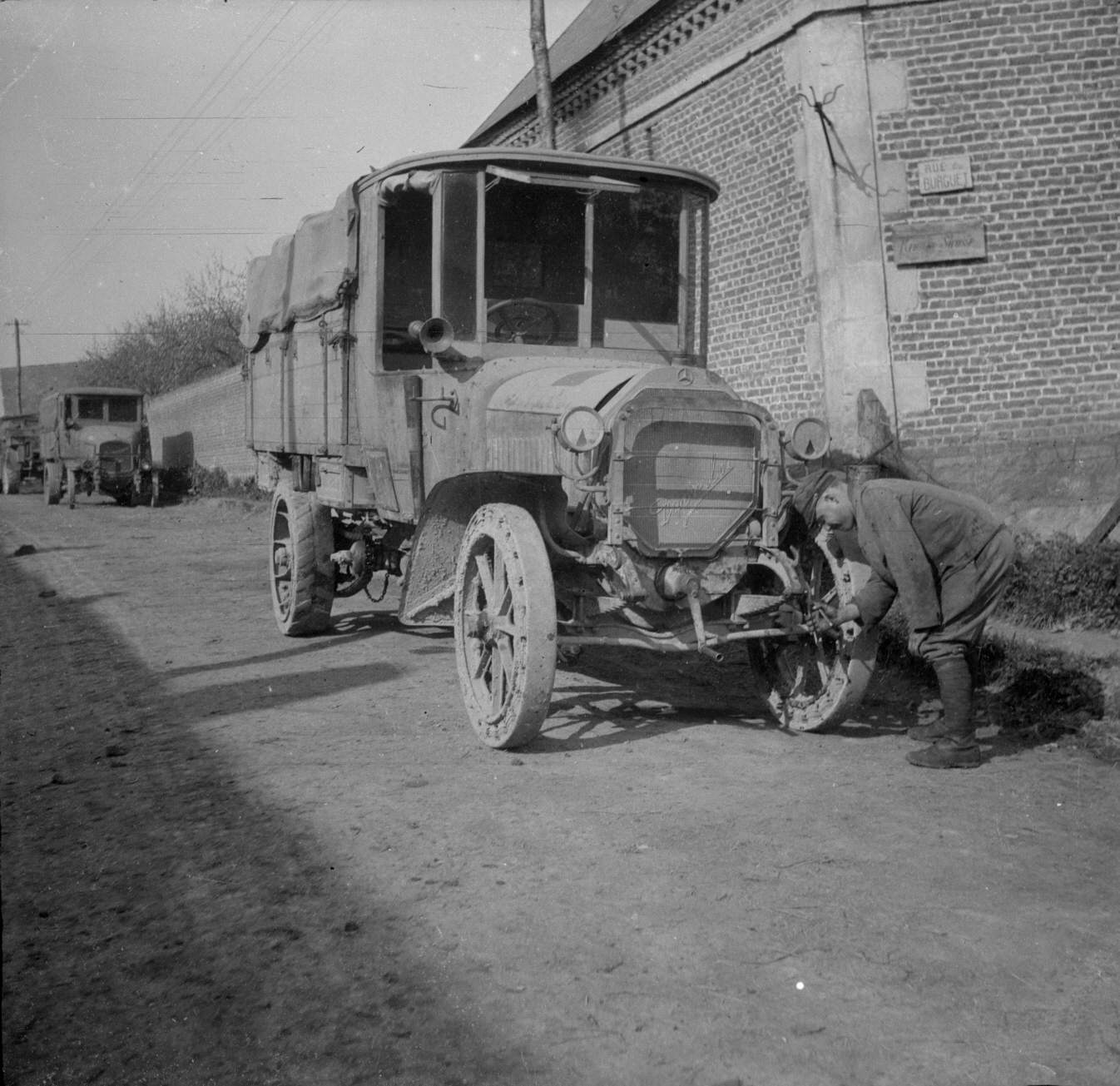
Daimler-Lkw-Fahrerhaus 1918,
typisch für die Zeit

Die Entwicklung vom Kutschbock zum Großraum-Fahrerhaus dauerte lange und führte über viele Entwicklungsstufen. Der Kutschbock ist der Urahn des heutigen Fahrerhauses. Der Kutscher auf seinem Bock musste damals ohne jegliche Bequemlichkeit einen entbehrungsreichen Transport- und Arbeitsalltag bewerkstelligen. Während das Frachtgut unter der Plane trocken verstaut war, wurde der Kutscher der Witterung ohne Schutz ausgesetzt.

### Die Anfangsjahre ab 1896
Der erste offiziell bekannte Lastkraftwagen mit Verbrennungsmotor wurde am 1. Oktober 1896 von Daimler als eine Kutsche ohne Deichsel nach London verkauft, wobei dieses Nutzfahrzeug schon ab 1891 konstruiert und gebaut wurde.
Der Fahrersitz des Lkw mit dem Namen „Phoenix“ befand sich in der Mitte auf der Vorderachse. Die Räder waren mit Eisen bereift, und trotz Schraubfederung waren wegen der schlechten Straßen extreme Erschütterungen normal. Die ersten motorisierten Lkw entsprachen in Deutschland weitgehend den von Pferden gezogenen Vorbildern, und der Chauffeur saß weiterhin vorne auf dem offenen Kutschbock.
- 1904

Das Merkmal der Frontlenker-Lkw, auch Coe-Fahrzeug (Cab over engine), ging jetzt verloren. Der Motor mit dem Kühler wurde vor den Fahrerplatz verlegt. Die Lenk-Kurbel wurde durch ein schräg gestelltes Lenkrad ersetzt, und der Fahrerarbeitsplatz wanderte von der Mitte zur rechten Fahrzeugseite. Anstatt der eisenbereiften Holzräder wurde nun fast überall die Vollgummibereifung zum Standard. Die Lkw-Konstrukteure interessierten sich nicht für den „Motorkutscher“, denn jemand, der von der Pferdekutsche kam, hatte eine niedrige soziale Stellung, und daher wurde auf dessen Ergonomie am Arbeitsplatz kaum Wert gelegt.

### Erster Weltkrieg
Die meisten der damaligen 825 Lkw über fünf Tonnen Nutzlast hatten bereits ein Dach über dem Fahrersitz. Auf die Frontverglasung konnte man wegen der geringen Geschwindigkeiten von ca. 20 km/h immer noch verzichten. Mittlerweile hatten alle Lkw Vollgummibereifung und man erprobte Luftreifen. Durch die neue „Kraftfahrzeugverkehrsordnung“ wurde wegen der zunehmenden Straßenschäden eine Gummibereifung für Lkw vorgeschrieben.
Durch die Subventionsprogramme zur Förderung des Kaufs von Lkw hatte schon ab 1908 der Lkw-Bestand im Deutschen Reich bis in die Kriegsjahre erheblich zugenommen.
- 1917

Bedingt durch den Ersten Weltkrieg wurde die Entwicklung des Lkw wegen seiner militärischen Bedeutung gefördert. Während der Kriegsjahre fertigte die Lkw-Industrie mehr als 40.000 Nutzfahrzeuge, die im weitesten Sinne die Bezeichnung Lkw verdienen. Auch baute man nun u. a. eine Frontverglasung als Windschutzscheibe ein, aber auf die Seitenscheiben wurde noch verzichtet. Der Fahrerplatz wanderte (bis 1930) allmählich nach links. Bei MAN z. B. war es möglich, bei schlechtem Wetter die seitlichen Öffnungen mit Seitenvorhängen zu verschließen. Vor allem der Straßenstaub vom vorausfahrenden Lkw machte den Kraftfahrern erheblich zu schaffen. Bei der Bedienung der Lkw wurden auf Druck des Militärs viele Teile standardisiert. So wurden beispielsweise 1908 die Pedale einheitlich festgelegt.

### Zwischenkriegszeit

#### Inflationszeit 1923–1925
Mittlerweile fuhren einige Lkw bis zu 30 km/h schnell, und die ersten Lkw hatten auch schon Luftreifen. Die ersten Diesel-Lkw waren seit 1923 von MAN und Daimler zur Erprobung im alltäglichen Einsatz. Büssing erprobte seine (mit Continental) entwickelten Riesenluftreifen am Dreiachs-Lkw. Durch die Erfindung der Auflaufbremse konnte allmählich auf das Bremserhäuschen im Anhänger verzichtet werden. Ein Dreieck auf dem Dach des Fahrerhauses wurde ohne Gesetz eingeführt. Dieses gelbe und von innen beleuchtete Dreieck wurde beim Mitführen eines Anhängers hochgeklappt, um auf eine eventuelle Gefahr durch den Anhänger hinzuweisen. Eine Schlafkabine gab es noch nicht, und die angestellten Lastkraftwagenfahrer bzw. die „Kapitäne der Landstraße“ mit ihren Gefolgschaftsmitgliedern (Schmiermaxe) übernachteten in den Wirtschaften, die als Kutscherkneipen an den Landstraßen vorhanden waren. Bevor es morgens mit der Fahrt losging, musste täglich eine aufwendige Arbeit am Lkw vorgenommen werden: Abschmieren, Pflegen des Motors und das Einstellen der Bremse waren dabei die grundlegenden Arbeiten.
Erste Lkw bekamen 1925 einen Zeit-Weg-Schreiber (Tachograph), eine Hupe, einen Rückspiegel, Scheibenwischer und Seitenscheiben.

#### Weltwirtschaftskrise 1929–1931
In dieser Zeit liefen 80 % aller Lkw für den Werkverkehr. Die ersten Sechsrad-Fernlastkraftwagen waren zu sehen. Die Fahrerhäuser waren aus Holz und mit Blech beplankt. Henschel & Sohn in Kassel hatte sogar schon 1929 ein serienmäßiges Schlafbett in der Kajüte für zwei Fahrer entwickelt und sich patentieren lassen. Die meisten Lastwagenfahrer waren selbstfahrende Unternehmer, die sich selbst keine Bequemlichkeit im Fahrerhaus zugestanden. Die Heizung bestand aus einem Karbid-Ofen, und wenn es kalt war, wurde zusätzlich eine dicke Wolldecke über die Beine gelegt. Das Lenken, Kuppeln und Bremsen war Schwerstarbeit, und die Erschütterungen von den Straßen wurden direkt an den Fahrer weitergegeben. Der Kraftfahrer musste immer noch ohne gefederten Sitz auskommen. Die Lautstärke im Fahrerhaus war gesundheitsschädlich, aber die Lkw hatten jetzt wenigstens Luftreifen und bekamen auch eine Stoßstange mit Begrenzungsstäben.

#### Drittes Reich ab 1933

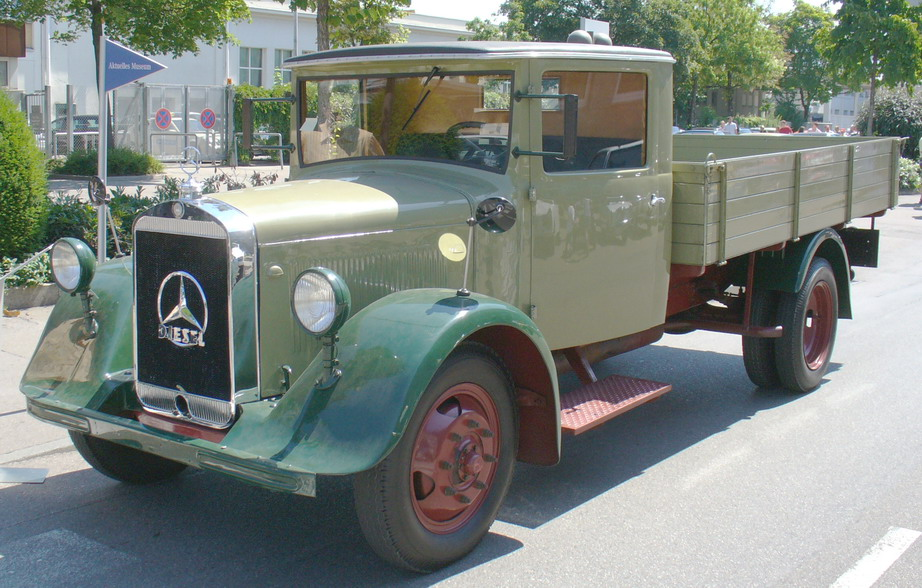
Daimler-Benz-Lkw mit einem damals typischen Fahrerhaus, bis etwa 1937

Die Hanomag in Hannover entwickelte und baute einen Frontlenker-Lkw mit einem Unterflurmotor. Paul Arendt als „Urvater“ des Unterflurmotors hatte schon 1930 mit der Entwicklung angefangen, den Motor außerhalb des Fahrerhauses unterzubringen. Gemeinsam mit Körting in Hannover hatte er den FD-6-Zylinder-Unterflur-Motor konstruiert, um ihn im Büssing-Lkw einzubauen. Bei Büssing konnte er sein Motorkonzept nicht verwirklichen, aber mithilfe von Hanomag wurde der erste große Unterflur-Lastkraftwagen Typ „HL 3,0“ gebaut und auf der IAMA Berlin der Öffentlichkeit präsentiert. Kenworth (USA) baute einen Lkw mit einer Schlafkabine und bot dies als besonderen Komfort an.
- 1937

Die Lkw waren jetzt größer geworden, wobei auch Fern-Lastkraftwagen mit drei Achsen als Sechsrad-Lkw eingesetzt wurden, die schon 60 km/h schnell waren. Die Lkw-Schnauzen waren länger geworden, die Reifen größer und so auch die Lenkräder; der Wendekreis war beträchtlich. Die Holzrahmen-Fahrerhäuser wurden mit Blech überzogen, und mittlerweile hatten alle Lkw auch Seitenscheiben. Die Ausstattung mit Armwinkern, Signalhorn sowie Armaturenbrettbeleuchtung wurde in der Werbung hervorgehoben. Zusätzlich wurde über der Ladefläche hinten am Führerhaus eine Schlafkoje eingebaut, ein sogenanntes „Schwalbennest“, denn dort sollte bzw. musste der zweite Fahrer auch während der Fahrt schlafen. Man fuhr hauptsächlich tagsüber, denn die schlechten Straßen ließen es fast nicht zu, nachts zu fahren. Wenn der Lkw in der Nacht stand, musste der zweite Fahrer vorne auf der Sitzbank übernachten. Das wurde aber nur praktiziert, um angesichts des geringen Verdienstes die Übernachtungsgelder einsparen zu können.
Wegen vieler schwerer Unfälle durch Übermüdung hatte der Gesetzgeber eine Arbeitszeitregelung für die Kraftfahrer eingeführt, die bei vielen Fahrern auf Ablehnung stieß. Die Lkw-Besitzer, die zu 80 % gleichzeitig Fahrer waren, lebten von der Hand in den Mund und mussten fast alles am Lkw selber reparieren können, d. h. die Fettpresse, der Siebzehner-Schraubenschlüssel und die Ölkanne gehörten täglich zur routinemäßigen Arbeit. MAN hatte jetzt ein Abblendlicht, aber nur einen Scheibenwischer auf der Fahrerseite. Beim Überland-Lkw konnte man auch die Seitenscheiben herunterkurbeln. Ab dem 1. Oktober 1938 (bis ca. 1956) wurde im Kraftfahrtechnischen Leitfaden ein sogenanntes Anhängerdreieck vorgeschriebenen. Danach sollte ab dem 1. Oktober auf dem Fahrerhaus-Dach ein gelbes klappbares Dreieck vorhanden sein. Dieser Leitfaden wurde allerdings nicht als Vorschrift ins Reichsverkehrsgesetz aufgenommen, wobei nach dem Leitfaden dieses gelbe klappbare Dreieck bei allen Fahrten mit dem Anhänger im ausgeklappten Zustand auf 100 m beleuchtet erkennbar sein muss. Daimler-Benz und Krupp bauten schon serienmäßig einen Fahrtenschreiber in ihre neuen Lkw ein. Lkw-Produzent Sterling Trucks (USA) lieferte bereits ein kippbares Fahrerhaus.

### Zweiter Weltkrieg
Am 15. März 1939 verordnete Oberst Adolf von Schell als Generalbevollmächtigter für das Kraftfahrzeugwesen im sogenannten Schell-Plan, ab dem 1. Januar 1940 die Anzahl der Lkw-Typen stark zu reduzieren. Es waren nur noch 19 anstatt 114 Lkw-Typen erlaubt. Die großen Dreiachs-Lkw waren nicht mehr gängig, u. a. weil sie nicht wendig genug waren. Der Lkw-Produzent Marius Berliet prophezeite, dass der Lkw als Sattelzug eine große Zukunft habe, aber die ersten großen Frontlenker als Stumpfschnauzer waren durch den Motor im Fahrerhaus sehr unpraktisch. Geländetauglich und wendig mussten die kriegstauglichen Lkw sein, die nur noch in vier Klassen von 1,5 bis 6 Tonnen gebaut werden durften. Die meisten Lkw wurden für den Krieg eingezogen, zum großen Teil einschließlich der Fahrer. Es mussten sich Transportgemeinschaften bilden, um die Versorgung der Bevölkerung aufrechterhalten zu können. Eine gesetzliche Haftpflichtversicherung für Lkw wurde eingeführt.

### Entwicklung bis zum europäischen Binnenmarkt 1992

#### Neuanfang 1945
Nach dem Zweiten Weltkrieg waren die wenigen übriggebliebenen Lkw hoch begehrt und wurden für den Wiederaufbau eingesetzt. Die Lkw-Fabriken, wie z. B. MAN, Daimler-Benz oder Büssing, bauten aus Restbeständen einige Lkw mit spartanisch ausgestattetem Fahrerhaus zusammen. In der Ausstattung der Fahrerhäuser änderte sich bis Anfang der 1950er Jahre nicht allzu viel. Ein Fortschritt war die Druckluftbremse, die jetzt überall eingebaut wurde, obwohl sie schon 1923 erfunden worden war. Man fuhr noch mit Langschnauze, mit dem Motor vorn vor der Kabine, und auch die Heizung war noch Luxus, so dass Eiskratzen auch innen im Fahrerhaus immer wieder nötig war. Aber auf das Schwalbennest in der Ladefläche wollte man nicht verzichten, und die große Sitzbank auf der Beifahrerseite war unumgänglich.
- 1949

Mit der Währungsreform im Juni 1948 wurde das allgemein begrenzte Lkw-Bauverbot von der Besatzungsmacht aufgehoben. Henschel baute einen Langschnauzer-Lkw (140 PS) mit richtigem Fernverkehrs-Fahrerhaus und zwei Ruheliegen. Dieser Lkw hatte ein leicht bedienbares Doppel-Vierganggetriebe, wobei der dritte und der vierte Gang schon synchronisiert waren. Es gab eine vorwählbare Schnellstufe am Lenkrad, mit der, ohne zu kuppeln, acht Gänge durch das Gaswechseln geschaltet werden konnten. Ein Reserveradhalter-Ausziehschlitten war auch vorhanden, der eine große Erleichterung beim Radwechsel bedeutete.
- 1950

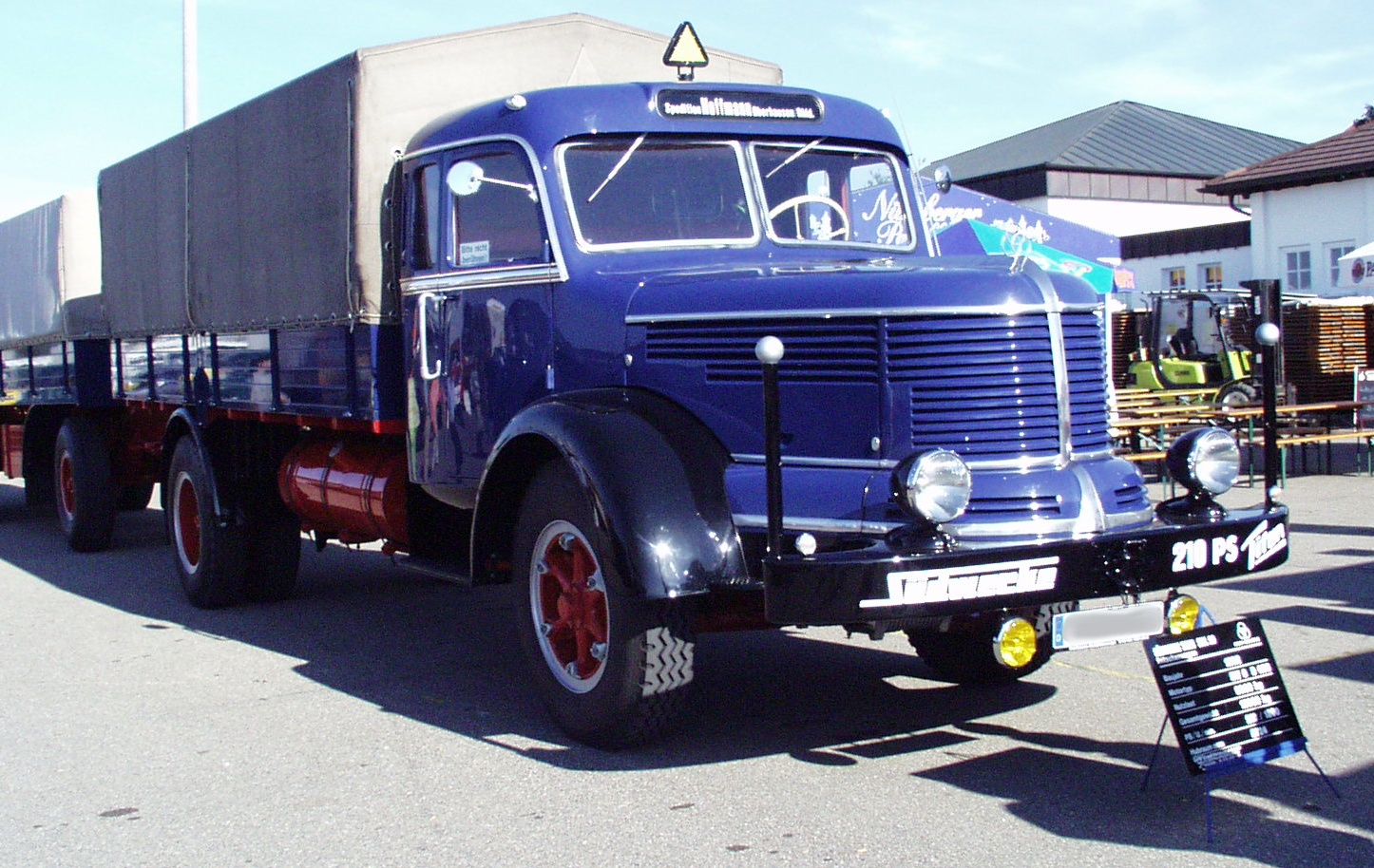
Krupp Titan

Als einen der ersten neuen Langschnauzer-Lkw baute Krupp seinen „Titan“ als „SW L 80“ mit dem Bimotor bzw. zwei gekoppelten Dreizylindermotoren, die zusammen 190 PS bzw. 210 PS (1951) leisteten und eine Höchstgeschwindigkeit von 66 km/h ermöglichten. Dieser Lkw hatte eine große, mit Aluminium verzierte Motorhaube und ein Fernverkehrsfahrerhaus mit Ruheliegen. Hersteller des aus Holz und Stahl gefertigten Fahrerhauses war das Binz-Fahrzeugwerk und danach die Karosseriebau-Firma Hubertia. Dieses Unternehmen hatte auch die Fahrerhäuser der Prototypen und einer Vorserie erstellt. Eine weitere Kleinserie lieferte Kögel aus Ulm.
Henschel stellte auf den Genfer Salon einen neuen Frontlenker-Lkw „HS 190 S“ vor, der zwei Motoren mit je 95 PS zusammengeschaltet hatte. Dieser als „Bimot“ bekannt gewordene Lkw (nur drei Exemplare), hatte eine gewölbte Stumpfschnauze und wurde durch die vorderen abklappbaren sogenannten „Schranktüren“ gewartet. Von Henschel wurde schon ein 140-PS-Frontlenker mit großem Fernverkehrsfahrerhaus als „HS 140 T“ (Tramfahrerhaus) gebaut. Dieses sehr geräumige Fahrerhaus hatte eine sehr lange Kabine und war mit vier „Liegesitzen“ ausgestattet.
Die Motoren- und Maschinenfabrik Kaelble in Backnang, baute als einer der ersten Lkw-Hersteller, auch einen großen geräumigen Frontlenker „K 631 F“ mit 150 PS. Derzeit baute MAN seinen Lkw „F 8“ mit 180-PS-V8-Motor mit typischer MAN-Haube, wovon 1950 nur drei Lkw gebaut wurden. Dieser F 8 war durch die in den Kotflügeln eingelassenen Scheinwerfern erkennbar und die relativ kurze Motorhaube wurde zum MAN-Markenzeichen, wovon bis 1963 nur insgesamt 3019 Lkw gebaut wurden. Dieses MAN-Fahrerhaus, das noch von den Vorkriegsmodellen stammte, wurde von den Fernfahrern als etwas zu schmal kritisiert und erst 1953 verbessert.

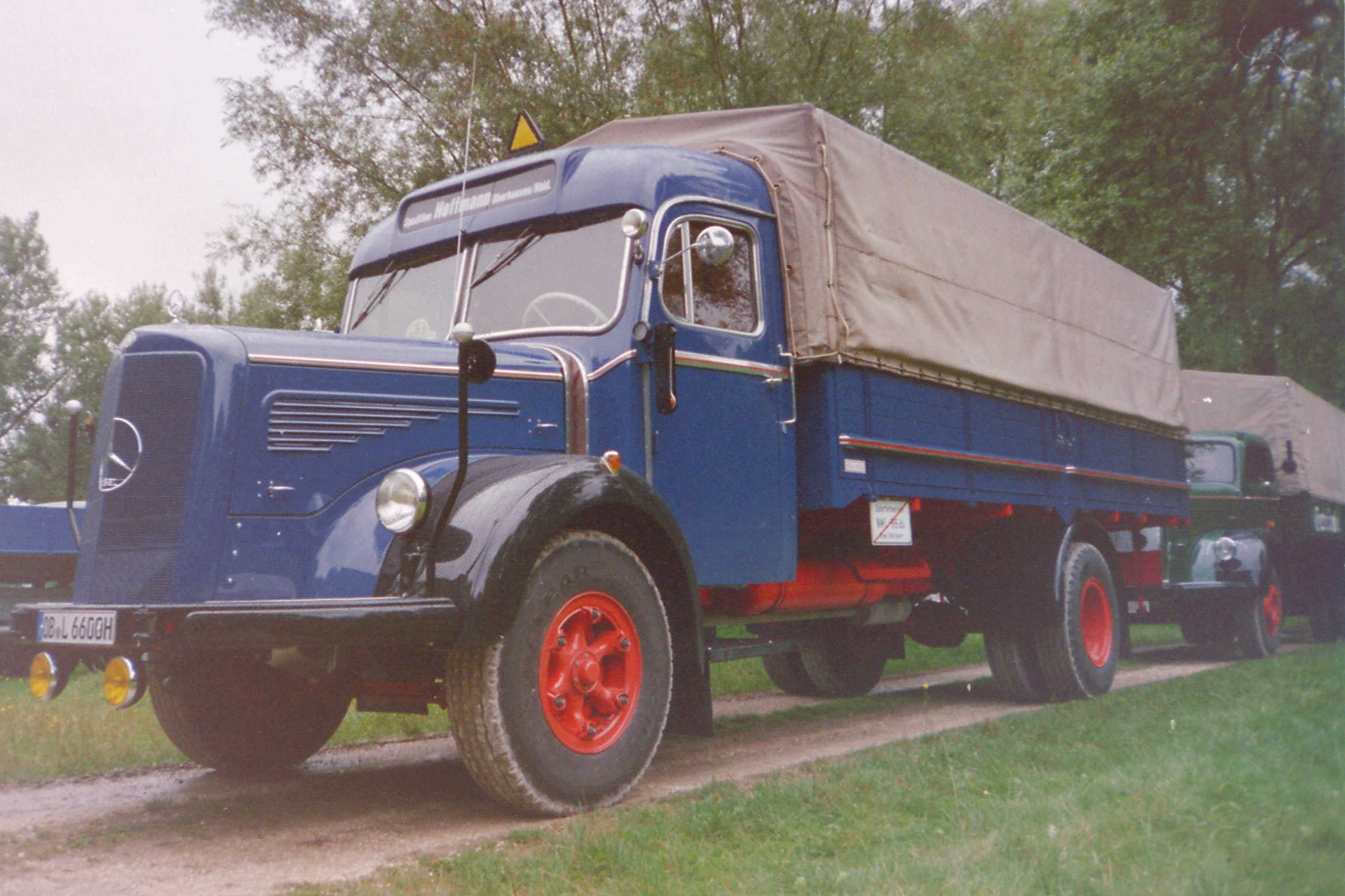
Mercedes-Benz L 6600 mit Schwalbennest-Fahrerhaus von Hall und im Hintergrund mit Serien-Fahrerhaus

Daimler-Benz baute seinen schweren Mercedes-Benz L 6600 mit einer langen Haube. Der als Nachkriegs- „Brot-und-Butter-Laster“ bekannt gewordene „Sechs-Sechser“ hatte 6,6 Tonnen Nutzlast. Dieser Lkw mit seinem einfachen Serien-Fahrerhaus, war gerade noch gut genug, um die einfachsten Bedürfnisse der Fahrer und des Transportalltags bewerkstelligen zu können, wurde nach dem Motto: „billig, einfach und gut genug“ gebaut. Daher erhielten auch die meisten im Fernverkehr eingesetzten L 6600 ein vergrößertes und mit Schlafkabine versehenes Fahrerhaus von einem der Aufbauhersteller, z. B. von Wackenhut. Beim Büssing-Lkw war nun die Bezeichnung NAG nicht mehr vorhanden und es wurde der Braunschweiger „Burg-Löwe“ als Emblem verwendet.

#### Verschwinden der Hauben-Lkw von 1951 bis 1960
Die 150-PS-Regelung wurde aufgehoben. Im April stellte Büssing auf der ersten Nachkriegs-IAA seinen riesigen Zwölf-Tonnen-Dreiachs-Unterflur-Lkw als „12000 U“ mit 175 PS (später 180 PS / 66 km/h) als Frontlenker vor. Aufgrund seiner großen Fahrerhaus- bzw. Lkw-Ausmaße und des hohen Anschaffungspreises zögerten die Spediteure, diesen Fernverkehrs-Lkw zu kaufen. Kaelble stellte den großen Lkw „K 832“ noch mit Langschnauze und 200 PS vor. MAN brachte nun sein Flaggschiff „F 8“ mit Schnauze für den Fernverkehr in größerer Stückzahl auf den Markt. Kaelble und MAN hatten „nur“ ein Schwalbennest auf die Ladefläche hineinragend als Schlafgelegenheit vorgesehen. Die Lkw konnten allerdings von einer Karosseriebau-Firma zum großen tiefen Fahrerhaus um- und ausgebaut werden.
- 1952

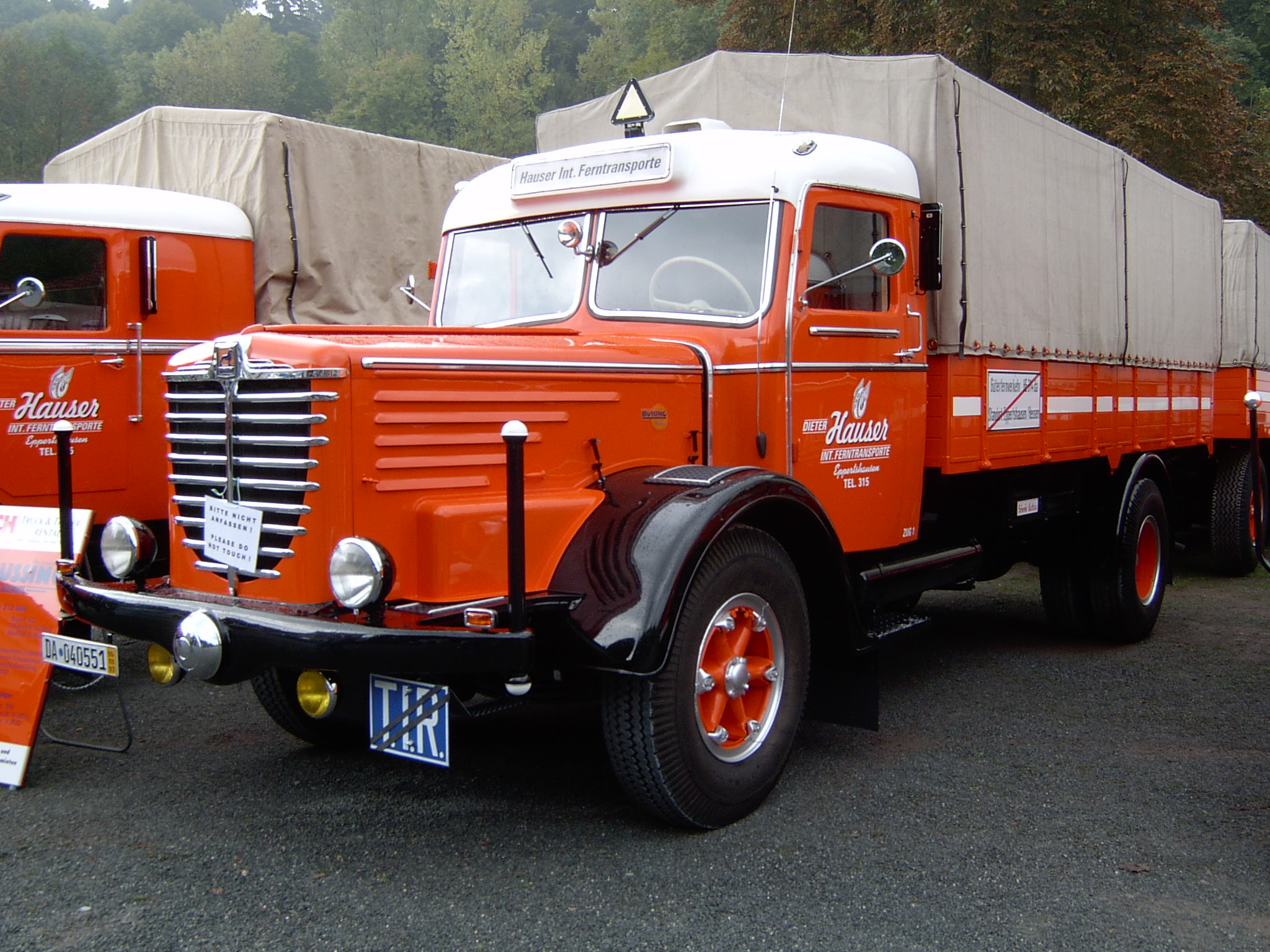
Büssing 8000 S 13 mit Schwalbennest-Fahrerhaus von Schenk

Der von Büssing gebaute Lkw „8000 S“ Langschnauzer war zu seiner Zeit der beste Fernverkehrs-Lkw für den Fahrer, hatte 150 PS und fuhr 66 km/h. 1952 erhielt der Büssing 8000 S einen Motor mit 180 PS und die Typenbezeichnung Büssing 8000 S 13. Die stärkere Version erkennt man unter anderem an der linken seitlichen unteren Ausbuchtung der Motorhaube. Die sehr stabile Stoßstange verdiente noch den Namen Stoß-Stange, und die Begrenzungsstangen waren noch nicht beweglich, wobei einige Fernfahrer dort zusätzlich auch schon Rückspiegel anbauten. Das Büssing-&-Sohn-Fahrerhaus gab es auch mit großer, tiefer Ausführung für den Fernverkehr, wobei nur die selbstfahrenden Unternehmer sich diese Ladeflächen-Verkürzung von ca. 60 cm leisten konnten. Der große Büssing-Dreiachs-Lkw „12000 U“ setzte sich nicht durch und es wurden davon nur 39 Stück hergestellt. Büssing baute nun den 2-Achs-Frontlenker-Lkw „8000 U“ mit 180 PS (66 km/h). Dieser Lkw hatte 7,8 t Nutzlast und das Fahrerhaus konnte von Büssing & Sohn, Ackermann, Eylert, Kässbohrer oder Kögel gebaut und ausgestattet werden. Interessant war, dass der gleiche Lkw mindestens viermal ein anderes Aussehen und eine ganz andere Innenausstattung bekommen konnte. Kritisch war vor allem noch die Sitzgestaltung, wobei der Fahrer, bei den zu dieser Zeit üblichen Sitzen, übermüdet und mit geschädigter Wirbelsäule am Ziel ankam.
- 1953

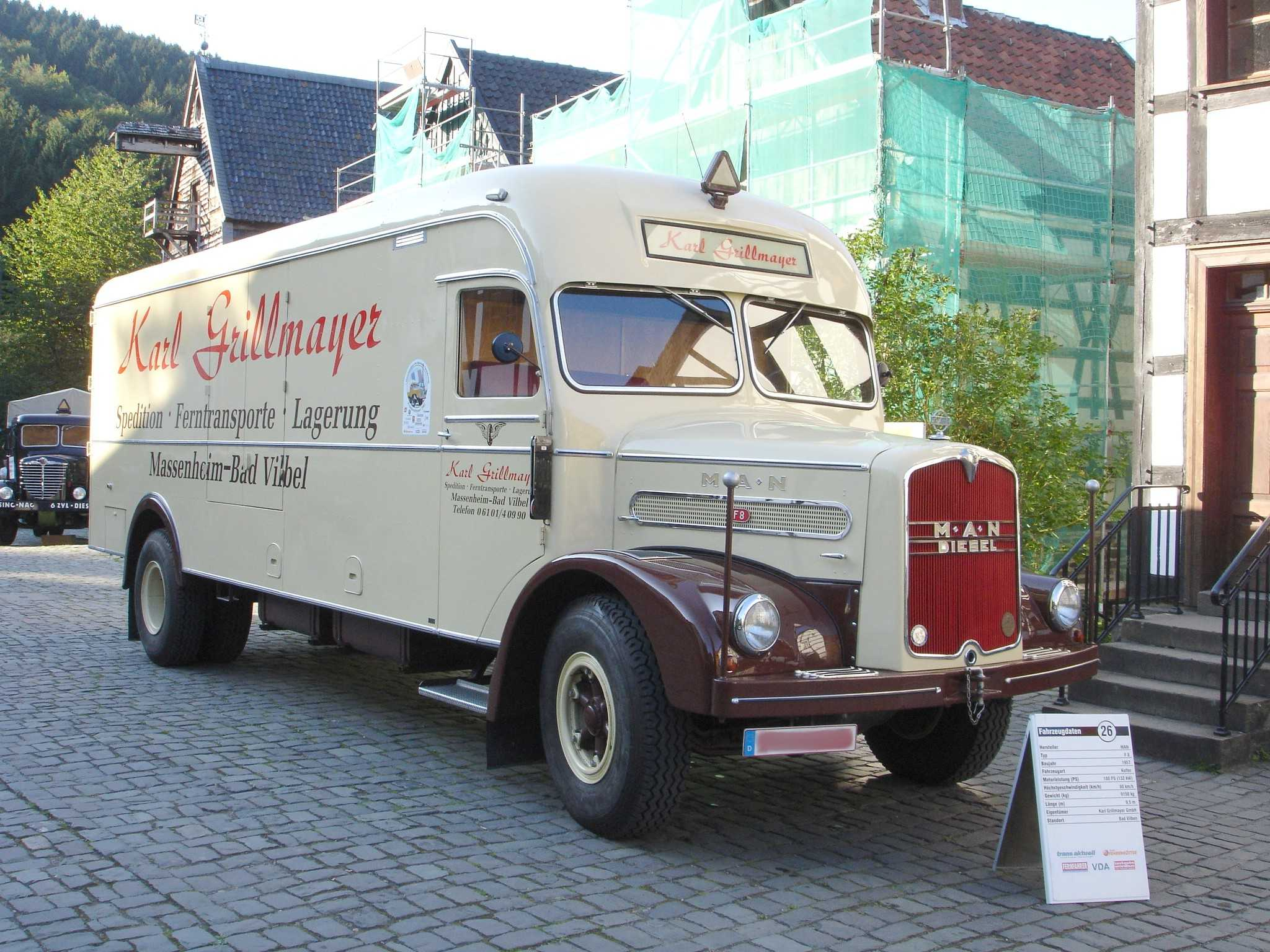
MAN F8 mit großem Fahrerhaus und erhöhtem Möbelwagenaufbau

Der „Kapitän der Landstraße“ hatte bei der Bevölkerung ein gutes Image, weil er für die Versorgung und den Wiederaufbau äußerst wichtig war. Es wurde grundsätzlich sieben Tage durchgearbeitet, und alles musste selber auf- und abgeladen, sowie repariert werden.
Auf der IAA stellte MAN seinen Typ „F 8“ mit etwas breiterem Führerhaus vor, das nun uneingeschränkt langstreckentauglich war und ein Jahr später in Paris eine Silbermedaille gewann. Mittlerweile hatten alle Lkw im Fernverkehr einen Tourenzähler, Fernthermometer, Öldruckmanometer und Druckluftmanometer. MAN z. B. hatte außerdem den Sicherungskasten am Armaturenbrett und eine kleine Drehkurbel für die Kühlerjalousie sowie auf der rechten Seite einen großen abschließbaren eingelassenen Ablagekasten und einen ausziehbaren Tisch u. a. für Schreibarbeiten. Eine Leselampe und ein Sonnenblendschutz sollten hierbei nicht extra erwähnt werden, denn bis auf die Sonderfahrerhäuser der anderen Lkw-Produzenten war das MAN-F-8-Fahrerhaus ein serienmäßiges Musterbeispiel für den Fernverkehr.
Nun durfte der Lkw als Lastzug nur noch 20 m lang sein und schon ab 1952 durfte wegen des „Gesetzes zur Sicherung des Straßenverkehrs“ (Verkehrs-Sicherungs-Gesetz), nur noch ein, anstatt zwei Anhänger mitgenommen werden. Ab dem 1. September wurde eine Mindestgeschwindigkeit auf den Autobahnen von 40 km/h vorgeschrieben. In den Lkw mussten jetzt Fahrtenschreiber eingebaut werden, in denen auf einer Diagrammscheibe die Lenk- und Ruhezeiten aufgezeichnet wurden. Servo-Lenkhilfen kamen erst allmählich auf und die Getriebe der Lkw waren allgemein nicht synchronisiert, so dass Zwischenkuppeln und Zwischengasgeben zum Alltag der Lkw-Fahrer gehörte. Der Lärm in den Lkw war erheblich, und mit ihren 100–150-PS-Motoren konnte man nur zwischen 60 und 69 km/h schnell fahren. Die Lkw-Rückspiegel waren noch sehr klein und vibrierten während der Fahrt. Die Windschutzscheiben, die immer noch geteilt waren, konnte man in einigen Lkw-Typen im unteren Bereich nach vorne ausstellen, um Frischluft hereinzulassen.

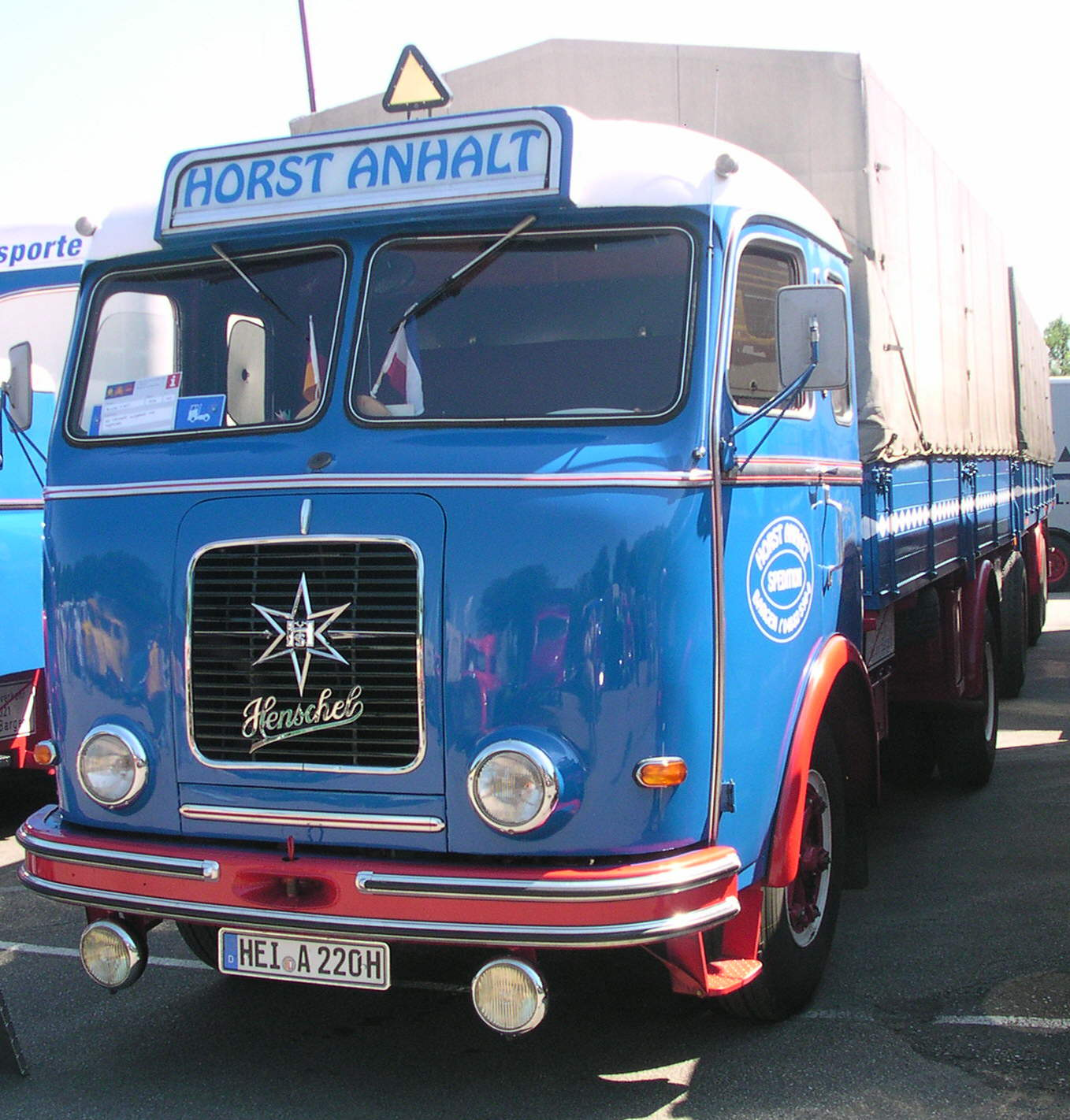
Henschel mit Tram-Fernverkehrs-Fahrerhaus von Kögel

Henschel hatte sein „Tramfahrerhaus“, HS 170 T als Frontlenker-Lkw (8,7 t und 170 PS) auf der IAA vorgestellt, wurde aber erst zwei Jahre später in Serie gebaut. Durch die für damalige Verhältnisse geräumige Henschel-Kabine hatte der Lkw vom Pariser Salon eine Auszeichnung bekommen. Das Wort „Tram“ steht für den Busbau als Frontlenker und der Ähnlichkeit mit einem Straßenbahn-Triebwagen. Die ersten großen Stumpfschnauzer wurden von Büssing als „7500 U“ und Daimler-Benz als „LP 315“ in großen Stückzahlen gebaut, u. a. wegen der kurzen Lieferzeit. Die großen Fahrerhäuser des Büssing 12.000 U bzw. des 8000 U mit den Unterflurmotoren waren im Unterschied zu anderen gebauten Frontlenker-Lkw sehr geräumig und leise, aber teuer.
Fahrerhaus-Kabinen, die serienmäßig komfortabel und groß genug waren, suchte man vergebens, obwohl einige Lkw-Produzenten von Karosseriebaufirmen spezielle Fahrerhäuser bauen ließen, wie z. B. von Wackenhut, Schenk, Aurepa und Kässbohrer. Beneidet wurden Fernfahrer, die schon eine richtige, im Fahrerhaus integrierte Schlafkoje hatten und sich „ein langes Haus“ erlaubten, wo bei den anderen nur ein „Schwalbennest“ vorhanden war. Diese Schlafkoje wurde immer noch ein Stück in den Laderaum hinein gebaut, wo sich dann der Fernfahrer, wenn er schlafen wollte, hineinquälen musste. Dieser Schlafplatz war nicht sehr gefragt, nicht isoliert und der zweite Fahrer musste dann auf der Sitzbank unbequem nächtigen.
- 1955

Am 16. März wurden die sogenannten Seebohm’schen Gesetze beschlossen, wonach ab 1958 ein Lastzug nur noch 2,5 m breit, 4 m hoch sowie 14 m lang sein durfte. Das Gesamtgewicht wurde auf 24 Tonnen begrenzt, mit 6 PS-Antriebskraft pro Tonne. Diese Gesetze sollten die Wettbewerbsfähigkeit der Güterzüge schützen, der deutsche Sonderweg gefährdete aber eher die Wettbewerbsfähigkeit der Lkw-Branche. Betroffen waren insbesondere die Langschnauzer-Modelle und die Hersteller schwerer Lkw wie Kaelble. Für die alten Lkw galt eine Übergangszeit bis 1960. Büssing sowie Daimler-Benz hatten schon ein Frontlenker-Fahrerhaus für den Fernverkehr als Spezialanfertigung bzw. Sonderfahrerhaus im Angebot. Der Typ „LU 11“ als „Luxus-Unterflur“-Lkw von Büssing, mit 8,6 Tonnen und 170 PS, war jetzt als Stumpfschnauzer das Fahrzeug für den neuen echten „Kapitän der Landstraße“. Auch Krupp in Essen hatte mit dem 150-PS-Typ „Mustang F“ ein richtiges Fernverkehrs-Fahrerhaus im Angebot. Magirus-Deutz hatte den „Jupiter S 7500“ mit 175 PS als Prototyp gebaut, um erst einmal ein kippbares Fahrerhaus zu testen. Dieses Fahrerhaus war mit den Bedienungselementen und Sitzen fest im unteren Drittel am Rahmen verschraubt und der obere Teil konnte auf einen Bock vorgekippt werden. Der Produzent und auch die Lkw-Fahrer befürchteten, dass bei extremem Bremsen das Fahrerhaus vorn überkippen würde. Henschel baute jetzt für den Fernverkehr den 1953er „HS 170 T“ als „HS 165 T“ mit Tramfahrerhaus.
Damals waren ca. 60 % aller Fuhrunternehmer selbstständig und hatten nur einen Lastzug, aber sie konnten sich vielfach noch nicht einmal einen Beifahrer leisten. Jetzt auch noch auf ein Drittel der Ladefläche sowie auf fast die Hälfte des Gesamtgewichts zu verzichten und auch nächstes Jahr einen Tag weniger arbeiten zu dürfen, belastete die Branche. So war abzusehen, dass zahlreiche Frachtführer wirtschaftlich nicht überleben würden, und viele verkauften ihren Lastzug an die Werke, für die sie fuhren, und konnten dort als angestellte Fernfahrer weiterfahren. Es entstanden die sogenannten Werks-Speditionen, von denen es heute (2008) immer noch einige auf dem Transportmarkt gibt. Man hatte sich z. B. beim Büssing-Langschnauzer daran gewöhnt, dass kein Motor im Fahrerhaus störte, und somit war es auch verständlich, dass bei den damaligen niedrigen Geschwindigkeiten die Fahrer während der Fahrt (z. B. am langen Berg) den Fahrerwechsel usw. praktizierten. Vor allem war dem Fernfahrer auch die sog. Lebensversicherung durch die lange Motorhaube ganz wichtig, denn es wollten wenige diese sogenannte „Platthütte“ als schnauzenloses und unfallgefährdetes, kurzes Fahrerhaus lenken. Mittlerweile fingen auch einige Lkw-Produzenten an, ihre Fahrerhäuser ganz aus Stahl zu bauen. Der englische Lkw-Produzent Bristol verwendete erstmals Kunststoff bzw. GFK für den Fahrerhaus-Kabinenbau.
- 1956

Nur noch sieben Lkw-Produzenten bauten Fernverkehrs-Lkw mit Langschnauze. Diese Lkw wurden von Insidern als die letzten „Glorreichen Sieben“ betitelt, denn: der Daimler-Benz L 6600, Büssing S 8000, Krupp Tiger, Faun 170, Henschel HS 170, MAN F 8 und Magirus-Deutz S 6500 wurden wegen der „serienmäßigen eingebauten Lebensversicherung“ gehegt und gepflegt. Jeder wollte seinen „Eisenhaufen“ behalten, der ihn vor einem Unfall schützen sollte, aber der Chef sagte: „Der Lkw ist zum Fahren da und nicht zum Verunfallen.“ Die Fernfahrer hofften, dass die Übergangszeit wegen der ab 1960 anstehenden Lkw-Längenumstellung verlängert würde und ihre Schnauzer ein längeres Lkw-Leben bekämen.
- 1957

Am 25. Mai wurde in Europa beschlossen, dass es in zwölf Jahren den gemeinsamen Binnenmarkt geben sollte. Das Sonntagsfahrverbot vom 14. März 1956 und die Beschneidung der Lkw von 20 auf 14 m Gesamtlänge bzw. von 40 auf 24 Tonnen Gesamtgewicht sowie das Verbot, durch Frachtumsatz, Kilometergeld, Tourengeld usw. den Arbeitslohn zu erhöhen, wurden nun für die angestellten Fernfahrer ein Problem. Nun war guter Rat teuer, um den Fernfahrer einigermaßen zufriedenzustellen, denn weiter zu arbeiten bei erheblich geringerem Lohn und dann noch so eine lebensgefährliche Elendshütte als Plattschnauze fahren zu müssen, konnte nur durch eine zufriedenstellende Lösung für die Fernfahrer zum Erfolg werden. Im Fahrerhaus als Stumpfschnauzer war wenig Platz, wobei zu viel Lärm vorhanden war, um sich überhaupt noch vernünftig unterhalten zu können, und eine Wärme- und Geruchsentwicklung in der Kabine, die noch zusätzliche Probleme mit sich brachten. Das bedeutet, dass für den Fernfahrer im Fahrerhaus, wegen der hohen Motorabdeckung und der nicht ausreichenden Isolierung, auch keine ausreichende Erholung mehr möglich war. Viele Fernfahrer hörten auf und deshalb konnte ein Bundesmanteltarifvertrag für den gewerblichen Güterfernverkehr, vom 1936er Reichstarifvertrag abgeschrieben und vereinbart werden.
Derzeit hatte der letzte Schnauzen-Krupp „Mustang“ im Fernverkehr seine Zeit und war einer der Besten auf den Fernstraßen. Daimler-Benz z. B. hatte direkt vor der geteilten Windschutzscheibe im Fahrerhaus den Einfüllstutzen für das Kühlwasser und wegen der Wärme des Motors im Fahrerhaus waren Lüftungsklappen rechts und links neben der Motorabdeckung vorhanden, um kühle bzw. frische Luft hineinzulassen. Magirus-Deutz war mit seinen „Merkur“ einer der ersten mit einer serienmäßigen großen durchgehenden Panorama-Windschutzscheibe, die bisher bei anderen Lkw-Herstellern nur aus der geteilten Windschutzscheibe bestanden hatte und baute gegen den Motorlärm einen sog. „Silencecab“ als zusätzliche Schallisolierung ein. Krupp stattete die neuen Ganzstahl-Fahrerhäuser ebenfalls mit einteiliger Frontscheibe und aufwendiger Lärmdämmung aus, der Lkw „Büffel F“ mit 160 PS sollte für die neue Längenverordnung genügen. Daimler-Benz lieferte zu dieser Zeit schon den „LP 326“ mit 192-PS-Motor als Frontlenker aus, der aber wegen des vorn etwas angeschrägten Fahrerhauses einen unzureichenden Einstieg hatte.
Außer von Büssing, der zu der Zeit schon Luftfederung bei Bussen und Lkw einsetzte, gab es 1957 keine brauchbaren Frontlenker, die serienmäßig das hatten, was ein Fernverkehrs-Fahrerhaus ausmachen sollte. Die Führerhaus-Angebote der Lkw-Produzenten konnten nur zusätzlich mit Schwalbennest oder von Spezialkarosserie-Firmen wie z. B. Wackenhut usw. ausgebaut werden.

#### Innovationszeit für den Frontlenker Lkw von 1960 bis 1966

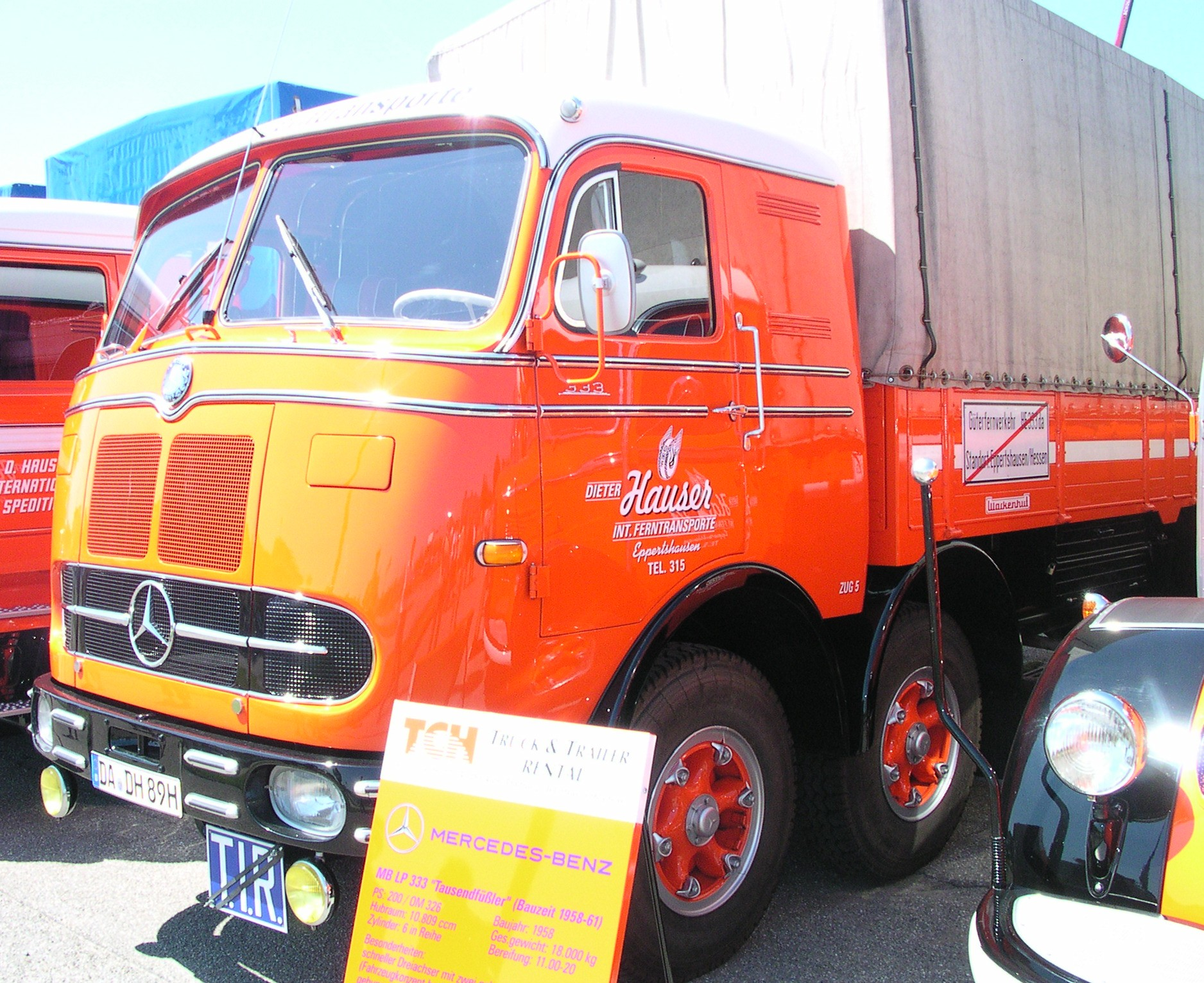
Daimler-Benz LP 333
(sog. Tausendfüßler 1958)

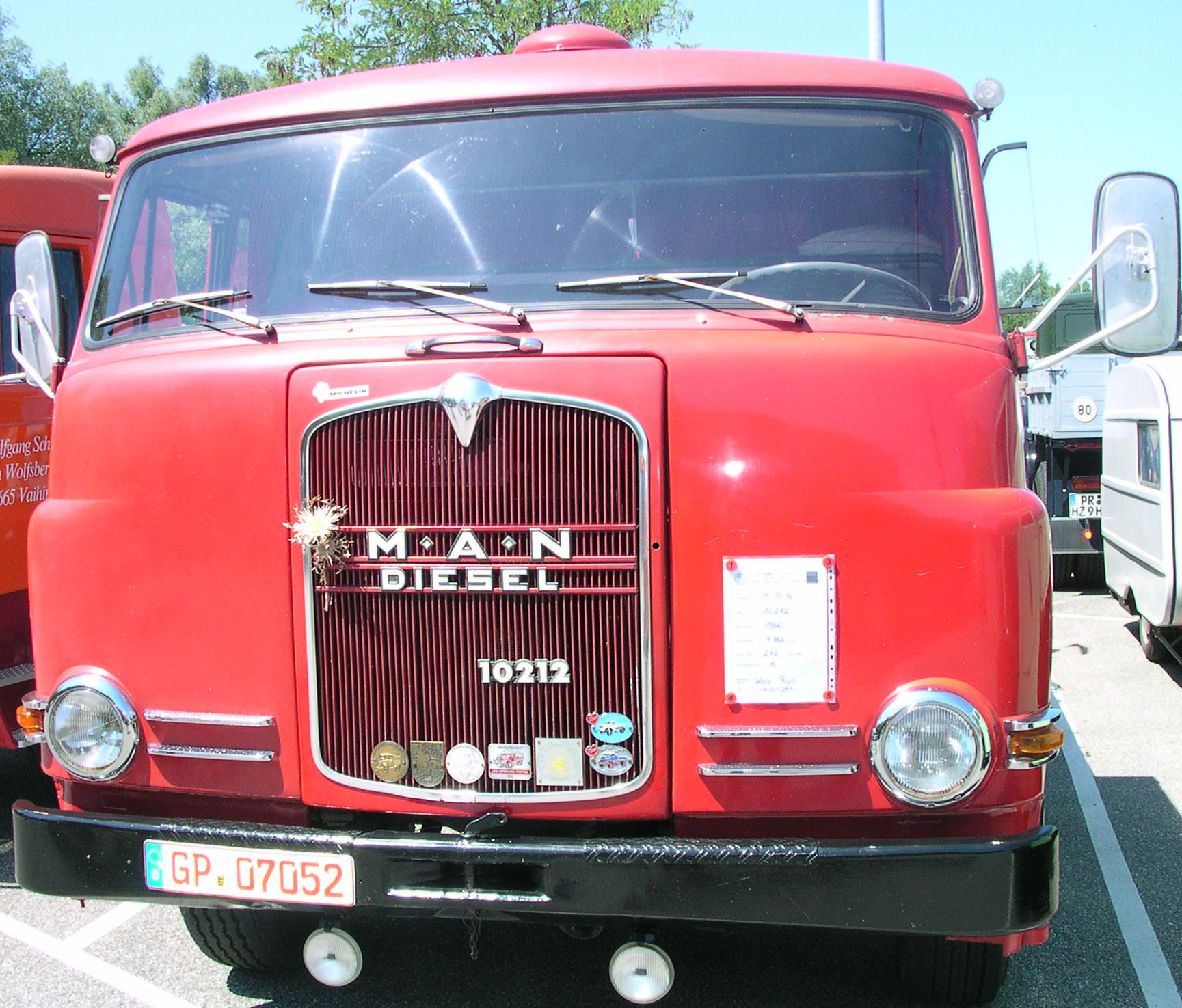
MAN mit „Pausbacke“-Fahrerhaus

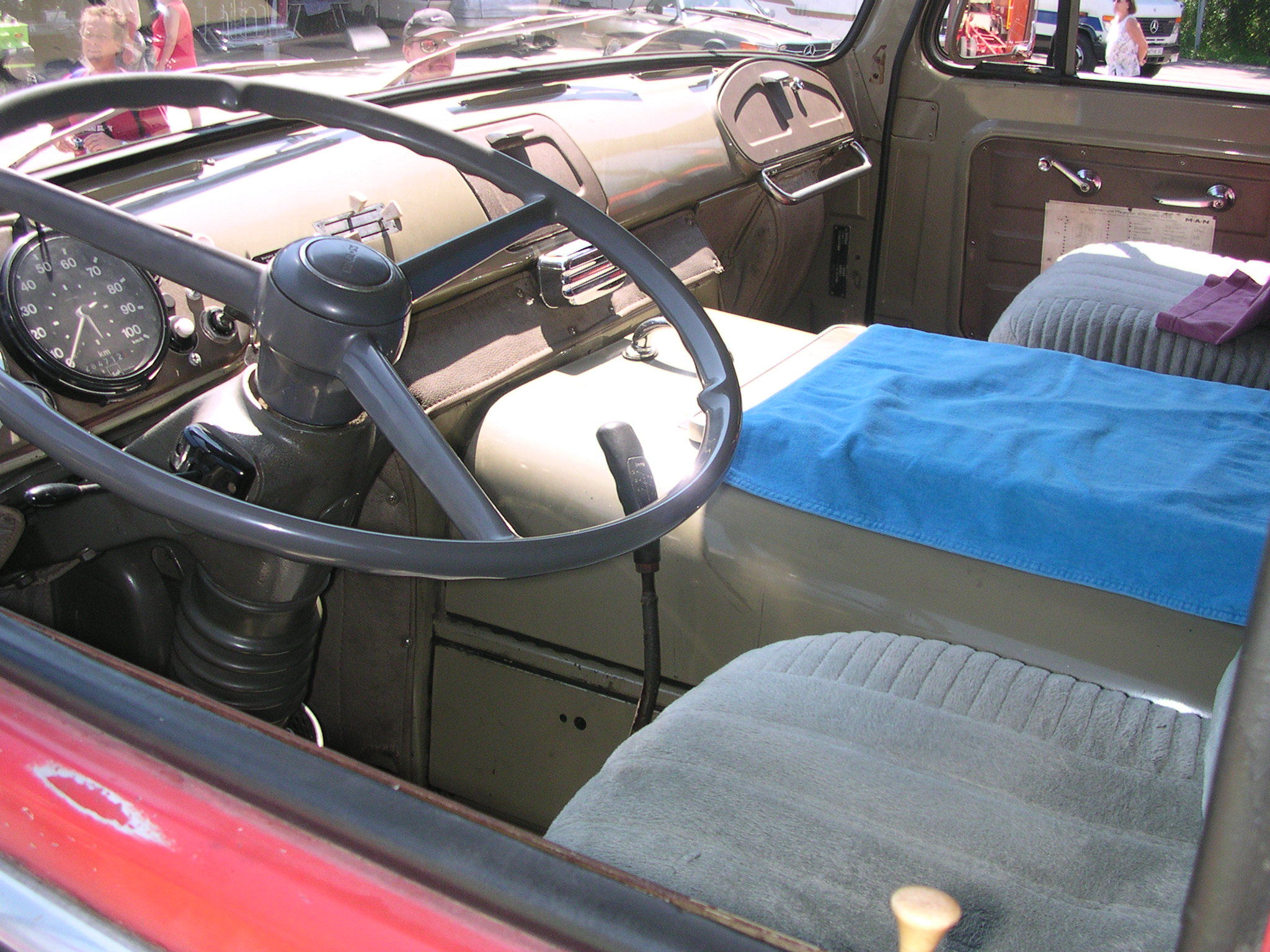
MAN „Pausbacke“ mit typischer Motorabdeckung

Die Übergangszeit der langen Lkw war am 30. Juni 1960 abgelaufen. Auf Grund europäischer Vereinbarungen musste Verkehrsminister Seebohm die Lkw-Länge auf 16,5 m und das Gesamtgewicht auf 32 Tonnen heraufsetzen. Durch diesen Zusammenhang wurden auch ab 1958 die Sattelzug-Typen verstärkt gebaut, diese hatten aber nur eine Länge von 15 m. Durch das verringerte Gewicht und die Längenumstellung brach der Frachtumsatz um ein Drittel ein und viele Fahrer bekamen weniger Lohn. Etliche Unternehmer schafften den Ausgleich dadurch, dass sie die Spesen verdoppelten und den zweiten Fahrer einsparten. Auch konnten einige Transportunternehmer die Lkw-Fahrer nur deswegen behalten, weil sie den Fahrern ein geräumiges Spezial- bzw. Luxusfahrerhaus gekauft hatten.
Daimler-Benz baute schon ab 1958 den Mercedes-Benz-Typ „LP 333“, der von Fernfahrern „Dreihundertdreiunddreißiger“ oder wegen der zwei gelenkten Vorderachsen „Tausendfüßler“ genannt wurde. Er konnte mit einer guten Sonderausstattung von Wackenhut in Nagold verbessert werden. Die Sonder-Luxusausstattung „Hamburg“ von Wackenhut z. B. konnte man extra bestellen, wobei dann die Ausstattung einen Kleiderschrank beinhaltete und die Einfassungen der Betten usw. aus hochglanzlackiertem Holz bestanden. Die Motorabdeckung wurde aus gesteppten Leder angefertigt, unter dem eine Isolierung vorhanden war. Auch die Fahrersitze waren mit Leder hochwertig bezogen und die Farben wurden dem Fahrerhaus angepasst. Durch die Vorderachse, die sehr weit vorn war, wurde beim Einsteigen in das etwas schräge Fahrerhaus, eine richtige Verbiegung des Fahrers notwendig und es war somit ein sehr schlechter Einstieg. Kurios war, dass bei der Bezeichnung „LP“, der Buchstabe L für Lastwagen und das P für Pullman-Bauweise gestanden hatte, denn Pullman baute die sehr großen, geräumigen und gut ausgestatteten Eisenbahnwaggons. Einige Lkw-Produzenten machten aber genau das Gegenteil und bauten eine serienmäßige Frontlenker-Kabine als sog. „Plattschnauze“, auch mit halb-tiefer Kabine für den Fernverkehr, wo dann hinter den Fahrersitzen zwei hoch geklappte Ruheliegen angebracht waren, wie z. B. Magirus-Deutz mit dem „Saturn“ und Krupp mit dem „SF 901“. Bei den Frontlenkern war eine hohe große Motorabdeckung zwischen den beiden Fahrersitzen als großes Hindernis vorhanden (außer bei Büssing-Unterflur-Lkw) und auch eine gute Isolierung konnte nicht den Geruch, sowie die Lautstärke und die Wärme des Motors verhindern. Schon 1958 baute Henschel z. B. eine doppelwandige, isolierte Motorhaubenabdeckung in das Frontlenker-Fahrerhaus ein. Bei den Lkw war vielfach auch die Batterie im Fahrerhaus unter der Ruheliege bzw. hinterm Fahrersitz eingebaut und es wurde sehr schwierig, wenn ein Lkw zum Anlassen überbrückt werden musste.
MAN stellte 1960 die sogenannte „Pausbacke“ als Stumpfschnauze „10.210 TL“ vor, der eine hohe Motorabdeckung im Fahrerhaus hatte und erst ab 1965 gekippt werden konnte, um an den Motor zu kommen. Die hohen Motorabdeckungen waren derzeit bei allen anderen Lkw-Produzenten fast gleich groß. Auch die Wartung und Reparatur des Motors musste meistens im Fahrerhaus stattfinden und bedeutete äußerste Schwierigkeiten, d. h. es wurde von den Fahrern die unmöglichsten Verrenkungen abgefordert. Diesbezüglich entschied sich z. B. Mack in den (USA), eine senkrecht nach oben verschiebbare Kabine zu bauen, die das Triebwerk vollkommen freigab. Der Lkw-Produzent Alfa Romeo in Italien, erleichterte all seinen Frontlenkern die Reparatur damit, dass der vordere Rahmen leicht abbaubar war; anschließend konnte die Maschine nach vorne herausgezogen werden. Beim Lkw-Produzent Büssing wurde beim Frontlenker der Unterflurmotor mit 192 PS seitlich herausgeschwenkt und das vom Motor befreite Fahrerhaus wurde nun „Commodore“ genannt, wie für den Kapitän auf seiner „Kommandobrücke“. Dieser Lkw, hatte ein geräumiges Fahrerhaus wegen des fehlenden Motorkastens und Lkw-Tester waren begeistert von der Atmosphäre im Fahrerhaus, denn es sei eine Wohltat mit so einem Schwerlastwagen zu fahren. Daher machte sich die Fahrstabilität des Lkw positiv bemerkbar, denn durch die niedrige Schwerpunktlage des Unterflurmotors und der mittleren Rahmenlage des Motors ergab sich das sehr gute Lastverteilungs-Monogramm wie von selbst.
Die technische Weiterentwicklung der Lkw verlief derzeit sehr schnell. Scania baute einen Frontlenker-Lkw mit Druckluft-betätigter Zweikreisbremse und servounterstützter Feststellbremse. Der Beifahrersitz behielt seinen Kutschbock-Charakter bei und es handelte sich weiterhin um Sitzgestelle ohne jegliche Federungsmöglichkeit, die bei manchen Sitzen in der Höhe einstellbar waren. Die Lkw waren mit dicken bzw. starken Blattfedern ausgerüstet, so dass ein Fahrer die starken Erschütterungen erleiden musste, so dass Rückenschmerzen und schnellere Ermüdungen die Folge waren. Auch konnte damals das Fahrerhaus selbst noch nicht gut abgefedert werden, was einen direkten Kontakt durch die dicken Blattfedern mit der Straße bedeutete. Die Längsschwingungen bzw. das Stoßen durch den Anhänger und bei den Sattelzügen konnte von den Lkw-Konstrukteuren noch nicht vermindert werden.
- 1961

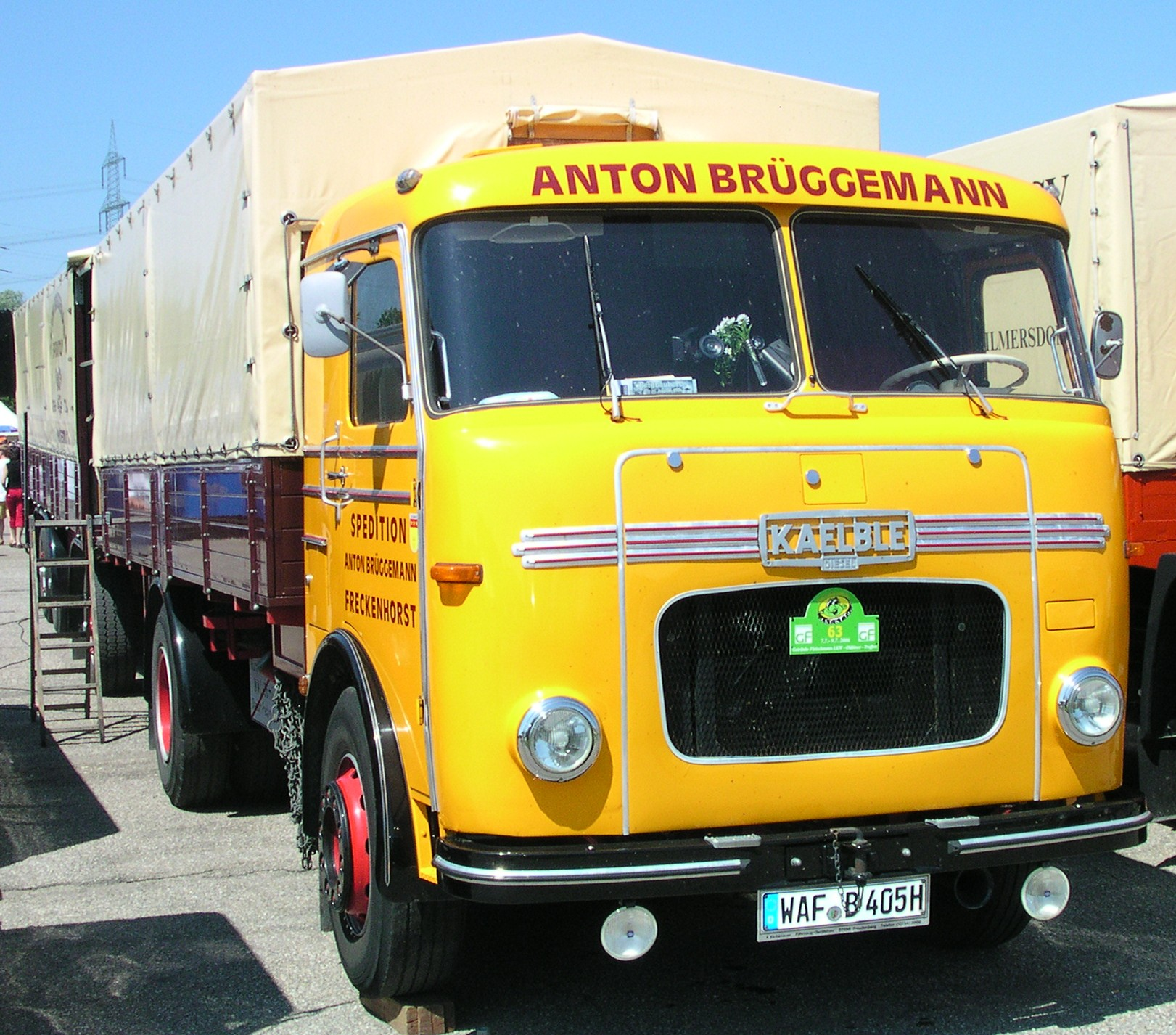
Kaelble K 652 LF mit 192 PS und Fernverkehr-Fahrerhaus

Auf der IAA wurden viele neue Frontlenker-Lkw-Fernverkehrsmodelle zwecks der Längenumstellung von Lkw-Produzenten vorgestellt. Der Lkw-Produzent Kaelble stellte sein „K 652 LF“ mit 192 PS und einer langen Kabine vor, wobei aber durch die langen Lieferzeiten die Kundschaft abgeschreckt wurde und bis 1964 nur 42 Lkw gebaut wurden. Magirus-Deutz hatte seinen Typ „Saturn 200 F“ mit 200 PS und einer Lenkradschaltung, sowie mit einer relativ kleinen bzw. kurzen Ruhekabine versehen, d. h., die Ruheliegen waren sehr schmal oder mussten hochgeklappt werden. Henschel aus Kassel stellte seinen neuen Stumpfschnauze-Typ „HS 16“ mit einem kubischen großen Fahrerhaus auf der IAA vor und zeigte damit, dass man eine Fernverkehrskabine in den Innenmaßen sehr gut ausnutzen kann. Dieses von dem Designer Louis Lucien Lepoix entworfene Fahrerhaus wurde von Karmann in Osnabrück gefertigt, war in neuzeitlicher moderner Form, klar und sachlich gestaltet und mit einer großzügigen Panoramascheibe versehen. Dieser „HS-16“-Lkw hatte schon hängende Pedale und eine hydraulisch betätigte Kupplung, aber der Krach im Fahrerhaus konnte trotz Isolierung der Motorabdeckhaube nicht voll beseitigt werden. Wie ist sonst wohl zu erklären, dass im Henschel-Prospekt steht: „Enger Kontakt vom Fahrer zum Motor, ohne zusätzliche Instrumente“, und zur Wartung und Reparatur des Motors musste die Abdeckhaube weit nach hinten in die Kabine gekippt werden. Büssing baute ab Mai in seinen „Commodore U“ eine neue leichtgängige „Spindel-Hydro“-Lenkung ein, die aber unten an der Lenksäule sehr warm wurde, wenn viel rangiert werden musste. Von den 42.500 Transportunternehmen waren nur 6.980 Transportunternehmen im Güterfernverkehr mit ihren großen Fernlastzügen auf den westdeutschen Straßen unterwegs.
- 1962

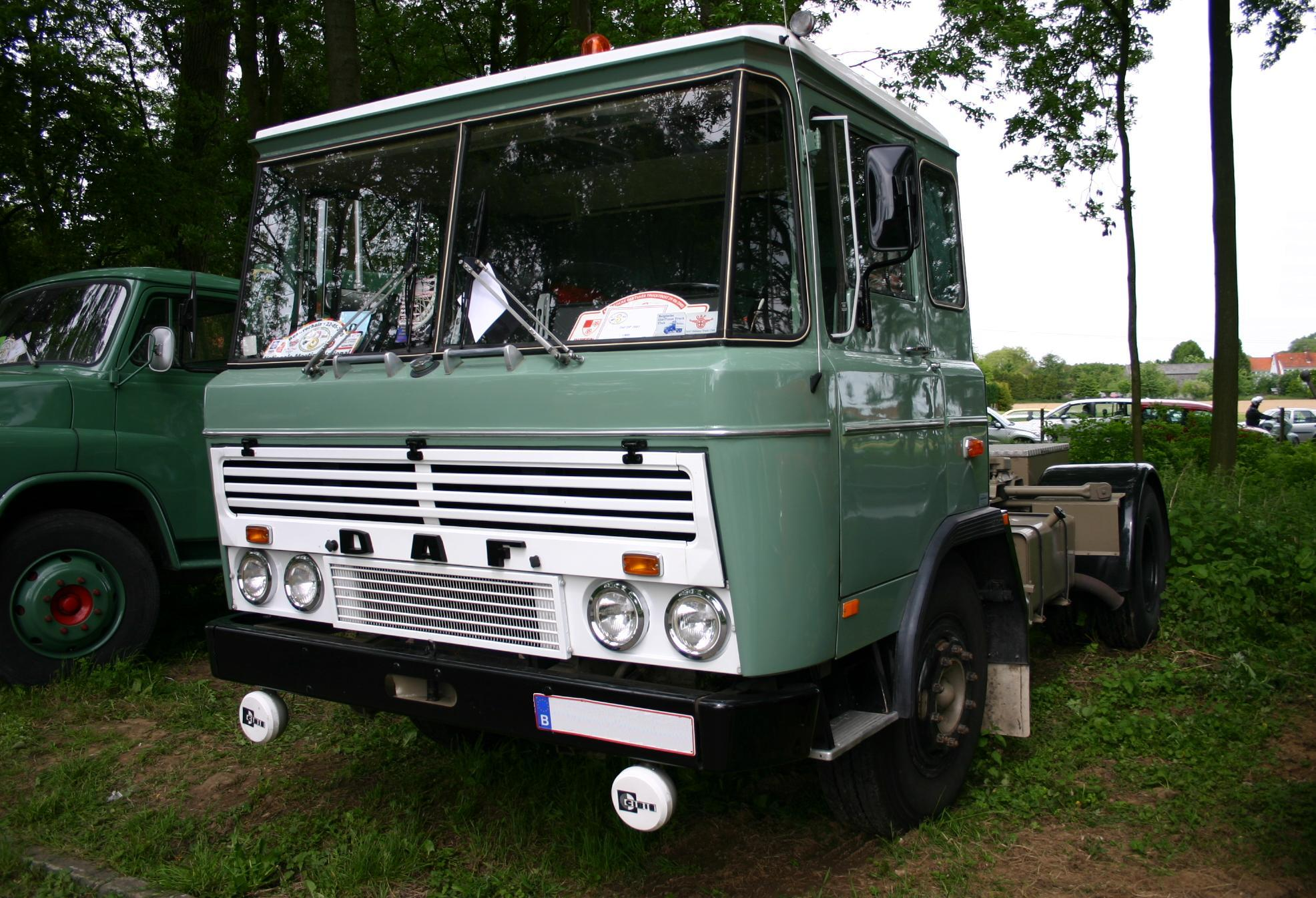
DAF-Fahrerhaus Typ 2600

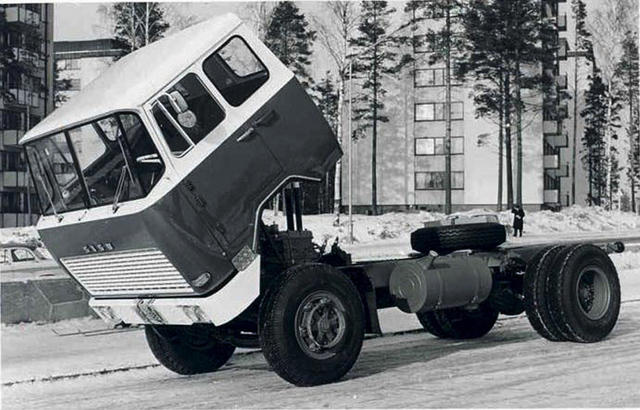
Der 1962 eingeführte Sisu KB-112/117 war der erste europäische Serien-Lkw mit hydraulisch kippbarer Kabine.

DAF, ein Nutzfahrzeug- und Lkw-Produzent in den Niederlanden, betrat den europäischen Markt mit einem einfachen Fahrerhaus für den Güter-Fernverkehr, das auch noch eine geteilte Windschutzscheibe hatte.
In der Bundesrepublik Deutschland wurden die Transportunternehmer allmählich auch auf die Lkw-Typen der anderen Länder in Europa aufmerksam. Da die BRD der Kreuzungspunkt im europäischen Transitverkehr wurde, waren immer mehr ausländische Lkw gesichtet worden. Die ersten Europaletten kamen auf den Markt; das zeitraubende Umpacken der Waren vom Lkw bzw. das Rauf und Runter von der Ladefläche wurde damit überflüssig, d. h., die vielen Tonnen mussten nicht mehr auf den Knochen der Lkw-Fahrer bewegt werden. Volvo baute einen kleinen Frontlenker-Lkw „Raske“, der schon – als einer der ersten in Europa – mit einem kippbaren Fahrerhaus ausgestattet war.
- 1963

Ab dem 1. Juli 1963 waren anstelle der „Winker“ nur noch Blinker als Fahrtrichtungsanzeiger erlaubt. Magirus-Deutz baute das „Transeuropa“-Frontlenker-Fahrerhaus mit der bekannten Knick-Kante im Dach, das nun gekippt werden konnte. Dieser Lkw-Typ wurde auch „Staubsauger“ genannt, weil die Dieselmotoren von Deutz bei hohen Drehzahlen und niedrigen Geschwindigkeiten sehr heulten. Weil keine Wasserkühlung vorhanden war, wurde eine Zusatzheizung eingebaut, die meistens nicht richtig funktionierte. Daimler-Benz baute ein neues kubisches Fernverkehrsfahrerhaus „LP 1620“, das nicht kippbar war und nur mit halber Ruhekabine gebaut wurde, wobei die Ruheliegen hochzuklappen waren. Angeblich wegen des Europalettenmaßes wurde über zwei Jahre kein normales Fernfahrerhaus angeboten. Der Einstieg war allerdings sehr gut und innen machte es einen sehr aufgeräumten Eindruck, u. a. durch den niedrigen Motortunnel und das schmale Armaturenbrett. Der Typ LP 1620 wurde bei der IAA vorgestellt, hatte viele Kläppchen für Wartung (Öl, Wasser usw.) und die Fahrer nannten den Wagen deshalb „Adventskalender“ oder „Rattenfalle“.

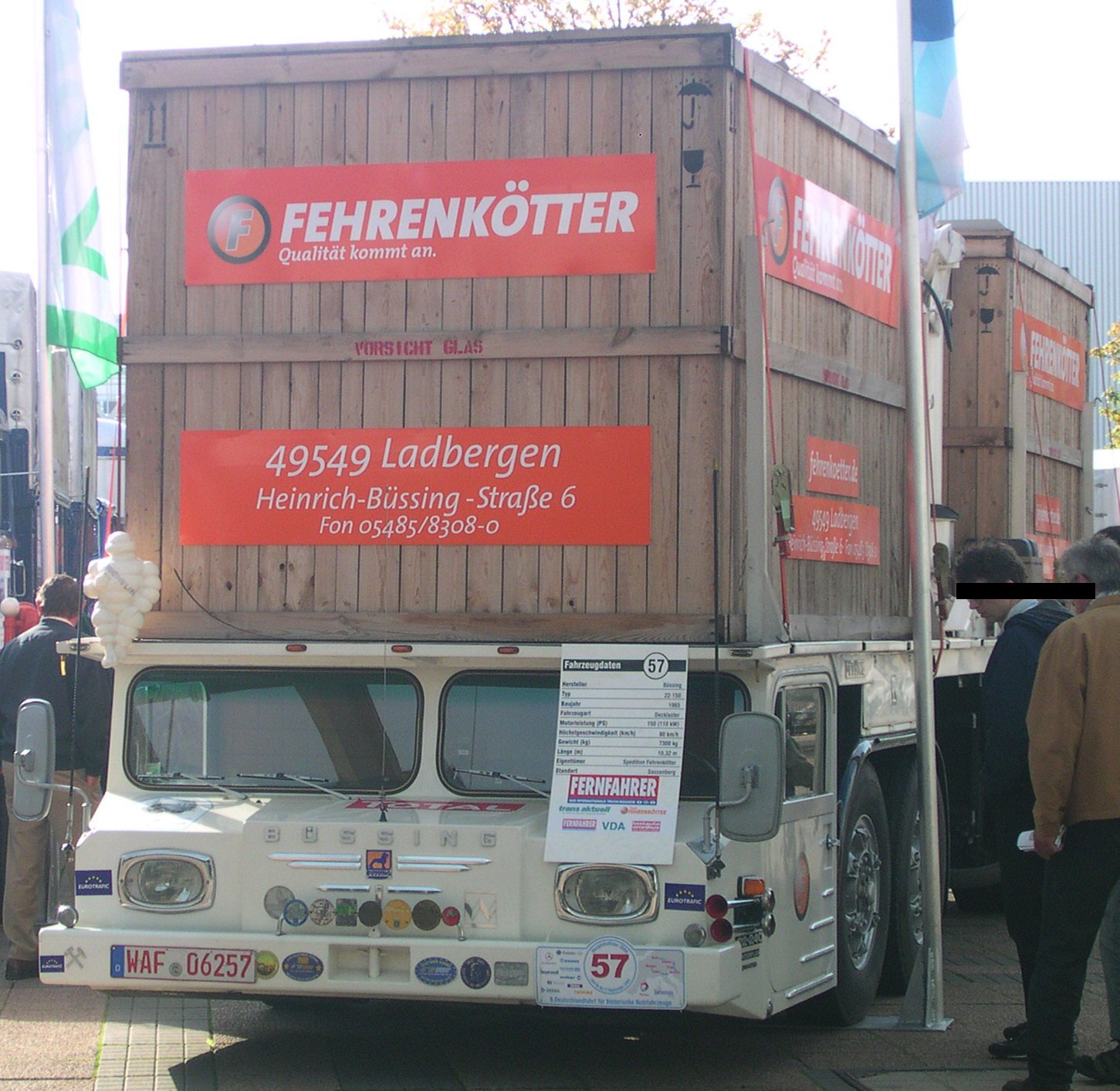
Büssing LU 5/10 Decklaster

Büssing erprobte einen Decklaster „Supercargo 22–150“ (LU 5/10), der in Zusammenarbeit mit der Firma Rationorm in Zürich entwickelt wurde. Der Dreiachser mit zwei gelenkten Vorderachsen war über die gesamte Lkw-Länge als Ladefläche benutzbar, hatte eine sehr niedrige Unterflur-Fahrerkabine und Servolenkung, Luftfederung sowie ein hydraulisches Wandlergetriebe. Die Nutzlast betrug 14,7 Tonnen bei einem Eigengewicht von 7,3 Tonnen. Das große, hohe Büssing & Sohn Holzrahmen-Fahrerhaus wurde jetzt mit durchgehender, leicht gewölbte Panorama-Windschutzscheibe und seitlichen Ausstellfenstern als „Commodore U 11 D“ gebaut. Als Ausstattung gab es eine Sitzbank oder einen Beifahrer-Sessel mit Armlehnen sowie Kopfstützen und die Ruheliegen wurden auf 68 cm verbreitert. Die gesamte Innenausstattung wurde mit hochwertigen Holz verarbeitet und verkleidet, so dass dieses Fahrerhaus bis in die heutige Zeit ein Vorbild für alle Lkw-Produzenten wurde. In Westdeutschland gab es 25.932 Genehmigungen für den gewerblichen Güterfernverkehr, die mit dem Fahrgestell und der Lkw-Zulassung verbunden waren.
- 1964

Der Nutzfahrzeugproduzent Ackermann in Wuppertal stellte die Wechselaufbauten für Lkw und Anhänger der Öffentlichkeit vor. Diese sog. Wechselpritschen ersparten dem Spediteur das Umladen der Ladung, und der Fernfahrer konnte „seinen Lkw“ weiterfahren, denn es konnte ihm nichts Schlimmeres passieren, als dass er „seinen“, von ihm immer allein gefahrenen Lkw abgeben musste, denn dieser war u. a. mit sehr viel persönlichen Sachen ausgestattet worden. Durch die mit dem Lkw fest verbundene Zulassungs-Beförderungsgenehmigung schraubten einige Transportunternehmer die Nummernschilder um, denn die Fahrgestellnummer wurde nicht immer kontrolliert.
- 1965

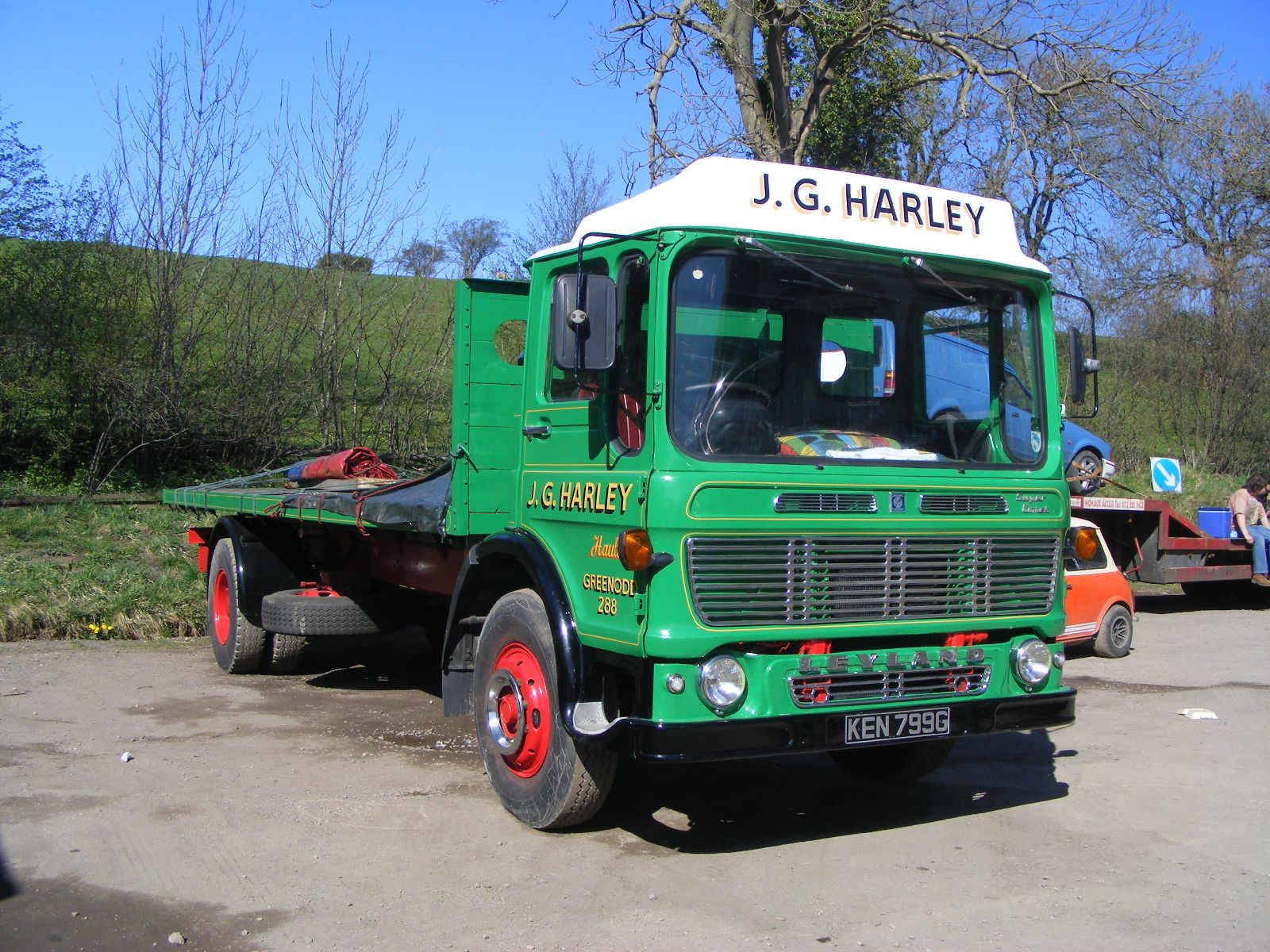
Die kippbare Kabine Ergomatic von Leyland mit großzügiger Verglasung.

Die Lkw-Längen wurden ab 1. Mai 1965 wegen des europäischen Binnenmarkts angepasst und auf 18 m Länge und 38 Tonnen Gesamtgewicht heraufgesetzt. Büssing stellte das vom französischen Designer Louis Lucien Lepoix entworfenes, kantiges Blech-Fahrerhaus mit 210 PS vor. Das Fahrerhaus bot durch den Unterflur-Motor und dem schmalen Blech-Armaturenbrett mit Kunststoffkanten ausreichend Platz, konnte aber ohne den erhöhten Dachaufsatz bis 1967 nicht für das Wohlbefinden der Fernfahrer sorgen. Der alte „Commodore U“ mit 210 PS und seinem großen Büssing-&-Sohn-Fahrerhaus wurde deshalb offiziell noch bis 1967 geliefert. Auch Sattel-Lkw baute Büssing als Frontlenker, das durch das herausnehmende vordere Mittelteil einem Zugang zu Motor hatte. Das neue Fahrerhaus wurde allerdings als Sattel-Lkw mit einer vorgezogenen sehr kurze Schnauze um alles unterzubringen. Zur Wartung wurde das vordere Mittelteil und die Seitenteile bis an die Vorderachse einfach weggeklappt.

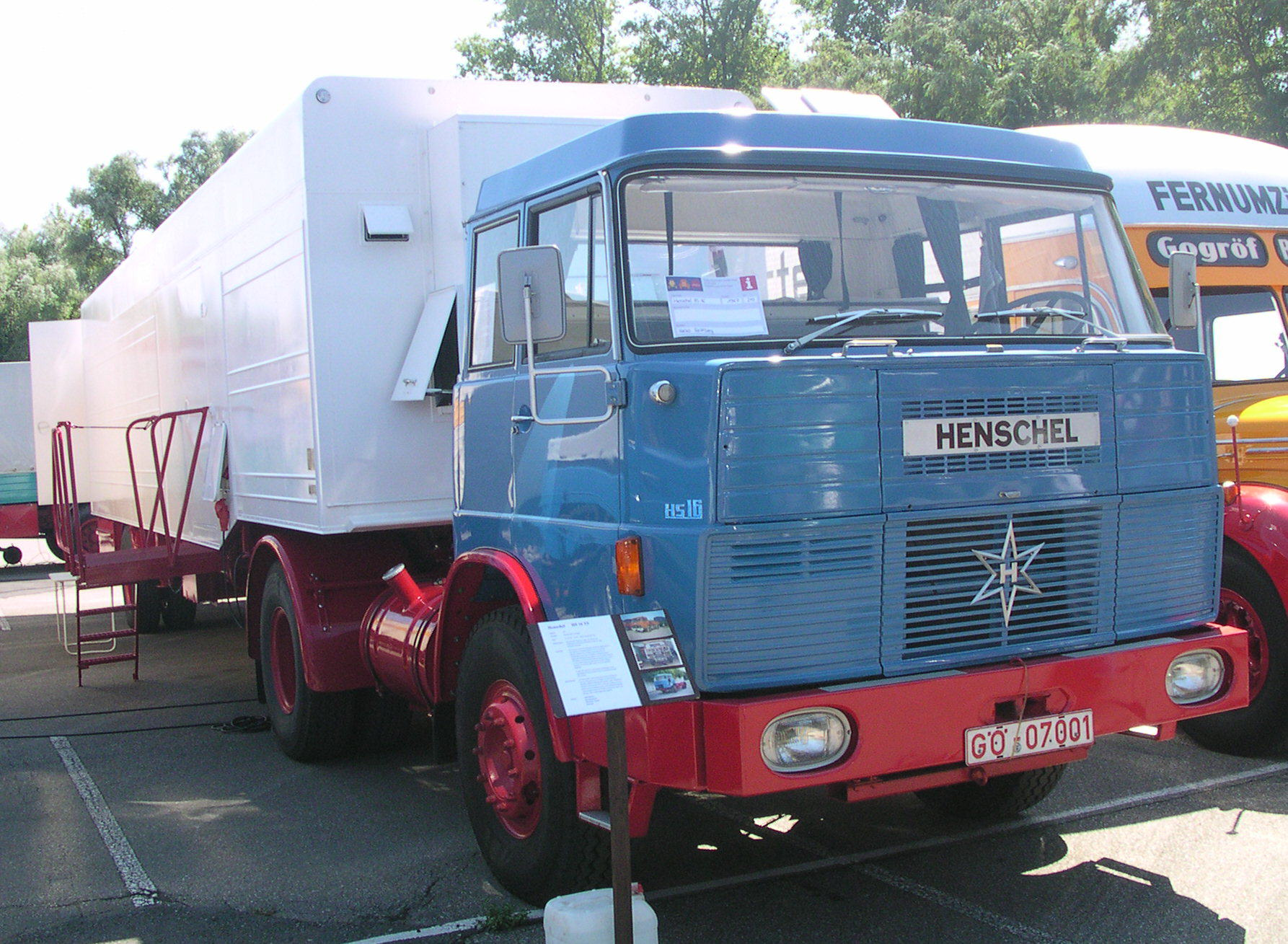
Henschel mit kubischem Fahrerhaus und erhöhtem Dach

Henschel stellte auf der IAA sein 1961 gebautes kubisches Fahrerhaus „HS 16“, jetzt hydraulisch kippbar vor und es wurde um ca. 10 cm Dachaufsatz erhöht. Das Fahrerhaus war ca. 20 cm nach vorne gerückt, so dass der Einstieg besser war, und ein 6 cm niedriger Motortunnel wurde wegen des neuen (niedrigeren) Untersitzmotor jetzt möglich. Ohne das Fahrerhaus kippen zu müssen, konnte Öl, Wasser usw. nachgesehen werden, die runden Scheinwerfer im Grill wanderten als ovale Scheinwerfer in die Stoßstange. Hier konnte das Baukastensystem eingesetzt werden und viele gleiche Bauteile wurden für alle Lkw-Typen, auch die mit Motor-Vorbau/„Schnauze“, verwendet.
In vielen Lkw wurden neue Hydro-Fahrersitze als Sonderausstattung angeboten, die den Fahrkomfort erleichtern sollten, indem die Härte der Federung an den Fahrer angepasst werden konnte. Krupp brachte auch ein kippbares Fahrerhaus für seine Frontlenker-Typen heraus. Volvo baute jetzt die kleinste kippbare „Hundehütte“ (F 88) in Europa, setzte damit zwei Maßstäbe, indem es einen extrem engen Fahrer-Arbeitsplatz mit breitem Bett gab und wo beim Auffahrunfall im hinteren Fahrerhausbereich die Stabilität als Knautschzone nachgab. Die sogenannten Schweden-Tests sind bis in die heutige Zeit eine unschlagbare Sicherheitsprüfung für die Stabilität der Fahrerhauskabine und deren Sicherheit.
Leyland entwickelte das großzügig verglaste Kippfahrerhaus Ergomatic für Frontlenker-Lkw.

### Wettbewerb und Neuentwicklungen bis heute

#### Auswirkungen der EWG von 1966 bis 1973
Der erste große Lkw-Vergleichstest mit den damals üblichen 210 PS sorgte für Aufregung. Dabei traten die Lkw-Marken Büssing, Henschel, Krupp, Magirus-Deutz, MAN und Daimler-Benz gegeneinander an. Es wurde u. a. auch auf die Fahrerhaus-Ergonomie im Lkw großes Gewicht gelegt und von den sechs angetretenen Lkw hatte der Büssing-Lkw im Fahrerhaus-Test in den Bergmessungen sowie in der Durchschnittsgeschwindigkeit gewonnen. Beim Kraftstoffverbrauch waren Magirus-Deutz und Krupp die Besten. Zum ersten Mal wurde in Deutschland bei einem Lkw, dem Büssing „Commodore 210 S“ Sattelzugmaschine, ein Auspuff hinter dem Fahrerhaus hochgezogen angebaut.
Die erste Fahrerhaus- bzw. „Führerhausrichtlinie“ wurden von Deutschland, erstmals in Europa, eingeführt. Auf sichere stabile und bequeme Fahrerhäuser wurde in dieser Richtlinie keine Rücksicht genommen. Auf das Verrutschen und Herausfallen von Gegenständen sowie auf das Sichtfeld des Fahrers wurde mehr Wert gelegt, und daher waren die serienmäßigen Fahrersitze (nach den heutigen Maßstäben) immer noch sehr primitiv, so dass eine individuelle Anpassung an das Fahrergewicht noch nicht möglich war. Es gab hauptsächlich drei Schwingsysteme, je nach Lkw-Produzent: den Einschwinger, den Parallelogrammschwinger und das Scherensystem. Nun wurden Container aus Übersee und verstärkt Wechselpritschen in Deutschland eingeführt und die Auswirkungen sowie Folgen dieser zwei Wechselsysteme waren keinem Fahrer richtig bewusst.
- 1967

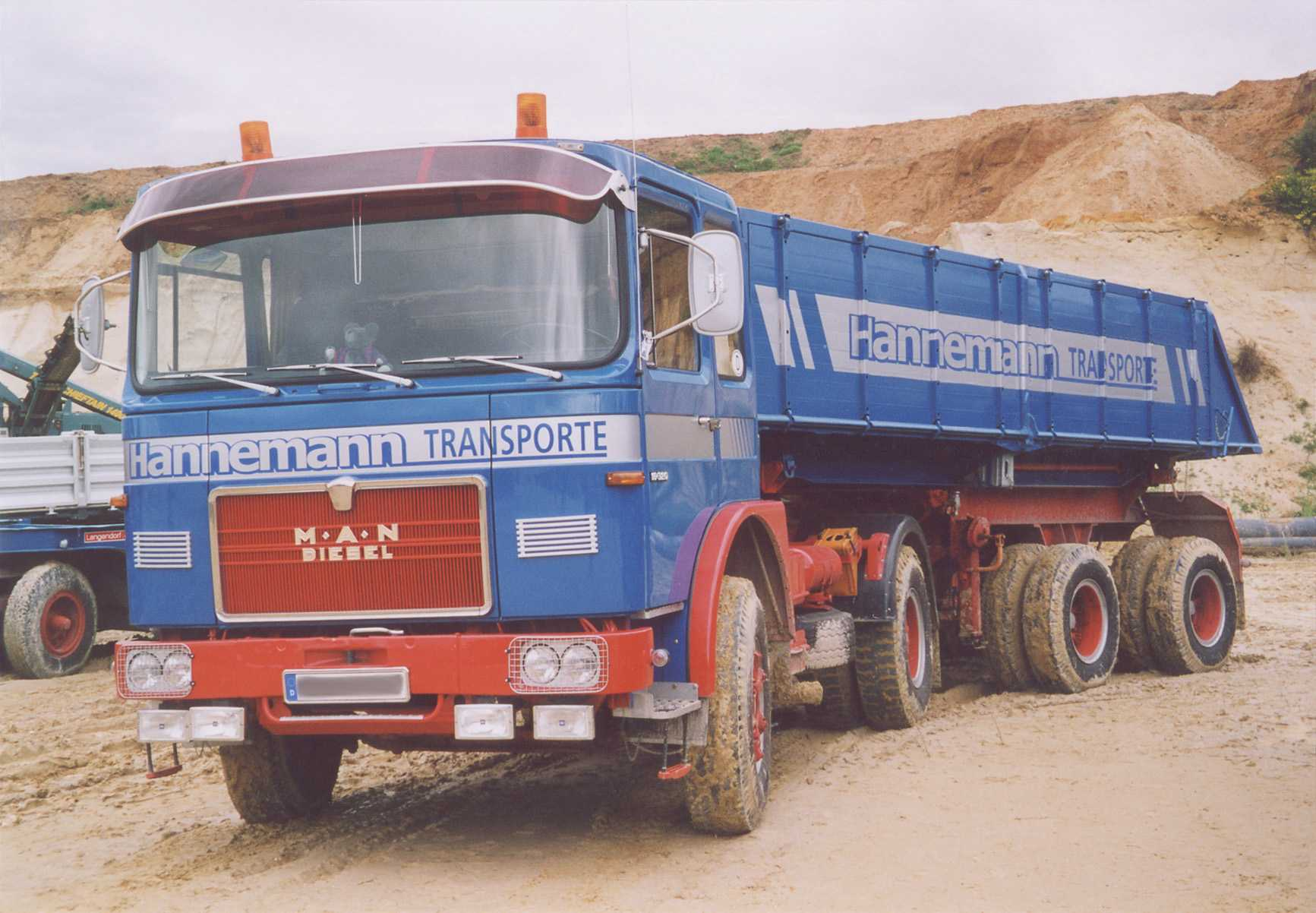
MAN-Fernverkehrs-Fahrerhaus 1976–1986

MAN hatte das kippbare „F 8“ Frontlenker-Fahrerhaus von der französischen Firma Saviem übernommen. Der zum Renault-Konzern gehörende Lkw-Produzent Saviem kooperierte mit MAN von 1967 bis 1977 u. a. bei der Entwicklung eines Lkw-Fahrerhauses. Danach konnte MAN über das gemeinsam entwickelte Fahrerhaus allein verfügen, das noch bis 1986 weitergebaut wurde. Eine enorme Verbesserung im Fahrerhaus-Raumangebot für den Fernfahrer gegenüber der sog. Pausbacke war es schon, nur wegen der kürzeren Ruheliegen wurde die schmalere Fahrerhausbreite bemängelt. Das schmale Armaturenbrett war aus Blech, oben und unten mit einer Gummikante versehen und die ersten Jahre war auch eine unsynchronisierte Lenkrad-Schaltung eingebaut. Henschel in Kassel wurde nun zu Hanomag-Henschel und der Henschel-Stern entfiel. Auf der IAA war der Lkw jetzt mit glatten Flächen an der Front zu sehen und der sehr kleine Vorsprung war weg, so dass die Windschutzscheibe etwas größer wurde. Eine Federspeicher-Handbremse, ein in der Höhe und Neigung verstellbares Lenkrad, ein abklappbares Sicherheitsarmaturenbrett und sogar eine Klimaanlage gehörten zur neuen Ausstattung. Die Bodengruppe des Fahrerhauses wurde aus einem schallisolierten geschlossenen Blech hergestellt, so dass die Motorgeräusche weitgehend leiser waren. Büssing baute eine voll luftgefederte Sattelzugmaschine.
- 1968

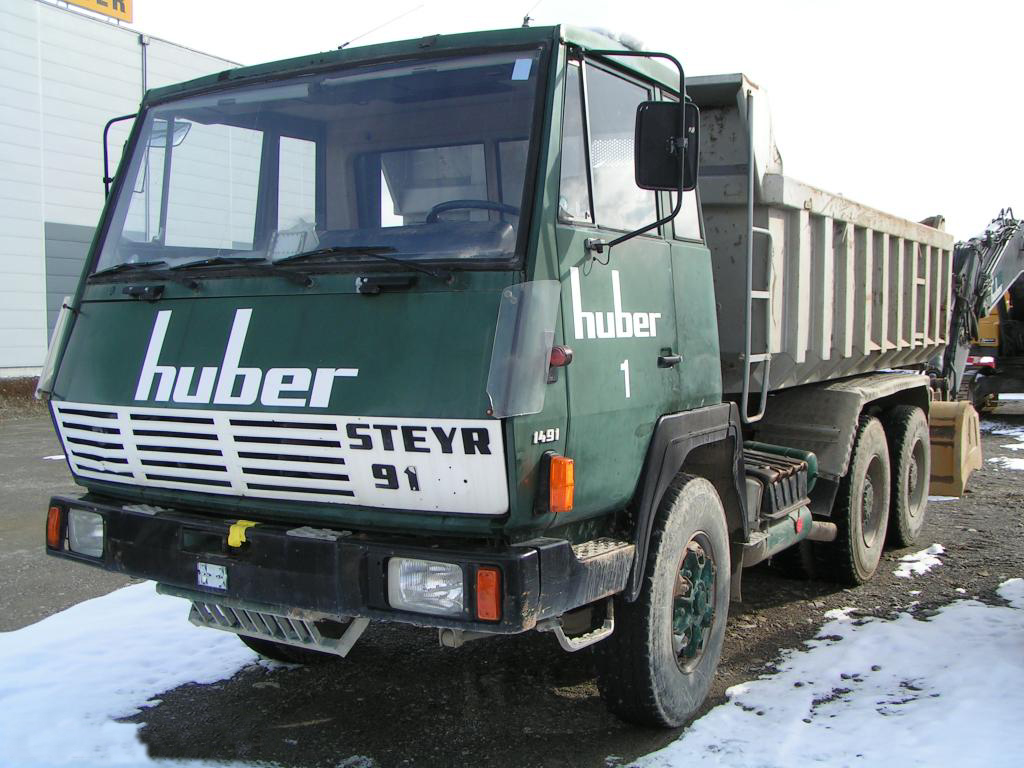
Steyr-Lkw mit normalem Fahrerhaus

Der österreichische Lkw-Produzent Steyr baute eine kubische, kippbare Fahrerhaus-Kabine für den europäischen Markt, die im Raumangebot dem Henschel ähnlich war. Durch die leicht nach oben, ab unterhalb der Windschutzscheibe angeschrägte Front wurde das Fahrerhaus geringfügig eingeschränkt. Der schwedische Nutzfahrzeug-Produzent Scania baute sein neues kubisches, kantiges kippbares „110“-Fahrerhaus und war relativ eng sowie niedrig, hatte eine sehr harte Federung, so dass es in Fahrerkreisen auch den Namen „Folterkammer“ bekam. Krupp in Essen hörte mit der Lkw-Fertigung auf und übergab die Versorgung der Reparatur sowie der Ersatzteile an Daimler-Benz. Das Blech-Fahrerhaus von Büssing wurde nun mit einem um 17 cm erhöhten Dach gebaut, wobei der Fahrer fast aufrecht stehen konnte, und eine gute, auf Wunsch eingebaute Luft-Federung mit Zentralschmierung. Durch die gute Abdämmung zum Unterflur-Motor und dem guten Fahrwerk erreichte der Lkw von Büssing tatsächlich Reisebus-Qualität, wobei der Drehzahlmesser wegen der geringen Lautstärke des Motors unbedingt beachtet werden musste. Der Lkw-Aufbauten- und Karosseriehersteller Büssing & Sohn stellte den „BS 16 U“ auch weiterhin mit dem (optisch alten) rundlicheren großen, hohen Fahrerhaus inkl. einer Luxus-Ausstattung her.
- 1969

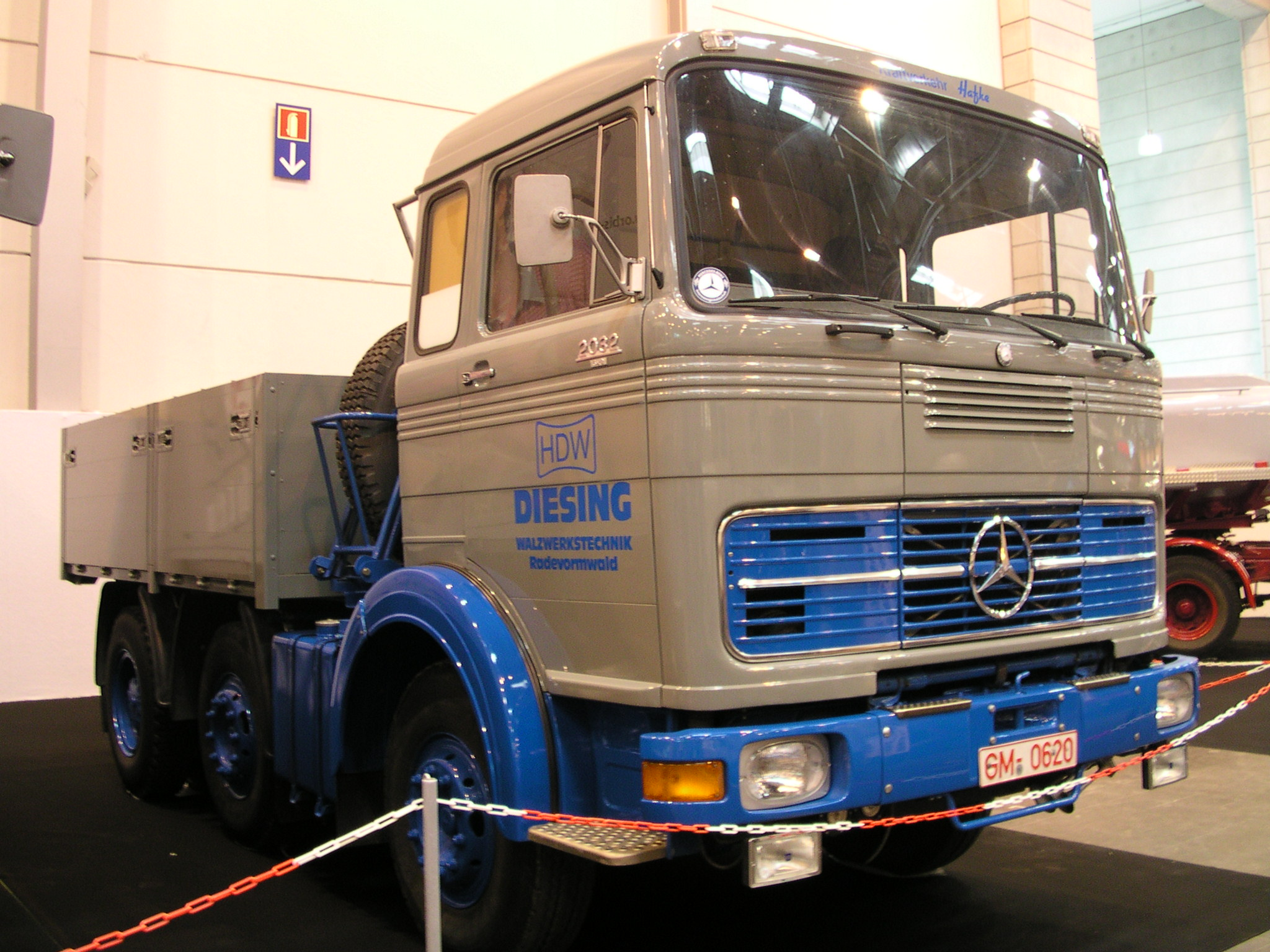
MB LP, V-10-Motor, 265–320 PS
(sog. Zwischengeneration 1969–1974)

Büssing produzierte den stärksten Lkw in Europa, mit 310 PS. Optisch überarbeitet wurde der „BS 16 U“, indem man einen Büssing-Schriftzug anstatt der Büssing-Brosche anbrachte, und unten bzw. oberhalb der Stoßstange wurde ein großer Braunschweiger Burglöwe angebracht. Scania baute seinen Lkw „110“ jetzt in 140er Motoren-Ausführung mit 350 PS. Wegen seiner für damalige Verhältnisse enormen Stärke wurde diesem Lkw der Titel „King of the Road“ zugesprochen. Zum ersten Mal baute Mercedes-Benz ein kippbares Fahrerhaus, als sogenannte Zwischengeneration, d. h. der Lkw wurde als etwas besserer „LP“ mit 265–320 PS bzw. V-10-Motor ausgestattet. Dieses Fahrerhaus wurde von Fahrern kritisiert, weil der Kontakt zur Straße bei der Kurvenfahrt bzw. beim Bremsen nicht optimal war. Büssing brachte seine Lkw-Typen „BS“ mit 240 PS Unterflur- und stehenden Motor auf den Markt. Mack in den (USA) baute als erster eine luftgefederte Lkw-Kabine. Die Lenk- und Ruhezeiten wurden von 10 auf 8 Stunden pro Lenkzeit-Periode reduziert.
- 1970

Die Ferienreiseverordnung trat in Deutschland in Kraft und auch frische, leicht verderbliche Ware durfte während der Ferienzeit nicht mehr auf den Autobahnen transportiert werden. Es zeichnete sich ab, dass sich einige Lkw-Produzenten gegenseitig aufkauften. Beispielsweise übernahm MAN den Lkw-Produzenten Büssing, und Daimler-Benz übernahm Hanomag-Henschel. DAF verbesserte sein Fahrerhaus von 1962, es wurde geräumiger und war nun kippbar.
- 1971

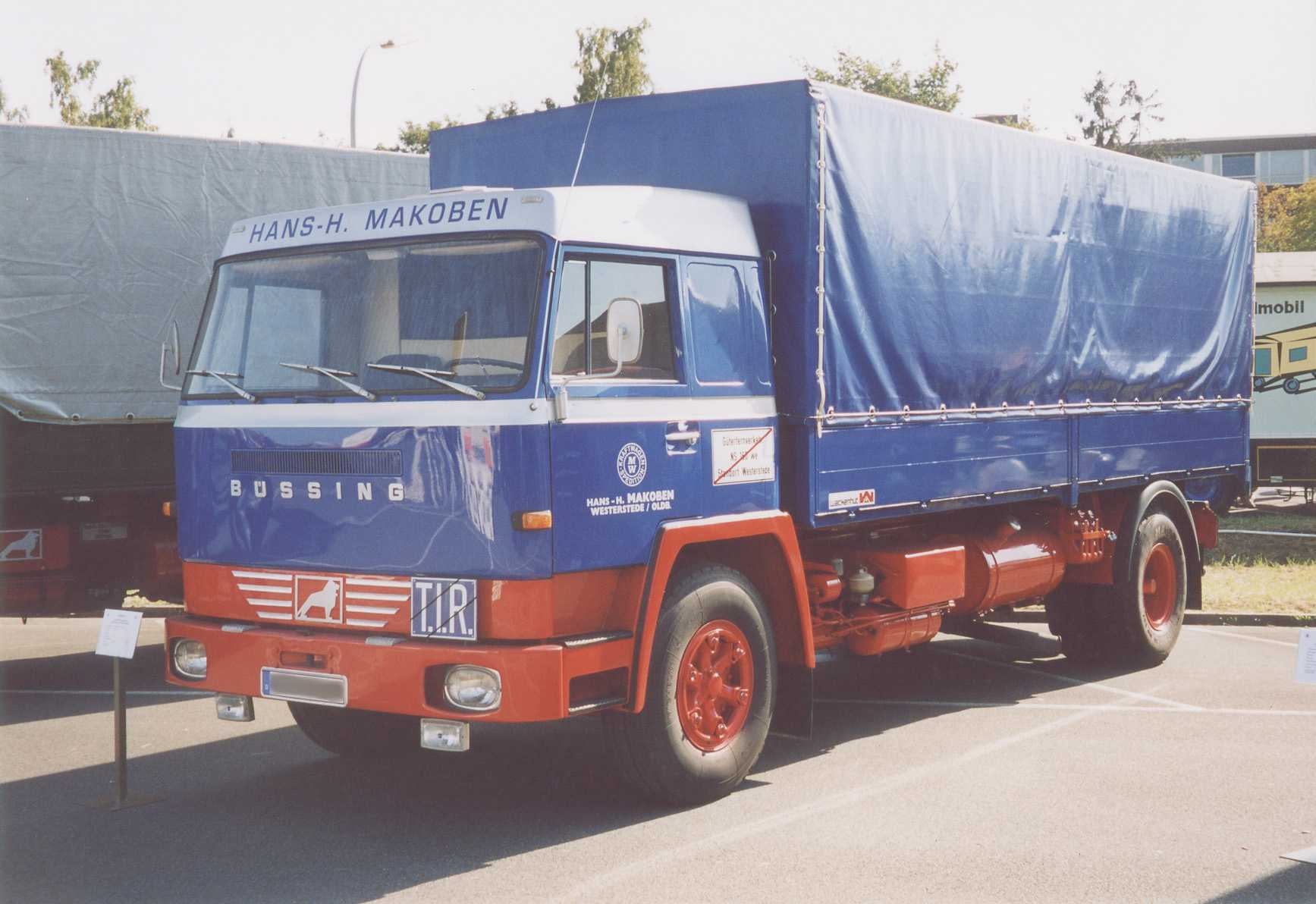
Büssing-Fahrerhaus bis 1973

Büssing, mittlerweile ganz bei MAN, gab wegen der 8-PS-pro-Tonne-Regelung seinem Unterflur-Motor eine Leistung von 320 PS inkl. Turbolader, wobei dieser Lkw noch eine Luxuskabine bekam, die bis 1973 weitergebaut wurde, so z. B. ein etwas breiteres Fahrerhaus und eine hochwertige, crèmefarbene Kunstlederverkleidung.
- 1972

Ab dieser Zeit hatten die meisten neuen Lkw auch ein Autoradio, und Rundfunkanstalten gaben inzwischen auch Verkehrsmeldungen durch, was für die Lkw-Fahrer von Vorteil wurde. Scania baute einen neuen Hauben-Lkw, wobei das bodenebene Fahrerhaus in der Innenhöhe noch zu niedrig war, und dieser Hauber konnte nur für Tanksattel- bzw. etwas kürzere Auflieger gebraucht werden.
- 1973

Zum 1. Januar wurden die fahrzeugbezogenen Genehmigungen aufgehoben und in eine Inhabergenehmigung für den gewerblichen Güterverkehr umgewandelt. Ab jetzt konnten die Lkw im Nah- und Fernverkehr gleichzeitig eingesetzt werden, und die Fahrzeug-Ausnutzung steigerte sich erheblich. Jetzt wurde aber der Fernverkehrs-Lkw auch für den Nahverkehr eingesetzt und einige Spediteure führten verstärkt das Wechselbrücken-System ein. Somit konnte der altgediente Fernfahrer jetzt auch wegen der Transport-Genehmigung „seinen“ Lkw mit von ihm speziell eingerichtetem Fahrerhaus behalten, denn das war für die meisten äußerst wichtig. Die erste Kompakt-Bremse nach der EG-Richtlinie wurde als Zweikreisbremse vorgeschrieben. Volvo brachte seinen Hauben-Lkw „N 10“ auf den Markt, der aber nur eine halbe Fernverkehrs-Kabine aufwies.

#### Energiekrise und deren Auswirkungen 1974–1986

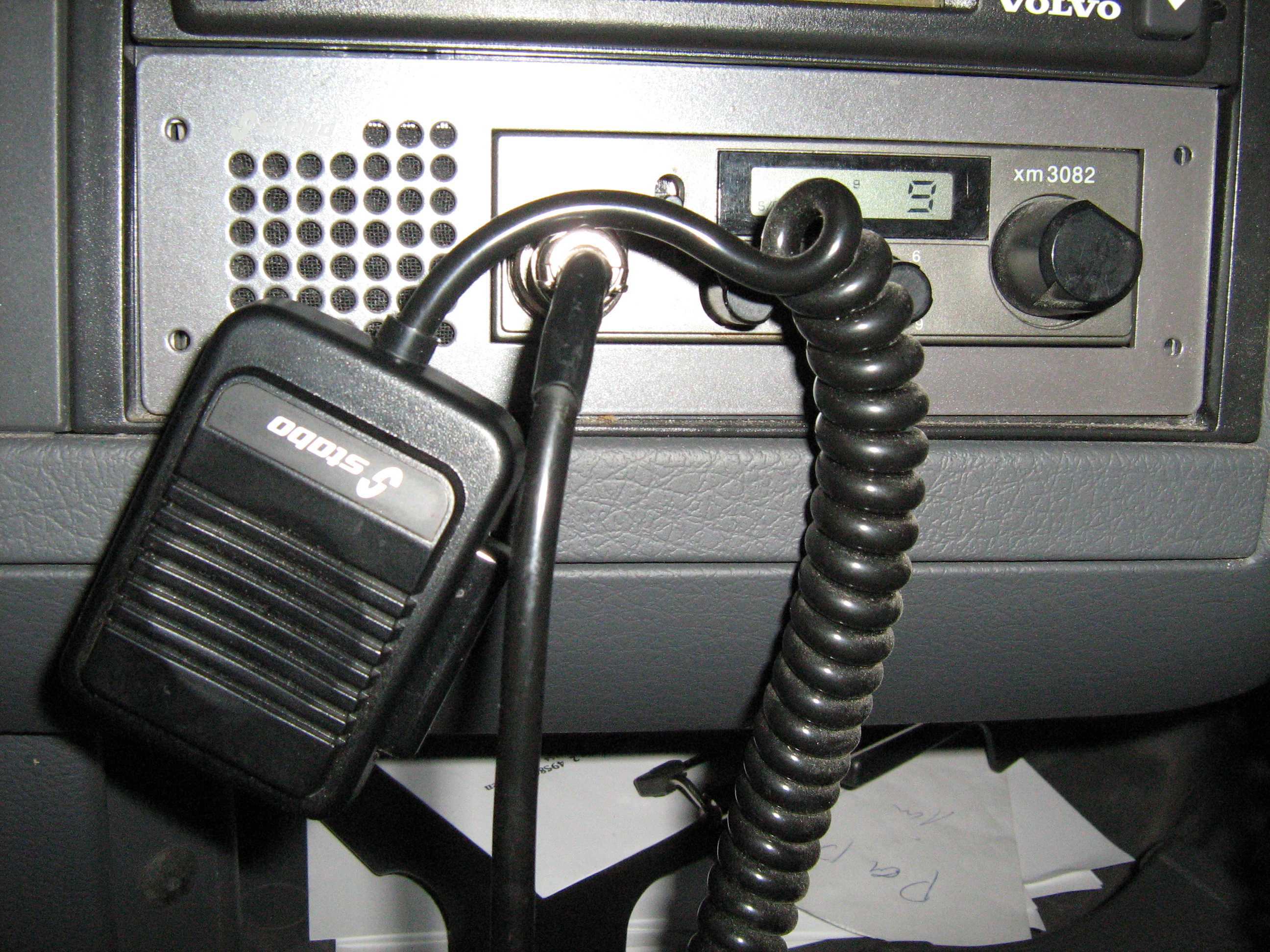
CB-Funkgerät im Lkw

Wegen der Ölkrise 1974 und des damit zusammenhängenden Sonntagsfahrverbots waren Autobahnen weniger frequentiert. An diesen Sonntagen durften nur leicht verderbliche Lebensmittel, sowie u. a. Fleisch und Milch transportiert werden. Menschen gingen sonntags auf den Autobahnen spazieren und winkten den Fernfahrern in ihren Fahrerhäusern freundlich zu. Der Schweizer Lkw-Produzent Saurer baute 1974 sein neues rundliches großes Fahrerhaus. Während die Pkw-Neuwagen nur noch mit Sicherheitsgurten erhältlich waren, fehlten die Gurte in den Lkw und die Fernfahrer mussten sich noch nicht angurten.
- 1975

Ford baute den Lkw Transkontinental, von Fernfahrern „Transconti“ genannt, mit einem sehr hoch gebauten Lkw-Fahrerhaus von Berliet, das 1975 immer noch eine beeindruckende Erscheinung war. Am 22. Mai wurde in Deutschland CB-Funk auch für den Lkw erlaubt und jetzt konnten die Fahrer sich während der Fahrt über Stau, BAG-Kontrollen, über die Polizei als Abfangjäger sowie Löhne usw. unterhalten; denn auch die Suche nach Firmen konnte über die CB-Heim-Stationen erfolgen. Die Lkw-Produzenten Fiat, Lancia, Magirus-Deutz, OM und Unic schlossen sich als IVECO zusammen, um einheitliche Lkw bzw. Fahrerhäuser zu bauen. Scania brachte wieder einen „King of the Road“ mit 375 PS auf den Markt und viele junge Fernfahrer bekamen glänzende Augen, denn lieber viel PS und Folterkammer, als einen lahmen Büssing mit seinem bequemen Wohnzimmer.
- 1977

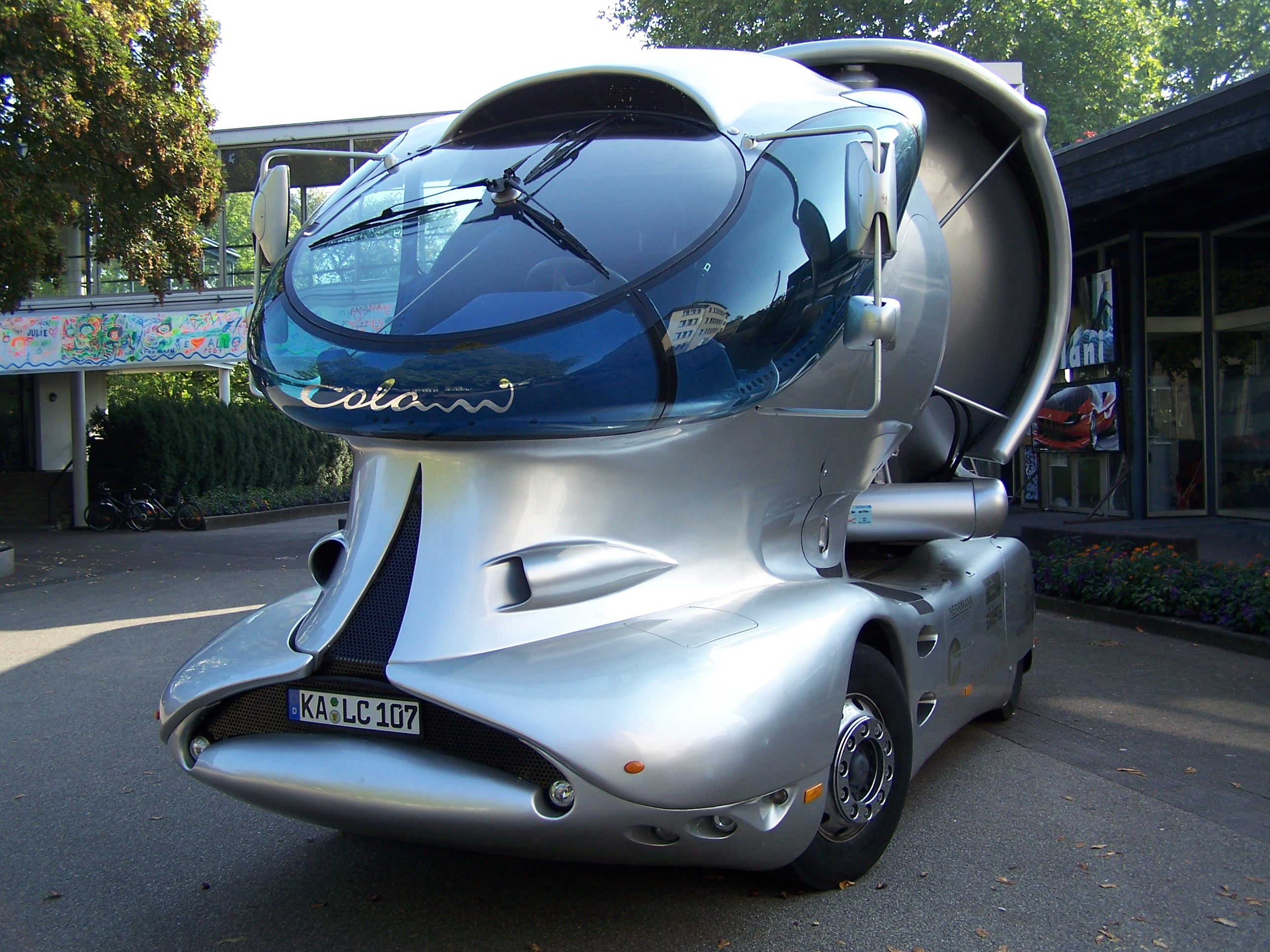
Colani-Führerhaus

Der Designer Luigi Colani hatte auf der IAA einen futuristischen Zukunfts-LKW als „Project 2001“ vorgestellt. Diese Sattelzugmaschine erinnerte an ein riesengroßes einäugiges Insekt, war aber straßentauglich. Konzept, Technik und Design stammten von Colani und Helmut Schneikart von der Nutzfahrzeug-Fachzeitschrift VerkehrsRundschau. Neue Entwicklungen wurden umgesetzt, wie etwa ein Fahrerhaus, das sich bei einem Unfall nach hinten verschiebt, sowie eine sehr übersichtliche kompakte Instrumententafel. Auf Ruheliegen (Betten) sowie Staufächer wurde in der Kabine absichtlich verzichtet, denn der Fernfahrer sollte nur noch im Motel oder Zuhause schlafen, was durch einen neuen Stafetten- oder Begegnungsverkehr möglich würde. IVECO baute ein erstes sogenanntes Euro-Fahrerhaus als Sparausführung. Volvo stellte das Kasten-Fahrerhaus „F 10“ vor, das nur ein flaches Dach hatte. Bei diesem Fahrerhaus konnte man außerdem die Sparmaßnahmen in der Entwicklung als Folge der Energiekrise betrachten, denn es wurde einfach, sparsam und praktisch gestaltet, war aber gegen den Typ „F 89“ eine Verbesserung. MAN stellte 1977 sein Pilotobjekt „X-90“-Fahrerhaus auf der IAA vor und wurde wegen der Ladeflächenlänge bzw. dem Euro-Palettenmaß mit einem oben aufgesetzten Schlafabteil gezeigt. Diese praktisch erprobte Lkw-Studie hatte bis heute die Richtung in der Gestaltung von Fahrerhäusern gezeigt. Daimler-Benz brachte seine „neue Generation“ mit einer halben Schlafkabine, als sog. Europa-Fahrerhaus auf dem Markt, um mehr Ladefläche für die Europaletten zu erhalten.
- 1978

Erstmals wurden von den Lkw-Produzenten (mit Aufpreis) luftgefederte Fahrersitze angeboten, und als Zubehör konnten auch Luftpolster für den Rücken bzw. zur Unterstützung der Wirbelsäule bestellt werden. Bei den hochwertigen Sitzen konnte durch Einsatz der horizontalen Federung eine automatische Gewichtsanpassung der Fahrer erfolgen. Der Nutzfahrzeug-Produzent Ackermann-Fruehauf in Wuppertal, baute als erster einen serienmäßigen Volumen-Lkw mit Top-Sleeper (Dach-Schlafkabine). Dieser wurde von Fahrern auch als „Vogelkasten“ oder „Nistkasten“ sehr kritisiert. Auf ein Mercedes-Benz Nahverkehrs-Fahrerhaus wurde eine Plastik-Kabine aufgesetzt und war ohne Wärmedämmung, hatte keinen Notausstieg, keine Standheizung bzw. keine ordentliche Be- und Entlüftung. Zum Schlafen musste der Fahrer durch die kleine Dachluke klettern und mit der Matratze die Öffnung unter sich schließen. Diese Dachschlafkabine war bedingt durch die schräge Windschutzscheibe des Mercedes-Benz -Fahrerhaus im oberen Dachbereich sehr schmal. Der hintere Anteil im Fahrerhaus wurde immer kürzer, weil das Streben nach dem letzten Zentimeter Laderaum fortgeführt wurde, was auf Kosten des Komforts der Fahrer ging. Mit den sogenannten „Philips Bak-Zügen“ mit ihren 2 × 8,2 m Wechsel-Pritschen, die 40 Europaletten aufladen konnten, wurde dem Fernfahrer die letzte Bewegungsfreiheit genommen, denn die Rückenlehnen konnten nicht mehr verstellt werden. Zum Schlafen mussten sich die Fahrer durch ein kleines Loch in den Top-Sleeper und wurde dann unter mit der Matratze verschlossen. Einen Notausstieg gab es nicht. Die Charakteristik der Großvolumigen Philip-Bak-Züge war, dass selbst das Fahrerhaus für den Nahverkehr unmittelbar hinter der Türkante gekürzt bzw. noch etwas abgetrennt wurde, um auch noch die letzten Zentimeter Laderaum für die 2 × 8,20 m lange Aufbauten erreichen zu können.
Vom 29. Dezember 1978 bis zum 17. Februar 1979 herrschte in Norddeutschland eine Schneekatastrophe. Damals stellte sich heraus, wer eine gute Standheizung und CB-Funk im Lkw hatte, denn ein Telefon im Lkw gab es normalerweise noch nicht. Fernfahrer hatten viele in Not geratene Pkw-Fahrer in ihre Lkws eingeladen. Damals konnte durch den CB-Funk der Lkw-Fahrer ein Kontakt zur Außenwelt und zum Katastrophenschutz aufrechterhalten werden.
- 1979

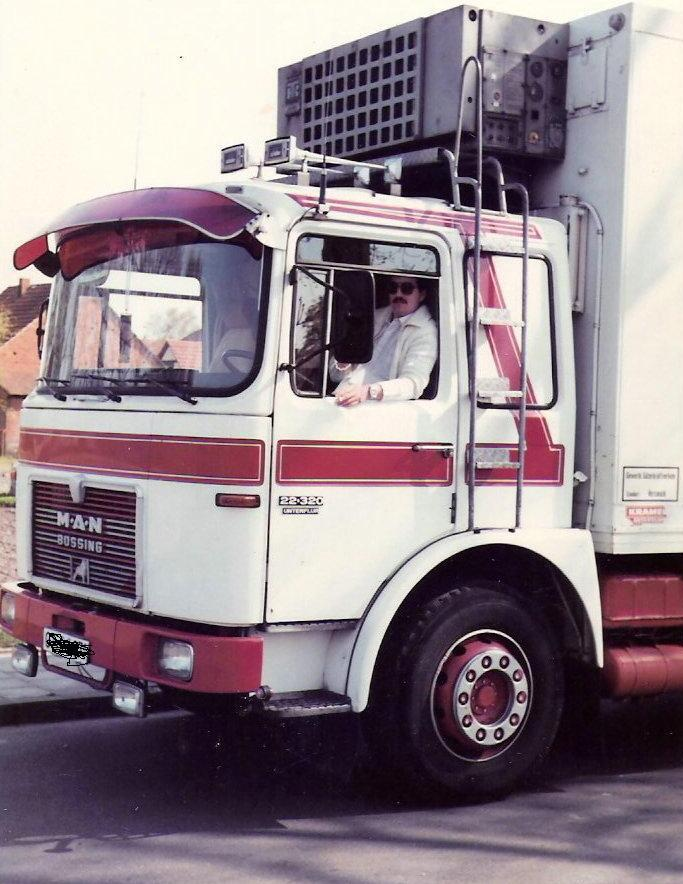
Büssing MAN 320 U

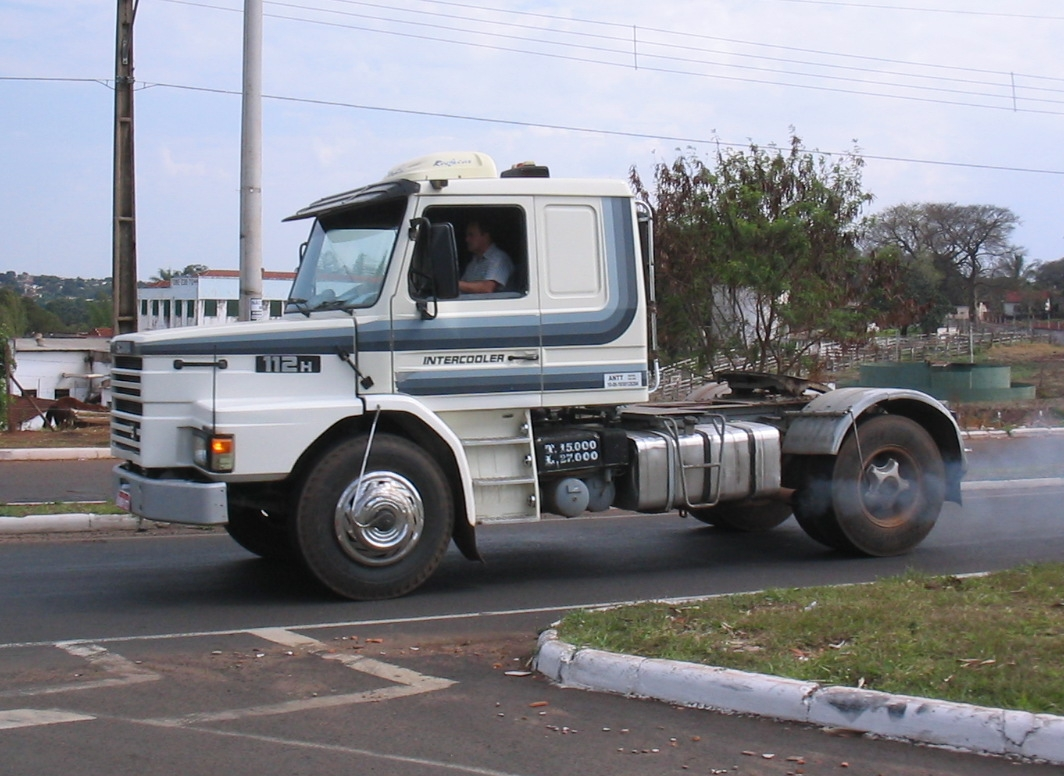
Scania Hauber mit tiefem Fahrerhaus

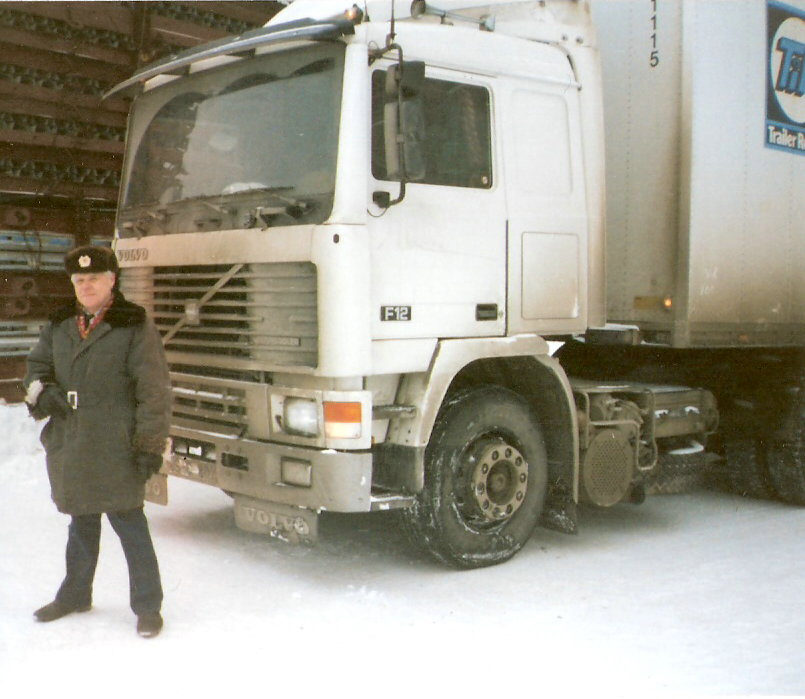
Volvo F 12 (Typ 1983–1993)

MAN baute den „F 8“ jetzt auch als Unterflur mit dem Namen „MAN Büssing“. Volvo brachte sein „F 10“ jetzt als stärkeren „F 12“ mit dem „Globetrotter“-Hochdach heraus, das im Raumangebot für den internationalen Fernverkehr sehr beliebt wurde. Mit diesem Hochdach hatte Volvo, durch den Einbau großer Staufächer für den Fernverkehr, ein Maßstab gesetzt. DAF folgte mit seiner Hochdach-Version nur als Halbkabine und brachte als erster Lkw-Produzent serienmäßig einen Top-Sleeper (Dachschlafkabine) für schwere Lkw serienmäßig auf dem Markt, um drei (3) Europaletten mehr laden zu können. Daimler-Benz baute ein „Großraum-Europa-Fahrerhaus“ für den deutschen Markt, das nur besser isoliert und etwas verarbeitet wurde, indem die volle Außenbreite ausgenutzt wurde und bekam 1,62 m Innenhöhe. Der englische Lkw-Produzent Leyland baute ein großes Fahrerhaus, das zum Teil dem MAN-Pilotobjekt „X 90“ ähnelte.
- 1981

Die ersten internationalen „Trucker-Festivals“ begannen auch in Deutschland. Es wurden viele bunt bemalte und optisch aufgemotzte Lkw bzw. Fahrerhäuser auf großen Autohöfen einem breiten Publikum vorgestellt. Die Windschutzscheiben der Lkw voll mit Fähnchen, Namen-Schilder usw., verchromte breitere Stoßstangen und die hochgezogene Auspuffanlagen waren das mindeste, was die sog. Trucker an ihren Lkw-Fahrerhäusern verändert hatten.
- 1983

Scania brachte sein „2er“ als „142“ auf dem Markt und wurde wieder „King of the Road“ mit seinen 420 PS. Dieser Lkw wurde auch als Hauber mit dem gleichen Fahrerhaus in der Kastenbauweise für den Fernverkehr angeboten, wobei dieser Hauben-Scania derzeit als einer der schönsten Schnauzer galt, aber wegen der Lkw-Sattelzug-Länge von 16,5 m nur selten benutzt werden konnte. Der österreichische Lkw-Produzent Steyr baute seinen Lkw nun auch mit einem Hochdach. Volvo produzierte seinen traditionellen flachen „F 12“, nun mit einem um etwa 12 cm erhöhten Dach. IVECO baute den „Turbo-Star“ für den europäischen Fernverkehr, wobei er etwas mehr breite und 1,7 m Stehhöhe erhielt. Der Lkw hatte eine serienmäßig reichhaltige Ausstattung, wie z. B. Klimaanlage und als erster Lkw, ein um den Fahrer herum gebautes cockpitartiges Armaturenbrett, das jedoch das Raumangebot verringerte. Renault baute den „R 370“ (Berliet-Fahrerhaus) jetzt auch in der Hochdach-Version, als eines der größten Fahrerhäuser auf den europäischen Markt. Steinwinter, ein Spezial-Lkw Produzent, baute einen Pkw-ähnlichen „Dachlast-Sattel-Lkw“ mit einem 18 Meter langen Überkopfauflieger, wobei es auch eine Wechselbrücken-Variante gab. Diese einmalige zweiachsige Sattel- bzw. Zugmaschine wurde wie ein breiter Rennwagen gefertigt.
Eine Novellierung bzw. Neuauflage der 1966 eingeführten Führerhausrichtlinie enthielt lediglich zusätzlich eine Empfehlung zur separaten Frischluftzufuhr. Eine extra eingeführte Liegestätten-Verordnung musste verabschiedet werden, denn für diese in Hochkonjunktur produzierten Top-Sleeper bzw. Dachschlafkabinen, war keinerlei Sicherheitsvorschrift vorhanden. Wenn der Lkw mit zwei Fahrern besetzt war, musste der zweite Fahrer während der Fahrt oben in der Dachschlafkabine schlafen. Es wurde die Frage gestellt, was bei einem Auffahrunfall mit dem zweiten Fahrer oben in der Schlafkabine passiert, und somit wurde das Schlafen während der Fahrt verboten. Um Raum für den Volumentransport zu gewinnen, wurde die Länge des Fahrerhauses noch stärker gekürzt, so dass Kritiker von einem „Steh-Fahrerhaus“ sprechen konnten, und das Türschloss bekam eine Spezialanfertigung. Der CB-Funk im Lkw wurde von 12 auf 40 Kanäle erweitert bzw. der FM-CB-Funk eingeführt. Auf der Wunschliste der Fernfahrer standen ein geräumiges Fahrerhaus, eine Klimaanlage und ein Kühlschrank im Lkw. Nur Scania, Volvo und IVECO hatten serienmäßig eine Klimaanlage, die bei anderen Lkw-Produzenten nur als teures Zubehör oder gar nicht vorhanden war.
- 1985

Mercedes-Benz hatte nun serienmäßig Ackermann-Top-Sleeper, Fernfahrer nannten diese Schlafkabinen u. a. „Plastiksarg“. DAF baute mit seiner „Space-Cab“ Hochdach-Version ein geräumiges Fahrerhaus. Volvo baute einen „Eurotrotter“ Lkw mit halbtiefen Hochdach-Fahrerhaus und hochklappbare Ruheliegen. Wegen der Ladeflächenausnutzung wollten vielfach die Fernfahrer nicht mit dieser „schmalen Krücke“ im internationalen Verkehr unterwegs sein. Ein Jahr zuvor hatte dagegen MAN sein Frontlenker „F 8“, mit einem 360 PS Unterflur-Motor auf den Markt gebracht, der einen durchgehenden Innenraum mit viel Platz und fast voller Stehhöhe hatte, wobei die Omnibus-Qualitäten während der Fahrt zum Ausdruck kamen.
Die Lkw-Fahrer hatten neue Lenk- und Ruhezeiten bekommen, indem anstatt 8 jetzt bis zu 10 Stunden pro Tag gelenkt werden durfte. MAN stellte das Eaton-Automatikgetriebe mit dem Namen „Samt“ vor, und ZF zeigte seine automatisierte Lkw-Schaltung.

#### Harmonisierung der Entwicklung durch die EWG
- 1986

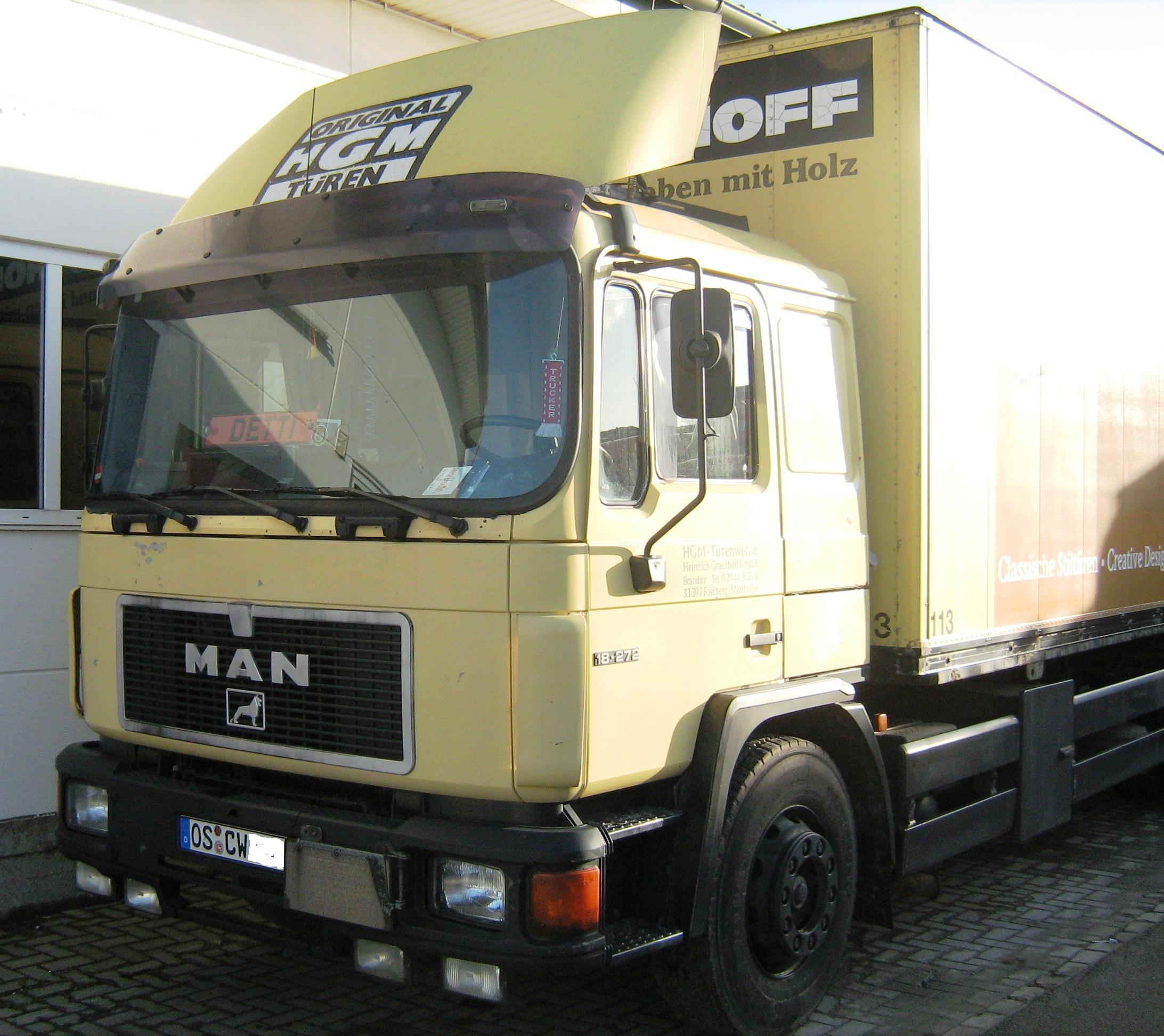
MAN Typ F 90

Das Gesamtgewicht der Lkw stieg von 38 auf 40 Tonnen. Ein neues MAN „F-90“-Fahrerhaus kam auf den Markt und das isolierte Fahrerhaus, auf das viele Fernfahrer gewartet hatten, wurde etwas breiter, höher als der alte Frontlenker „F 8“ von 1967. Mittlerweile hatten die meisten Lkw-Produzenten halbautomatische sowie vollautomatische Getriebe bzw. ABS im Angebot. Renault baute einen Zukunfts-Lkw „V.I.R.A.G.E.S.“ mit Groß-Fahrerhaus und stellte ihn der Öffentlichkeit vor. In Anbetracht der Steh-Fahrerhäuser konnte sich derzeit kein Fernfahrer vorstellen, dass so ein großer Lkw überhaupt auf den Markt kommt bzw. vom Transport-Unternehmer gekauft würde. Dieser spätere „Magnum AE“ war völlig vom Motor abgetrennt, so dass es im Fahrerhaus wie beim Büssing keinen Motortunnel gab. Neuerdings konnten die Spediteure im gewerblichen Güterfernverkehr jetzt einen Lkw mieten bzw. es war ab sofort Leasing erlaubt. Ackermann, Kässbohrer und viele andere experimentierten seit 1978 mit den innovativen Anhänger-Kurzkupplungssystemen. Es wurde erreicht, dass der Freiraum zwischen Motorwagen und Anhänger bis zu 15 cm verringert werden konnte. Natürlich nur, weil schon ab dem Türschloss das Fahrerhaus abgeschnitten bzw. verkürzt wurde und eine weitere Kürzung deswegen nicht mehr möglich war.
- 1987

DAF kam mit dem neuen Lkw Typ „95“ auf den Markt. Es wurden ca. 2000 Fernfahrer befragt, um den Arbeitsplatz optimal zu gestalten. Trotzdem war das Problem mit der Motorkiste im Fahrerhaus nicht zu beseitigen; das DAF-Fahrerhaus wurde in vier verschiedenen Varianten angeboten, wobei auch die größte Ausführung als „Space-Cab“ (Hochdach) angeboten wurde. Als Fahrerhaus-Außenmaß in der Tiefe waren die sehr genauen 2 m noch sehr unzureichend. Scania stellte seine 3er Reihe als „143“ „Topline“ vor. Das Fahrerhaus bekam ein sehr gut gelungenes rundes Cockpit und hatte 1,7 m Stehhöhe mit dem etwas erhöhtem Dach.
- 1989

Die Wende war da und die Mauer weg, d. h. die Wiedervereinigung Deutschlands begann. Die Sattelzug-Länge wurde generell auf 16,5 m bestimmt und dem Auflieger wurden 13,6 m zugestanden. Der technische Überwachungsverein Dekra und Daimler-Benz bauten einen ersten „Euro-Truck I“ als Zukunfts-Lkw mit Steckkarten als Zünd- und Tür-Schlüssel, Airbag, ABS, elektronischer Fahrerüberwachung, Kameras anstelle von Spiegeln, Schiebetüren und aus- und einfahrbaren Stufen, Telefon, Fax, PC, Rückfahrüberwachung und ein Navigationssystem. Alle neuen Lkw über 12 Tonnen mussten großwinklige Anfahr-Spiegel bzw. Rampen-Spiegel auf der rechten Seite installieren. MAN baute seine ersten „UXT“ 360-PS-Unterflur-Sattelzugmaschinen, mit einer Stückzahl von fünf Lkw.
- 1990

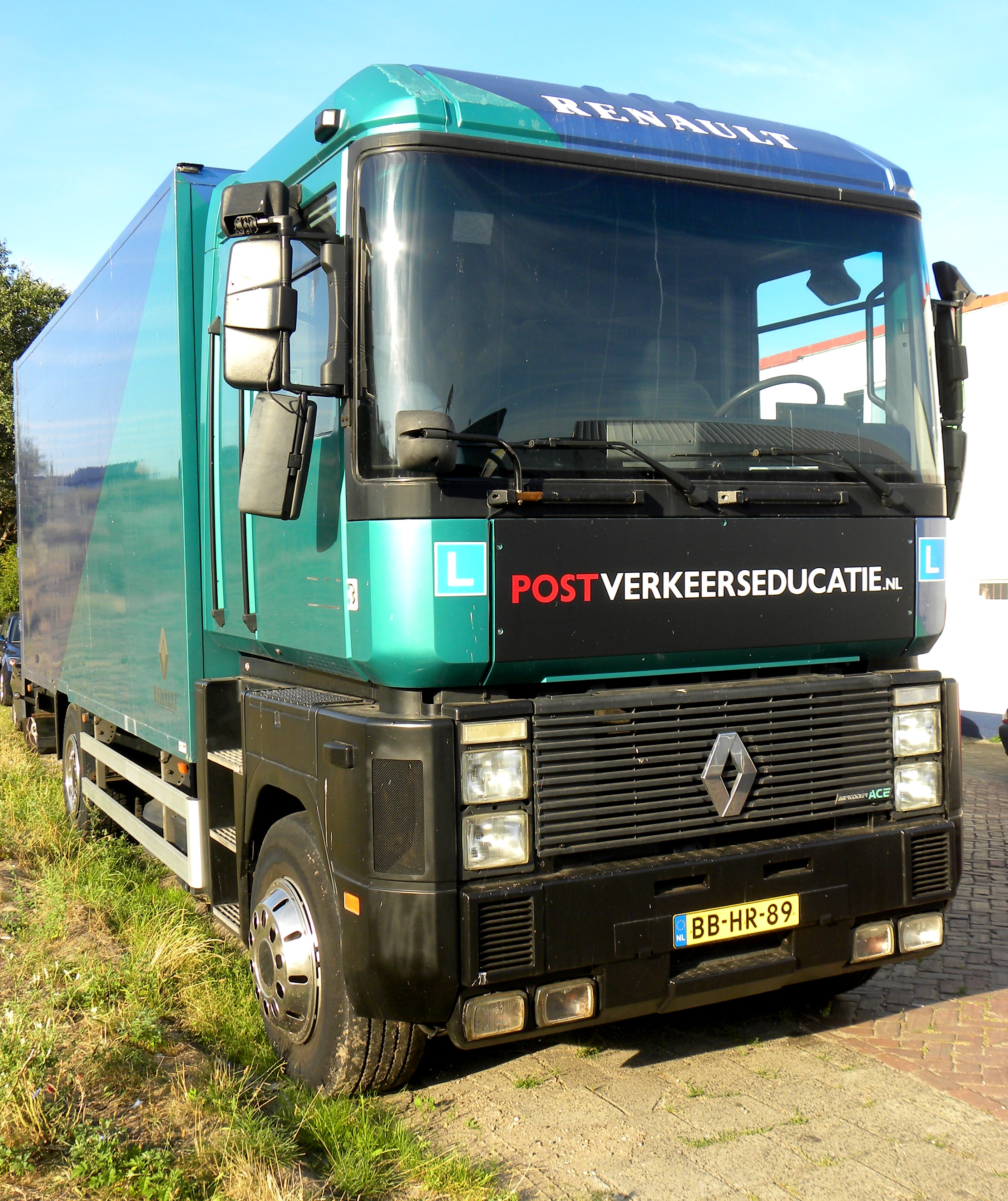
Renault Magnum AE (1990–2001)

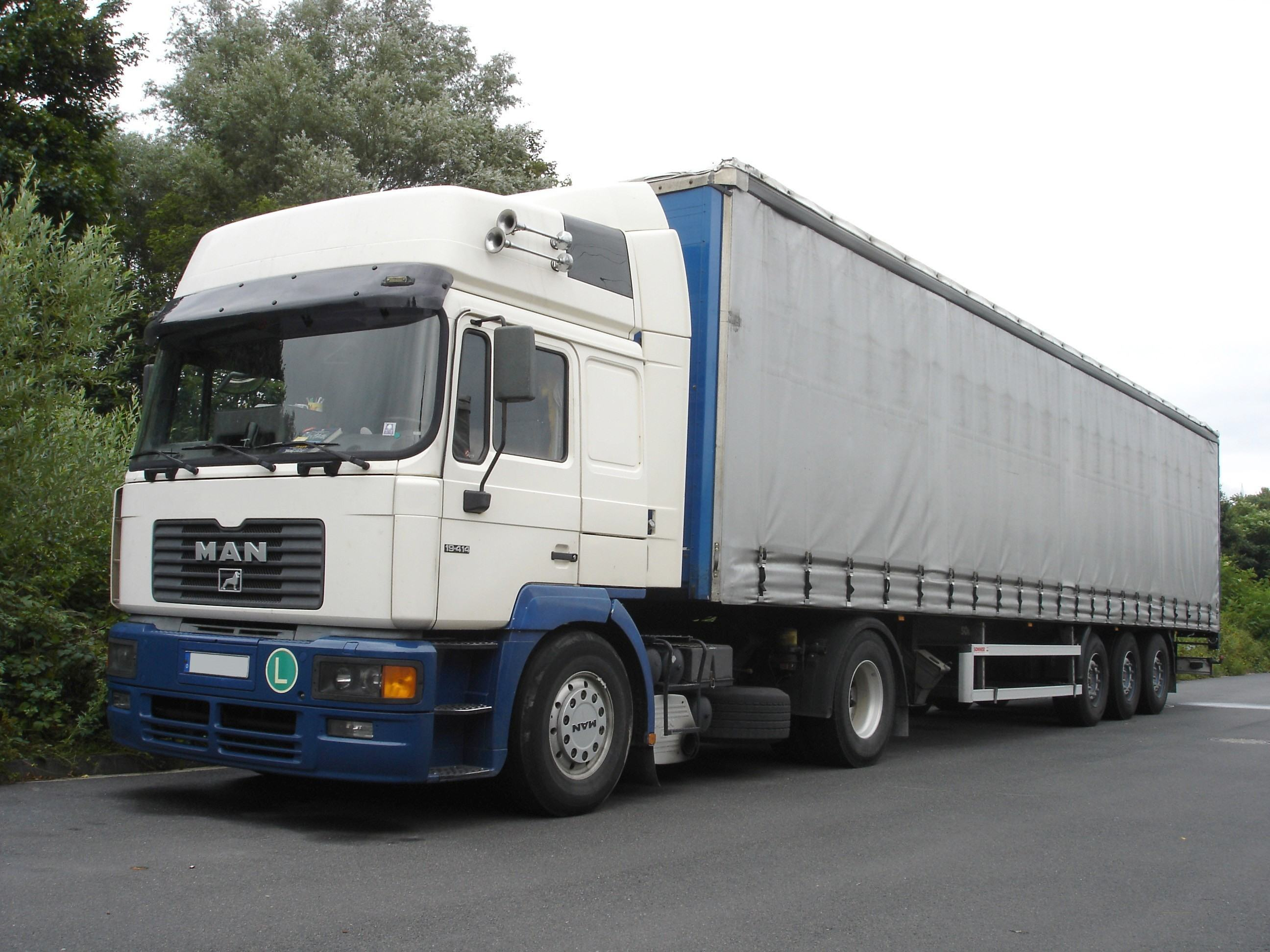
MAN mit Hochdach

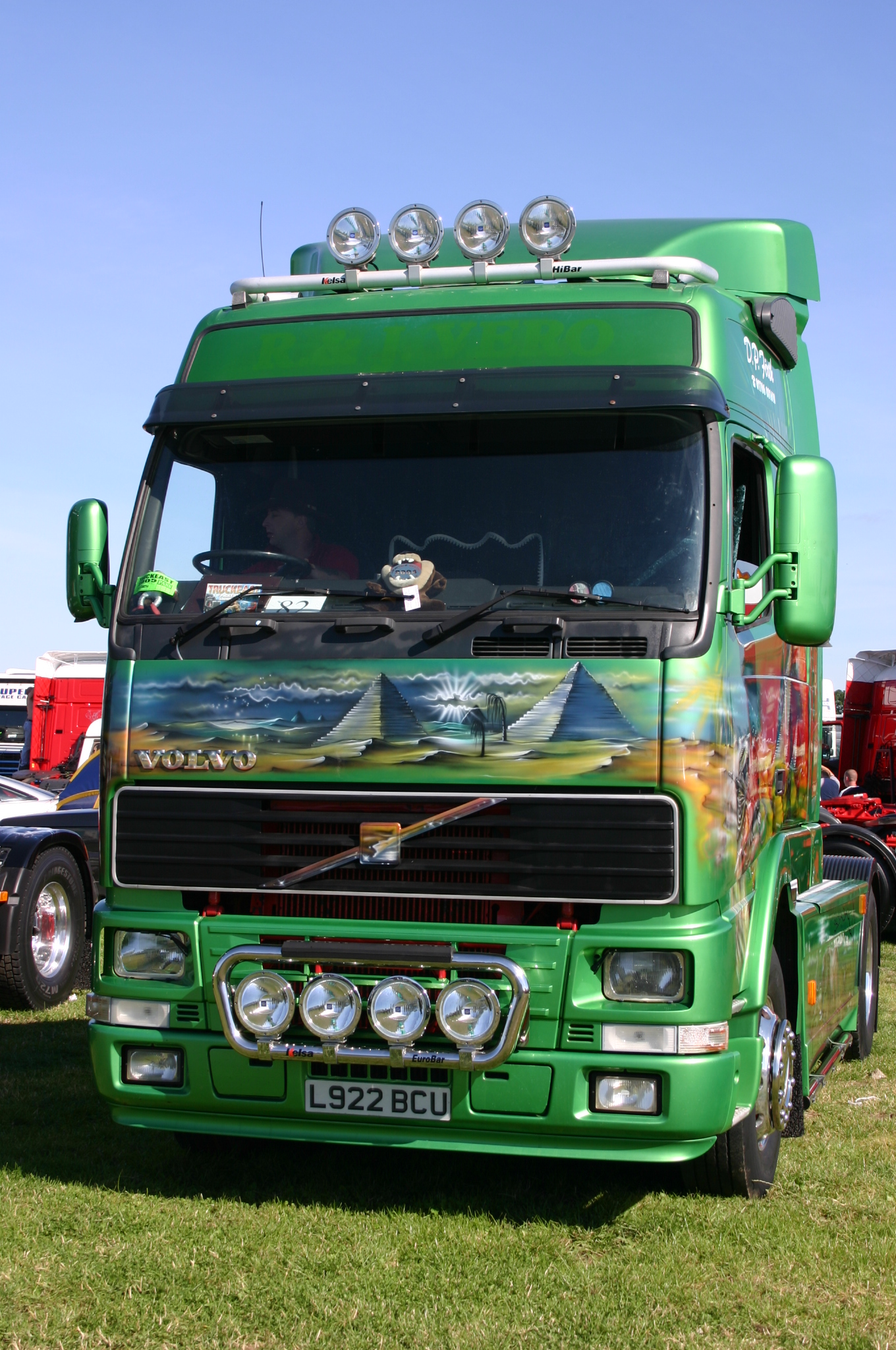
Volvo „FH“ mit Airbrush, Bj. 1993

Renault brachte als Lkw-Produzent sein „Raumwunder“ auf den Markt. Ein echter COE (Cab Over Engine), d. h. mit einem oberhalb des Motors gebauten Groß-Fahrerhaus, als Typ „Magnum AE“ mit 580 PS. Dieses 1.700 mm über der Fahrbahn liegende, bodenebene Fahrerhaus setzt bei den europäischen Lkw-Produzenten neue Maßstäbe, die bis in die jetzige Zeit einen großen Einfluss und Auswirkung gehabt haben. Dieser „Palast“ als Fahrerhaus hatte eine durchgehende Stehhöhe von 1.900 mm. Mit der sehr weit nach vorne verschobenen Vorderachse war der Einstieg etwas gewöhnungsbedürftig, denn der Fahrer musste über die seitliche hintere steile Außentreppe mit verschmutzten Haltegriffen hochklettern. In Deutschland hatte die Wiedervereinigung bei vielen Fernfahrern großes Erstaunen ausgelöst, denn sie fragten sich, wie es die ostdeutschen Fernfahrer so viele Jahre in ihren sehr einfachen Fahrerhäusern aushielten. Die schlechten Lkw-Federungen und die sehr schlechten Straßen waren für westliche Begriffe ein Albtraum für Fernfahrer. In Deutschland wurden im Bereich der Windschutzscheibe der Fahrerhäuser, immer mehr Fähnchen und Schilder mit den Vornamen der Fernfahrer angebracht. Viele Fahrer wollten sich in ihrem Fahrerhaus von anderen Fahrerhäusern unterscheiden, und dazu wurden Merkmale gebraucht wie z. B. diese Fahrerschilder die Nachts auch blinkten oder beleuchtet waren.

#### Innovation von Elektronik und Technik ab 1991
- 1991

MAN brachte seinen „F 90“ nun mit einem Hochdach heraus, wobei viele große Stauschränke für den Fernverkehr eingebaut waren.
Scania versuchte es mit einem Typ: Streamline, als stromlinienförmig verschönerten Fahrerhaus. Die Möglichkeiten eines Bord-Computers wurden im Zusammenhang mit dem „NÜS 2000“ (Nutzfahrzeug-Überwachungs-System) nun auch im Lkw getestet und nach und nach eingebaut wurden. Es konnten unvorstellbare Möglichkeiten der Registrierung, Aufzeichnungen und der Kontrollen bewerkstelligt werden. Die Satelliten-Überwachung (GPS) machte das möglich und viele Fernfahrer fühlten sich an George Orwell mit seinem Buch „1984“ erinnert. Volvo stellte sein weiterentwickeltes vollautomatisches Getriebe („Geartronic“) vor, wobei der Fahrer selbst entscheiden konnte, ob er kuppeln, schalten oder gar nichts machen möchte. Die von MAN entwickelte Unterflur-Sattelzugmaschine von 1989 hatte jetzt 422 PS, sowie ABS, Scheibenbremsen, Allrad und Automatik und war komplett luftgefedert.

### Europäischer Binnenmarkt und die Entwicklung zum Fahrerhaus-Wettbewerb
- 1992

Als letzter europäischer Lkw-Produzent folgte Daimler-Benz mit seinem Europa-Hochdach „Eurocab“, das als Sonderwunsch bestellt werden konnte. Im Lkw wurde die Anschnallpflicht auch für die Fernfahrer zum Gesetz. DAF baute den ersten Lkw mit Bremse und Retarder gekoppelt, was als innovativ galt. Mercedes-Benz und die Überwachungs-Firma Dekra bauten zusammen einen zweiten (praktischen) Zukunfts-Lkw mit dem Namen „EXT 92“. Dieser Lkw war mit allen technischen und elektronischen Möglichkeiten ausgestattet und besaß ein futuristisch anmutendes Aussehen. Der 1991 von MAN gebaute Lkw Typ „UXT“ mit 422-PS-Motor wurde als Sattelzugmaschine auch noch mit einem Hochdach gebaut, von dem jedoch nur sieben Exemplare angefertigt wurden. Dieser Lkw galt als eine „Prädikats-Sattelzugmaschine“.
- 1993

Volvo baute einen neuen Lkw „FH“ mit schräger Windschutzscheibe und Pkw-Fahreigenschaften, der auch mit seinem bekannten Globetrotter-Fahrerhaus auf den Markt gebracht wurde. Neu war der automatische, praktische Tachoscheiben-Einzug. Die ersten mit Airbrush lackierten Lkw tauchen auf. Iveco baute den „Euro-Star“ mit Hochdach, als einen großen Fernverkehrs-Lkw mit 2,37 Meter Innenhöhe bzw. 2.050 mm Stehhöhe über den Motortunnel.
- 1994

DAF baute sein großes Fernverkehrs-Fahrerhaus nun als „Super-Space-Cab“ mit 2250 mm Außen- bzw. 2032 mm Innentiefe, 2,25 m Stehhöhe bzw. 1.950 mm Stehhöhe auf den Motortunnel und 81 Zentimeter breiter Ruheliege sowie elektronischer Luftfederung mit 500 PS. Die bisher fehlenden 250 mm in der Fahrerhaustiefe, waren nun außen am hinteren Fahrerhaus gut erkennbar, weil 1987 das Fahrerhaus genau 2 m in der Außentiefe betrug. MAN verbessert sein Typ „F 90“ und wurde nun „F 2000“ genannt, wobei viele Verbesserungen im Detail eingeflossen waren u. a. erkennbar an dem von außen glatt eingefassten Scheinwerfern in der Stoßstange. Gleichzeitig konnte der Braunschweiger Löwe nicht mehr brüllen, denn: „der Unterflur war tot“. Der Unterflurmotor, das Markenzeichen von Büssing, durfte aus wirtschaftlichen Gründen nicht mehr auf der Produktionspalette bestehen bleiben und wurde von MAN eingestellt.

#### Entwicklung größerer Führerhäuser (bis 2003)
- 1995

Scania baute seine neue 4er Typen-Reihe, mit den jetzt etwas rundlichen Ecken und Kanten und sehr hoher „Topline“ Ausführung, d. h. mit 2,25 m Stehhöhe und einer erstmals vorne bzw. oben an der Stirn angebrachten 0,86 m breiten Ruheliege, die über eine hohe Leiter erreichbar war. Außen hatte das Fahrerhaus 2.265 mm, sowie innen 2.043 mm Tiefe und erstmals waren die Seitenscheiben mit doppelten Glas versehen. Volvo erhöhte seine „FH“-Globetrotter-Ausführung als „XL“, wobei das Dach um 170 mm erhöht und der Motortunnel um 130 mm gesenkt wurde, d. h. nur noch 170 mm betragen hatte. Die ab 1988 zugelassenen Lkw mussten nun auch einen Tempo-Begrenzer einbauen, der bei maximal 90 km/h einen Abregelvorgang einleitete und die ersten LKW-Produzenten bauten einen Tempomaten ein.
- 1996

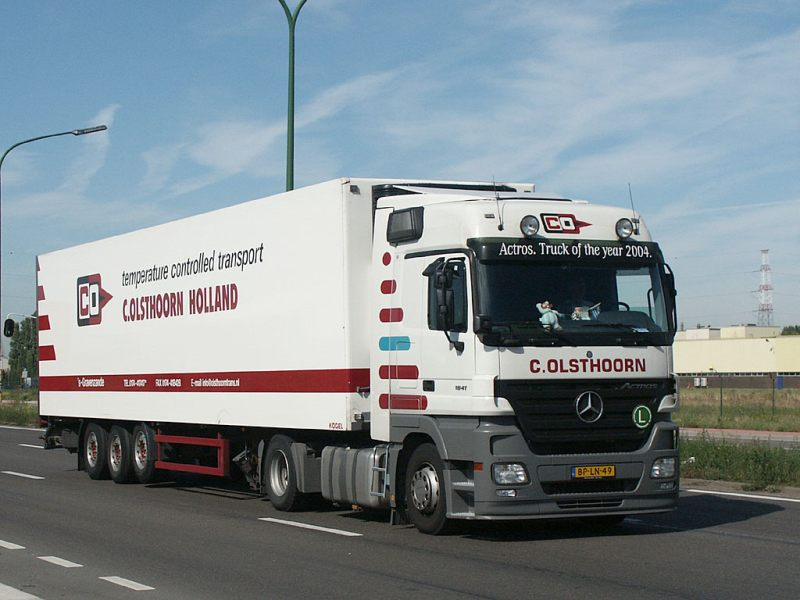
Mercedes-Benz Actros mit Megaspace-Fahrerhaus

Mercedes-Benz baute den „Actros“ in drei Fahrerhaustypen, die als Flach-, Normal- und „Megaspace“-Ausführung angeboten wurden. Die Megaspace-Variante hatte ein bodenebenes Fahrerhaus. Nun waren es schon zwei europäische Lkw-Typen, die einen durchgehend freien Fahrerhaus-Boden hatten, wie damals der Büssing „Unterflur“-Lkw. Volvo baute als erster Lkw-Produzent nun auch Airbags in den Lkw ein. Renault baute einen „Premium“-Lkw, als ein ganz normales Fahrerhaus, das schmaler und niedriger war als der „Magnum AE“. Die Lkw durften nun ab Hinterkante Fahrerhaus 16,4 m Länge betragen, d. h., die Gesamtlänge des Lkw konnte insg. 18,75 m und die Ladefläche 15,65 m Länge haben. Somit war in der Fahrerhaus-Innentiefe alles beim Alten. Scania baute einen großen Hauber mit etwas rundlichen Ecken als Hauben-Lkw, der auch mit einer Fernfahrerkabine geordert werden konnte. Der Hauber war trotz „Topline“-Fahrerhaus nur für Silotransport bzw. Tankwagen zu gebrauchen und iZm. der Lkw-Länge wurde dieser Typ wenig gekauft. Rockinger hatte das automatische Auf- und Absatteln des Aufliegers komplettiert, wobei nun der Fernfahrer sein Fahrerhaus nicht mehr zu verlassen brauchte. Lkw-Fahrersitze konnten nun per persönlicher Codekarte vollautomatisch eingestellt werden.
- 1997

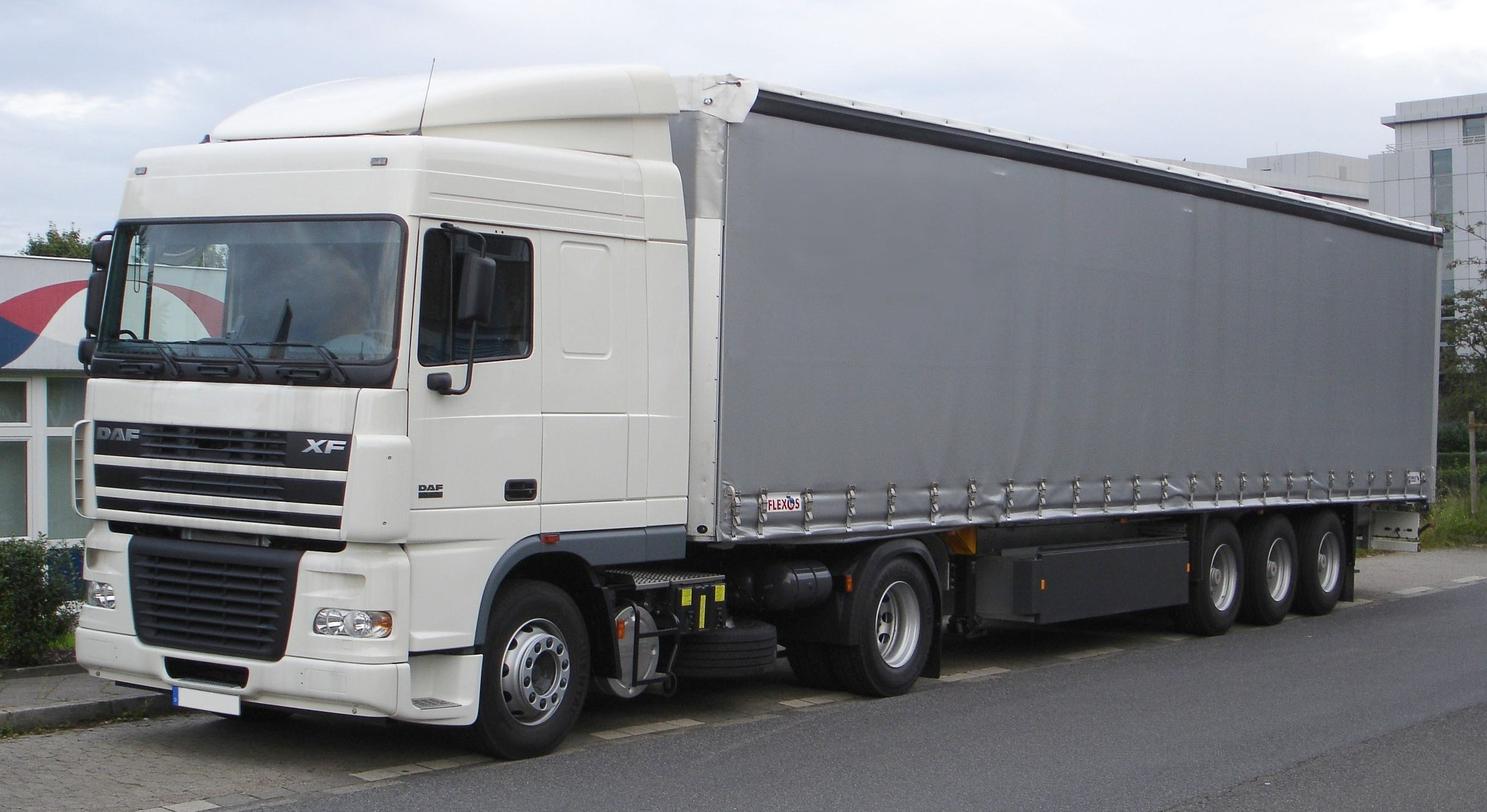
DAF-Fernverkehrs-Fahrerhaus mit normalem Hochdach

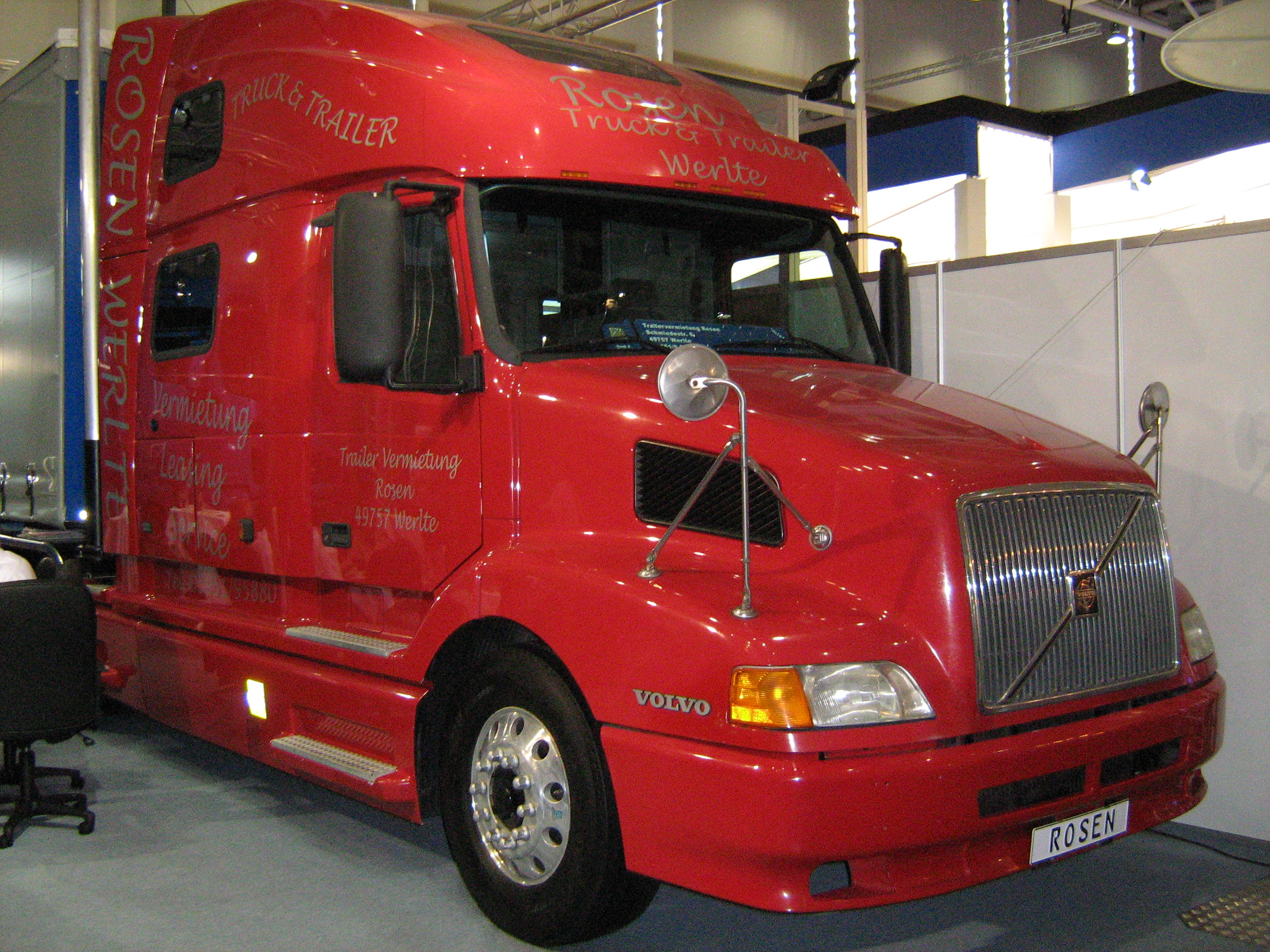
Volvo-Lkw, US-Ausführung 97

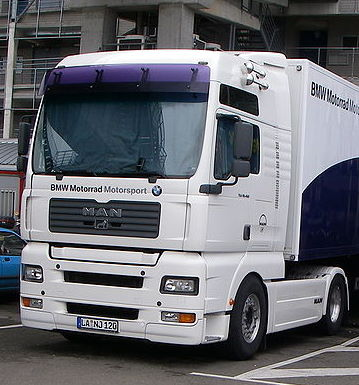
MAN „TGA“

DAF baute den Typ „95“ mit der Zusatz-Bezeichnung „XF“ und normalen Hochdach als „Space-Cab“ sowie „Super-Space-Cab“ für den Fernverkehr, wobei in der sehr hohen Fahrerhaus-Ausführung die obere Ruheliege nun 1 m breit war. Volvo baute den „FH“-Lkw-Typ nun mit einer Schnauze, der als sehr schöner „VN Euro-Hauber“ inkl. einer Globetrotter-Ausführung gebaut wurde. In der amerikanischen großen Fahrerhaus-Ausführung konnte dieser Lkw-Typ normal leider nicht in Europa gekauft werden. Die europäischen Fahrerhäuser wurden immer bunter, indem die Airbrush-Künstler mit extrem vielen Motiven oder großen Bildern die Fahrerhäuser verzierten. Auch die großen verchromten Kuhfänger bzw. Rammbügel (für Elche) wurden bei einigen Fernfahrern beliebter. Durch den kommerziellen „Truck Grand-Prix“ am Nürburgring wird das amerikanische Lkw-Aussehen bzw. deren Optik immer ausgeprägter, was auch z. B. an den vielen Scheinwerfern usw. am Lkw erkennbar war. Die vielen „Trucker-Festivals“ hatten in den letzten 16 Jahren die Veränderung des Erscheinungsbilds vieler Lkw-Fahrerhäuser und Fernfahrer bewirkt.
- 1998

Scania verbesserte seine 4er Baureihe, u. a. mit 420 PS. Durch die optischen weichen Rundungen am Fahrerhaus, hatte diese „Topline“-Ausführung bei den Fernfahrern mittlerweile Gefallen gefunden. Die 3er Baureihe war ein hart gefedertes Fahrerhaus mit lauter Ecken und Kanten, was ja immer „genau das“ gewesen war, um ein Scania zu sein. Die gut durchdachten Veränderungen im Fahrerhaus die im „R 124“ eingeflossen waren, wurden sehr begrüßt, u. a. weil erstmals ein umlegbarer Schaltknüppel vorhanden war, der nicht mehr störten konnte. Auch der ganz nach hinten, in den Bettbereich verschiebbare Beifahrersitz und ein verschiebbarer Tisch wurde positiv aufgenommen. Die Hauber-Version der 4er Reihe, wurde aber wegen der Lkw-Gesamtlänge für den Fernverkehr wenig gekauft.
- 2000

MAN baute den neuen Lkw-Typ „TGA“ und war auch sofort mit dem großen „XXL“-Fahrerhaus zu bekommen. Das Lkw-Fahrerhaus war höher geworden, der Boden nun fast eben und war nun eine der geräumigsten Lkw-Kabinen. Mit einer Stehhöhe von 2.130 mm auf dem nur 100 mm hohen Motortunnel und ab der Frontscheibe ganze 2.070 mm Fahrerhaus-Innentiefe, konnte MAN nun auch gut konkurrieren. Auch wurde das sog. Türmodul nun noch kompletter; darin wurden Fensterheber, Spiegelversteller, Spiegelheizung und Zentralverriegelung usw. untergebracht.
- 2001

Volvo verbesserte in vielen Kleinigkeiten sein „FH“-Fahrerhaus. Das war u. a. daran erkennbar, dass nun hochkant glatte verglaste Xenon-Scheinwerfer vorhanden waren. Auch die Schaltautomatik wurde verbessert und war nun direkt am Fahrersitz als I-Shift (Joystick) angebracht. Renault baute seinen „Magnum AE“ nun mit einer Wohnzimmer-Ausführung, indem die Möglichkeiten für eine umgebaute Liege, in zwei Sitze und eine versenkbare Tischplatte vorhanden war.
- 2002

Mercedes-Benz erneuerte den Actros „Megaspace“ in vielen Kleinigkeiten und war auf die Kritik vieler Fernfahrer eingegangen. Scania und Volvo boten mittlerweile alle Varianten in der Fahrerhaus-Höhe an. Scania baute als erster Lkw-Hersteller sein „eXe Longline“ Langfahrerhaus, das man als Wohnmobil bezeichnen konnte. Nur wurde das „Mehr an Wohnraum“ von der Ladefläche wieder abgezogen. DAF überarbeitete sein „95“-Großraumfahrerhaus, wobei das „XF“ vor die Zahl 95 gesetzt wurde und konnte auch mit Scheibenbremsen geordert werden. Die kleineren Fernverkehrs-Fahrerhäuser wurden zusätzlich mit Dach- und Seiten-Spoiler ausgerüstet, um mehr Kraftstoff zu sparen, wobei der Fahrer anstatt der Spoiler lieber ein größeres Fahrerhaus hätte.

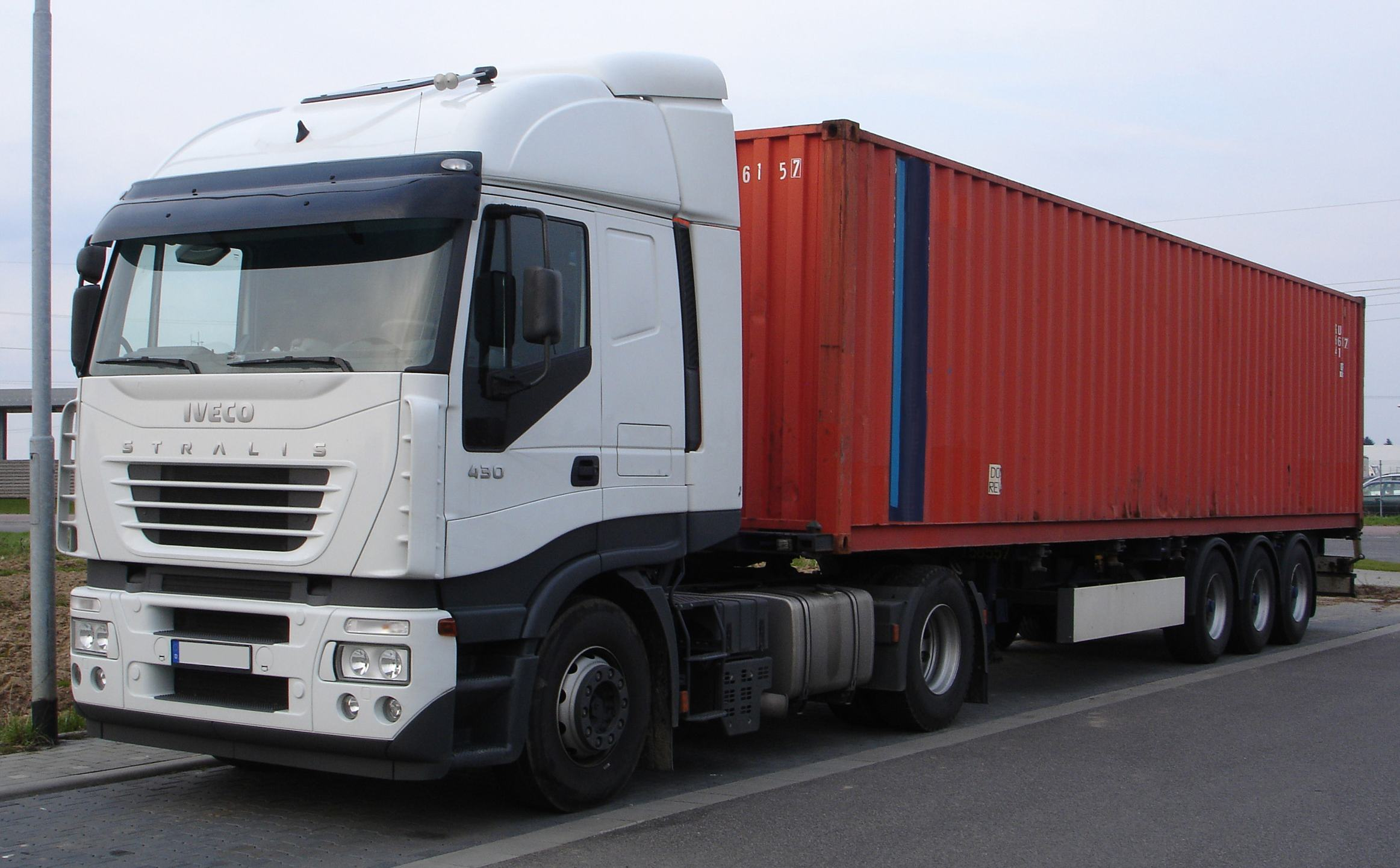
Iveco „Stralis AS“, Fernfahrerhaus

Iveco baute seinen „Stralis“ mit einem großen Fahrerhaus, in das moderne ergonomische Erkenntnisse einflossen. In diesem Fahrerhaus waren viele leichte Kunststoffmaterialien verarbeitet und auch viele serienmäßige elektronische Extras, für die andere Lkw-Produzenten Aufpreise verlangten.

#### Verbesserungen im Fahrerhaus

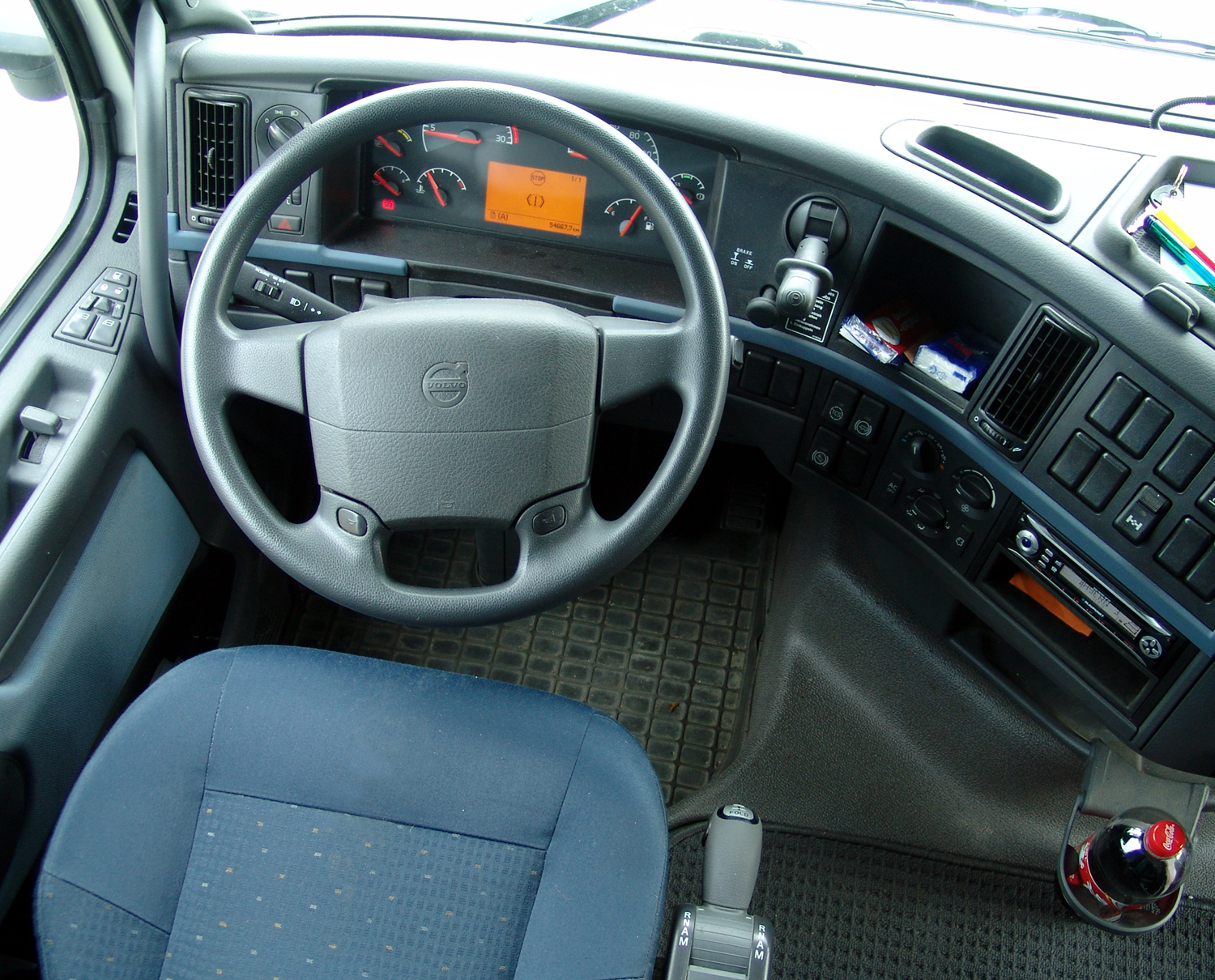
Fahrerplatz Volvo FH

- 2003

Die Lkw wurden unsichtbar verbessert und bei fast allen Lkw-Produzenten begann der verstärkte Einsatz von Elektronik, wie z. B. das ESP als elektronische Stabilitätsregelung und ASR, eine elektronische Anfahrhilfe. Auch zum Schalten der Gänge konnte ein kleines Knöpfchen für das Getriebe beim Lkw-Kauf geordert werden, was die vollautomatische Schaltung beinhaltete. Diese automatische Schaltung konnte mit dem Retarder (dritte Bremse) und der Elektronik der Abstandsmessung als eine zusammenhängende Einheit bestellt werden, um den Lkw nicht mehr (ohne Eingreifen des Fahrers) auf einen vorausfahrenden Lkw auffahren zu lassen. Auch bei den Lkw-Motoren spielte die Elektronik mittlerweile eine so große Rolle, dass Fernfahrer kaum noch selbst Reparaturen durchführen konnten. Es war mittlerweile „normal“, dass jeder Fernverkehrs-Lkw ein Großraum-Fahrerhaus hatte, mit einer serienmäßigen Klimaanlage, einem Kühlschrank, einem digitalen Radio mit CD-Spieler, vielen Staukästen, sehr guten Sitzen, vielen elektrisch verstellbaren und beheizbaren Außenspiegeln, einem Retarder, Tempomat, einem eingebauten Navigationssystem und einem Autotelefon mit Freisprechanlage.
Bei den Fernfahrern waren jedoch immer noch Wünsche vorhanden, beispielsweise eine serienmäßige Stand-Klimaanlage, eine Spezial-Diebstahlsicherung mit dem Handy verbunden, serienmäßig ein Gefrierfach und Mikrowelle, eine Spezial-Kaffeemaschine, ein digitaler Fernseher hinten in der Kabine usw.
- 2004

Scania baute seinen 145er Topline der 4er Serie in einer insgesamt überarbeiteten Ausführung, wobei die obere breite Ruheliege normal eingebaut wurde, so dass der Kletteraufwand zum Ausruhen wieder geringer wurde. Renault baute seinen schmalen „Premium“ von 1996 mit einem höheren Dach, wobei innen ca. 2 m Stehhöhe erreicht wurden.

#### Die letzten Lkw-Produzenten von großen Fahrerhäusern
- 2005

Die letzten Lkw-Produzenten für den großen Güter-Fernverkehr sind wie schon 1956 wieder da. Gemeint sind die sieben letzten Lkw mit großen Fahrerhäusern in Europa, wobei Volvo, Iveco, MAN, Mercedes-Benz, DAF, Scania und Renault einen Fernfahrer-Test für Lkw-Kabinen bestanden hatten. Die volle Ausbeute in der Tiefe für das Fahrerhaus hatte bisher noch keiner erreicht, so dass zwischen 10 und 20 cm noch fehlten. Alle hatten mittlerweile die wichtigsten Schalter am / im Lenkrad beleuchtet und nachts, wenn es dunkel war, hatten Fahrer ein Problem, wenn in einem fremden Lkw-Typ irgendein anderer Schalter gesucht wird, da die Schalter vielfach nicht beleuchtet sind. Die nicht vorhandene Standardisierung der Schalterpositionen in allen Lkw gab zusätzlich Anlass zur Kritik. Genauso verhielt es sich mit der Handbremse, die bei den Lkw unterschiedlich platziert wird.
- 2006

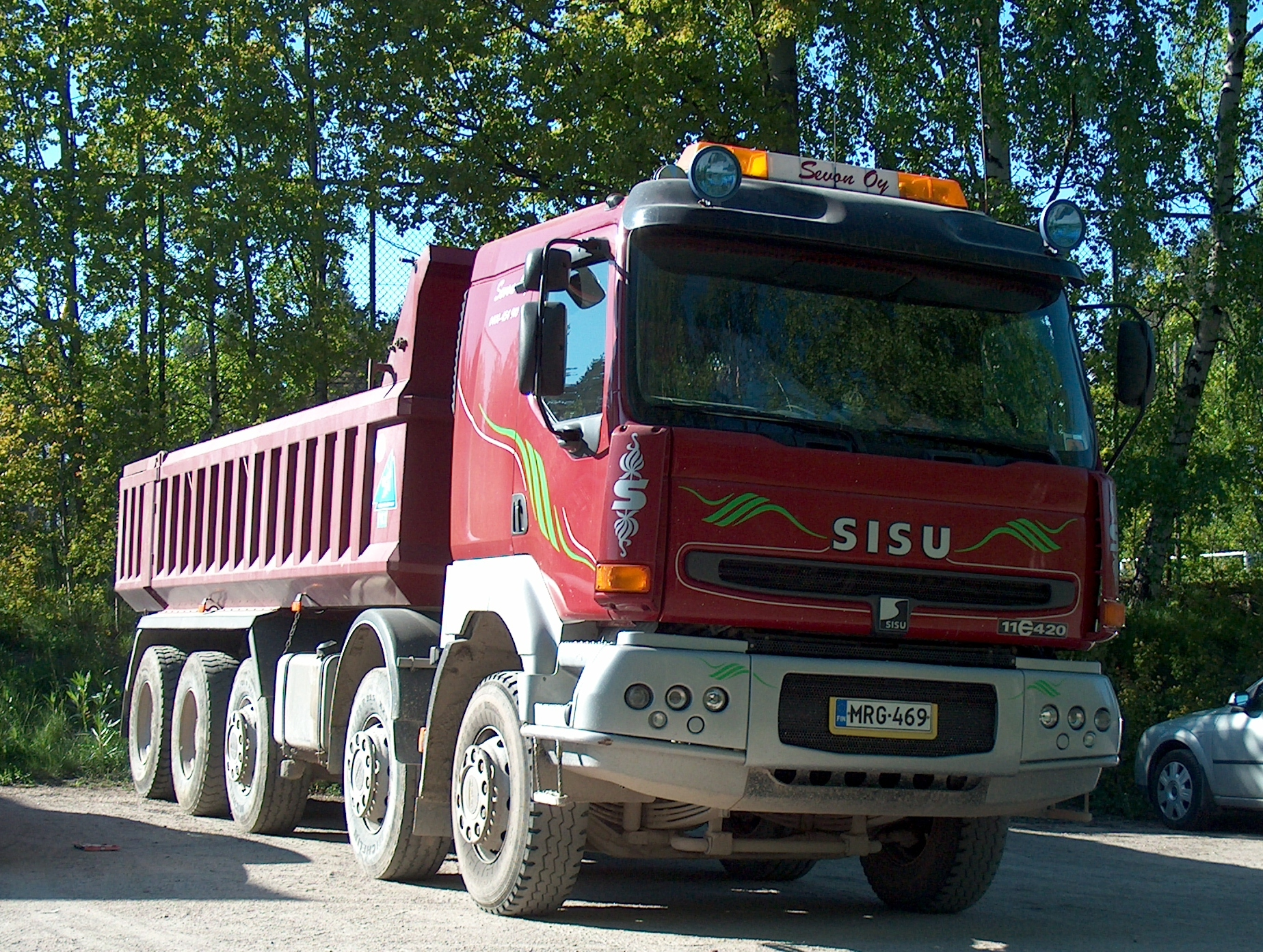
Sisu-Lkw, 460 PS

Auf der Leitmesse „IAA Nutzfahrzeuge“ in Hannover präsentierte der Amberger Lkw-Sitzhersteller Grammer u. a. im Konsortium mit Hymer am 21. September 2006 ein völlig neuartiges Konzept für Lkw-Fahrerkabinen mit einer Ausstattung „MoTIS“ (Modular Truck Interior System), die sich grundlegend von herkömmlichen Lkw-Fahrerhäusern unterscheidet. Als Besonderheit ist die erstmalige Integration einer vollwertigen Dusche, Toilette und Küche in das „normale Fahrerhaus“ gelungen. Ab 2007 war laut Grammer das Ziel, innerhalb von fünf Jahren bis zu 30 Prozent aller neu zugelassenen Lkw im Fernverkehr mit MoTIS auszustatten. An Autobahnen und Raststätten stehen ca. 35.000 Lkw-Parkplätze für die über 1,2 Millionen großen Lkw in Deutschland zur Verfügung. Wenn die Lkw mit Dusche und WC ausgerüstet sind, kann der Fernfahrer am bzw. im Lkw bleiben, was auch der Sicherheit des Lkw, der Fracht u. a. wegen Ladungsdiebstahl dient. Die letzten sieben Lkw-Produzenten haben zur IAA ihre Lkw nur in Kleinigkeiten verändert. Die Fahrerhaus-Abmessungen sind geblieben, aber kommunikationstechnisch und hinsichtlich der Bordcomputer ist der allerneueste Stand erreicht worden und die Fahrzeuge haben eine vollautomatische Schaltung am Lenkrad oder direkt am Sitz, damit der Fahrer eventuell eingreifen kann. Damit ist der Schaltknüppel fast aus dem Fahrerhaus verschwunden und in Anbetracht der neuesten elektronischen Technik wie ABS, ESP, ACC usw. muss der Fahrer nur noch lenken. Das Angebot an Zubehör ist bei allen Lkw-Produzenten sehr umfangreich, allerdings steht auch manches für die nötige Sicherheit, immer noch auf dieser Zubehör-Liste. Das sogenannte Trucker-Traumwelt-Denken nahm ab und von den über zwanzig „Trucker-Festivals“ 1980 gab es 2006 gerade noch vier in Deutschland, wo die Fernfahrer ihre „aufgemotzten“ Fahrerhäuser präsentieren konnten.
Der Lkw-Produzent Sisu aus Finnland war bis zu einer Kooperation mit Renault zunächst nur in seinem Land präsent. Der fünfachsige Sisu Lkw-Typ „C 15“, erhielt ein großes Fahrerhaus, was ihn dem Renault-Premium ähnlich macht.